# Étaules (Charente-Maritime)
Pour les articles homonymes, voir Étaules.
Étaules  (prononcé [e.tol]) est une commune du Sud-Ouest de la France, située dans le département de la Charente-Maritime et la région Nouvelle-Aquitaine. Ses habitants sont appelés les Étaulais et les Étaulaises.
Localisée au cœur de la presqu'île d'Arvert et du Royannais, dans la frange continentale de la Côte de Beauté et en bordure du célèbre bassin ostréicole de Marennes-Oléron, cette petite ville de la « grande banlieue » ouest de Royan connaît une croissance constante et soutenue depuis près de trente ans (sa population passant de 1 413 habitants en 1990 à 2 667 habitants en 2020). Avec ses voisines Arvert, Chaillevette et La Tremblade, elle forme une petite conurbation totalisant 11 962 habitants en 2018, forte de nombreux services et commerces de proximité, qui rayonne sur une partie de la presqu'île. Selon l'Insee, elle appartient à l'aire d'attraction de La Tremblade.
Petit pôle économique centré sur les activités tertiaires, la commune tire profit de sa proximité avec les stations balnéaires de la côte (Royan, Vaux-sur-Mer, Saint-Palais-sur-Mer, La Palmyre) ainsi que de la forêt domaniale de la Coubre, principal poumon vert du Pays Royannais, et voit se développer les activités liées au tourisme, aux services et au commerce. Elle dispose ainsi d'un camping et de plusieurs logements saisonniers. C'est également un centre ostréicole important, comptant sur la présence de deux ports, Orivol et Les Grandes Roches.
De nos jours, la ville subit fortement l'influence de Royan, principal centre économique des environs. La modernisation des infrastructures routières, marquée par l'ouverture d'une rocade contournant le centre-ville, facilite également les liaisons avec La Tremblade, chef-lieu du canton.
Étaules appartient au secteur Nord de la Communauté d'agglomération Royan Atlantique, structure intercommunale rassemblant 82 277 habitants (2016).

## Géographie

### Présentation
« Le soir tombait. Les pinasses des pêcheurs rentraient. Les coques étaient dissimulées par les talus herbus qui séparaient claires et viviers. Les voiles de couleur glissaient sur la Seudre. Ainsi glissent les apparitions dans les allées des châteaux hantés... »

— Jacques de Bourbon Busset, Laurence de Saintonge, 1975 —

Position d'Étaules en Charente-Maritime.

La commune d'Étaules est située au sud-ouest du département de la Charente-Maritime, au cœur de la presqu'île d'Arvert et du Royannais, dans la frange continentale de la côte de Beauté. Au centre d'une conurbation regroupant également La Tremblade (principal pôle urbain), Arvert et Chaillevette, elle peut être considérée comme partie intégrante de la « grande banlieue » de Royan, principal centre urbain et pôle économique des environs. Administrativement parlant, Étaules appartient au canton de La Tremblade et à l'arrondissement de Rochefort.
La commune se trouve à 2,3 kilomètres d'Arvert, 3,2 kilomètres de Chaillevette, 4,9 kilomètres de Saint-Augustin, 5,2 kilomètres de Breuillet, 5,4 kilomètres de La Tremblade, 7 kilomètres de Ronce-les-Bains, 7,8 kilomètres de Saint-Sulpice-de-Royan, 9,7 kilomètres de Saint-Palais-sur-Mer, 9,9 kilomètres de Vaux-sur-Mer, 12,9 kilomètres de Royan, 15,1 kilomètres de Saujon, 25,6 kilomètres de Rochefort, 35,8 kilomètres de Saintes, 47,8 kilomètres de La Rochelle, préfecture départementale et 107,1 kilomètres de Bordeaux, la grande métropole et préfecture régionale.
Appartenant comme le reste du département au midi atlantique, elle peut être rattachée à deux grands ensembles géographiques, le Grand Ouest français et le Grand Sud-Ouest français. Formant un ensemble disparate de 1155 hectares, la commune comprend tout à la fois des marais salés, à vocation essentiellement ostréicole (partie des marais de la Seudre intégrée au bassin de Marennes-Oléron), des marais doux en partie asséchés (marais de Saint-Augustin), des espaces forestiers formant une zone de transition entre bois de feuillus et de résineux, qui annoncent la forêt domaniale de la Coubre toute proche, des pacages, des vignobles, des champagnes agricoles à dominante céréalière et des espaces artificialisés, en constante progression du fait du développement constant de l'agglomération et d'un phénomène d'étalement urbain particulièrement marqué, notamment en bordure de la route de Saujon à La Tremblade (D14), axe majeur de la presqu'île. Ce phénomène a créé un bâti continu sur près de sept kilomètres, depuis la sortie de Chaillevette jusqu'à La Tremblade et Ronce-les-Bains, caractérisé par la construction de nombreux lotissements et quartiers résidentiels qui unissent les anciens noyaux urbains et de nombreux hameaux auparavant isolés.

Localisation d'Étaules au bord de la Seudre (image satellite SPOT).

Les parcs ostréicoles constituent un des éléments structurants du paysage communal. Établis en bordure de l'estuaire de la Seudre, qui atteint ici une largeur impressionnante, ils forment un ensemble où s'imbriquent terre et eau. Les paysages y sont constitués de prairies humides verdoyantes ou de vasières aux reflets soyeux gris-bleu qui s'étendent à perte de vue, soulignées par des lignes dorées de roseaux et des haies de plantes aquatiques, avec, en ligne de mire, le clocher de Marennes, repère incontournable de ce vaste ensemble. Ruissons, chenaux, jas se mêlent intimement en un espace labyrinthique d'eau et de lumière, où, dans des casiers miroitant au soleil (les « claires »), les huîtres du bassin sont mises à affiner et où elles acquièrent leur saveur et leur couleur particulières, sous l'action d'un pigment (marennine) produit par une algue microscopique appelée navicule bleue.
Deux petits ports ostréicoles, aux cabanes parfois peintes de couleurs vives, caractéristiques du bassin de Marennes-Oléron, viennent rythmer cette partie de la commune : Orivol, au nord-ouest, sur les rives du chenal du même nom, se trouve à la jonction des prises de La Couronne, de Malletatier et de La Sause; Les Grandes Roches, un peu en amont, se trouve entre les chenaux des Grandes Roches et des Brégauds (ce dernier formant la limite administrative avec la commune de Chaillevette, quand le chenal d'Orivol sert de frontière naturelle avec la commune d'Arvert). Espace naturel d'une grande richesse floristique et faunistique, les marais de la Seudre sont un conservatoire de plantes rares et un sanctuaire ornithologique de premier plan.
En descendant vers le sud, en marge de l'estuaire de la Seudre, un petit plateau peu accentué sert de contrefort à ces espaces palustres. Au fur et à mesure qu'il s'élève, vers Les Groies et Beauregard, il porte des vignobles servant à la confection des eaux-de-vie réputées de la région, cognac et pineau des Charentes, ainsi qu'aux vins de pays. Encore plus au sud s'étendent quelques molles collines qui forment en quelque sorte l'ossature de la presqu'île d'Arvert. Constituées au Crétacé, ces hauteurs calcaires sont par endroits recouvertes de formations superficielles (limon, argile) où s'épanouissent quelques massifs forestiers. Ces derniers, qui couvrent pas moins de 150 hectares, forment un couvert végétal dense où se mêlent feuillus (chênes, chênes verts ou « yeuses », etc.) et résineux (essentiellement des pins maritimes), prémices de la vaste pinède de la Coubre distante d'à peine quelques kilomètres, et dont les effluves balsamiques sont perceptibles lorsque soufflent les brises d'été. Les principaux bois de la commune sont le bois de Chassagne, le bois des Clônes, le bois des Pérets ou encore le bois des Fougerons.

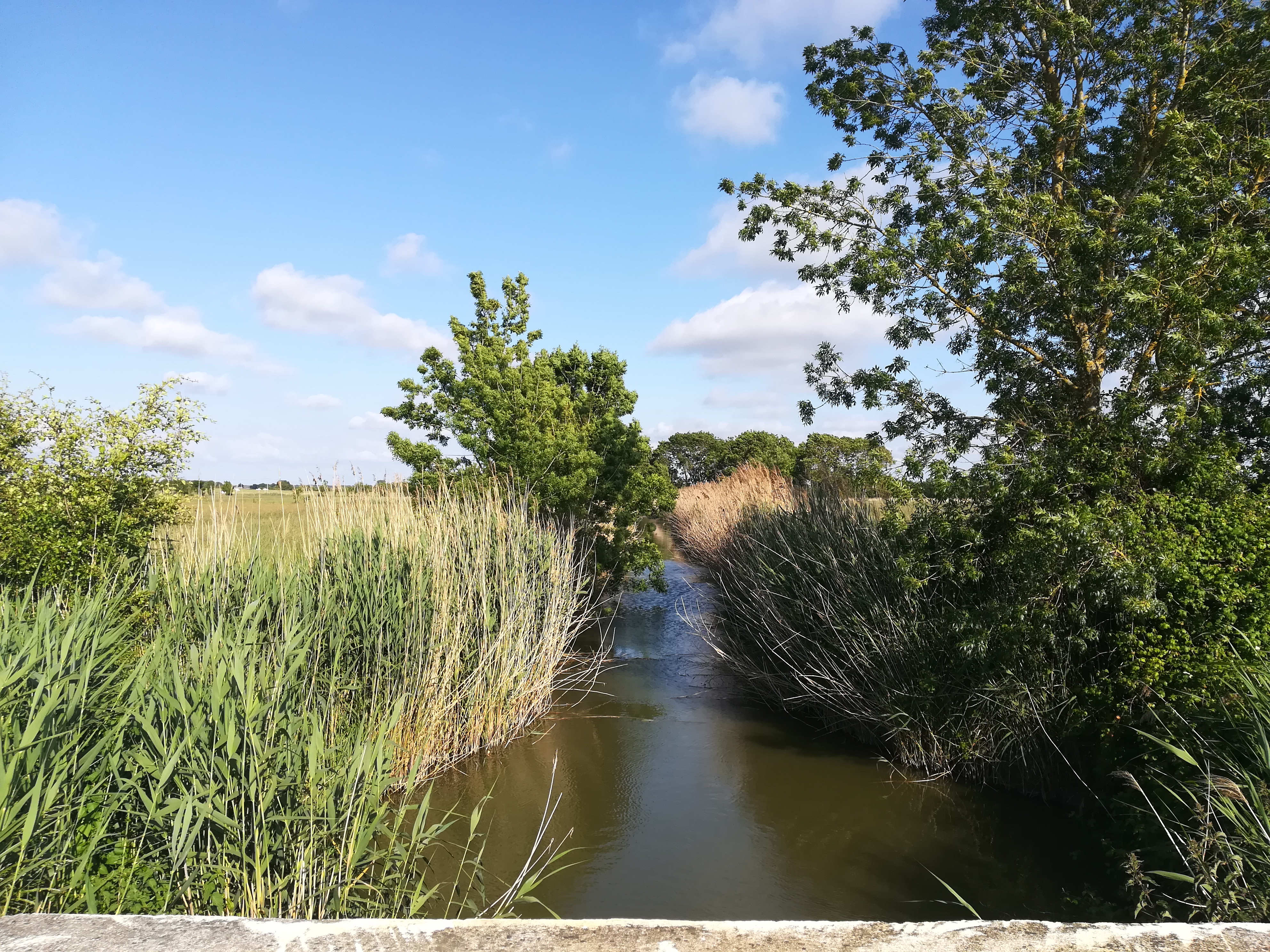
L'Écours des Maurines, dans le marais de Saint-Augustin, vu depuis le pont de Lombarde.

Plus au sud encore (au-delà d'une ligne matérialisée peu ou prou par la route départementale), de nouveaux marais viennent buter contre le plateau. Les marais de Saint-Augustin, doux au contraire des marais de la Seudre, couvrent 1586 hectares dont 850 sur la seule commune d'Étaules. Formant une zone de transition entre le littoral et ses formations dunaires (Saint-Palais-sur-Mer, La Palmyre), ils sont l'héritage d'un ancien golfe marin (golfe d'Arvert, devenu golfe, puis étang de Barbareu au Moyen Âge) qui, initialement relié à la mer par un petit exutoire (anse du Barjado, devenue Bréjat) s'est progressivement comblé au fil des siècles, sous l'action des masses de sables dunaires qui ont coupé toute communication avec l'estuaire de la Gironde. De petites îles émergeaient de ces vastes étendues aquatiques : île de Paradis, île de Brèze, île de La Lourde… L'île/Isle d'Étaules — en réalité une presqu'île — a longtemps été le principal foyer de population de la paroisse, avant que celui-ci ne soit transféré à son emplacement actuel. Elle ne dépasse pas une altitude de 21 mètres et conserve de nombreuses vignes, qui s'épanouissent dans ces terrains calcaires et bien exposés.
Avec la fermeture de l'exutoire du Bréjat, des canaux ont été creusés afin d'éviter la stagnation des eaux, longtemps vecteurs de maladies. Le Grand Écours, qui forme la limite administrative avec Les Mathes, est l'un des plus importants. Vient ensuite l'Écours des Maurines, qui sépare Étaules de Saint-Augustin. Vastes espaces verdoyants constitués de prairies humides sillonnées de fossés et ponctuées de bosquets, les marais de Saint-Augustin abritent une flore riche et variée, où se mêlent joncs, pulicaires, guimauves, plantain d'eau ou iris des marais. Près du fief de Bel-Air (rue du haut des bois) ou de l'île d'Étaules (rue du Maine-Videau), des vues panoramiques permettent de mieux appréhender la réalité de cet espace préservé.

### Géologie
D'un point de vue géologique, Étaules est composé d'un plateau constitué d'un socle calcaire Crétacé (et plus spécifiquement du Campanien supérieur, C6c) partiellement recouvert de formations superficielles (argiles à silex, sables, limons) quaternaires. Ce petit plateau forme une ligne de crête, à vrai dire peu élevée, qui part de Châtelard (commune de Vaux-sur-Mer) et se poursuit jusqu'aux Mathes, en passant par Champagnoles (commune de Saint-Sulpice-de-Royan), Breuillet et Arvert. Les couches calcaires sont de type galuconieux, à nodules limoniteux, riches en bryozoaires.

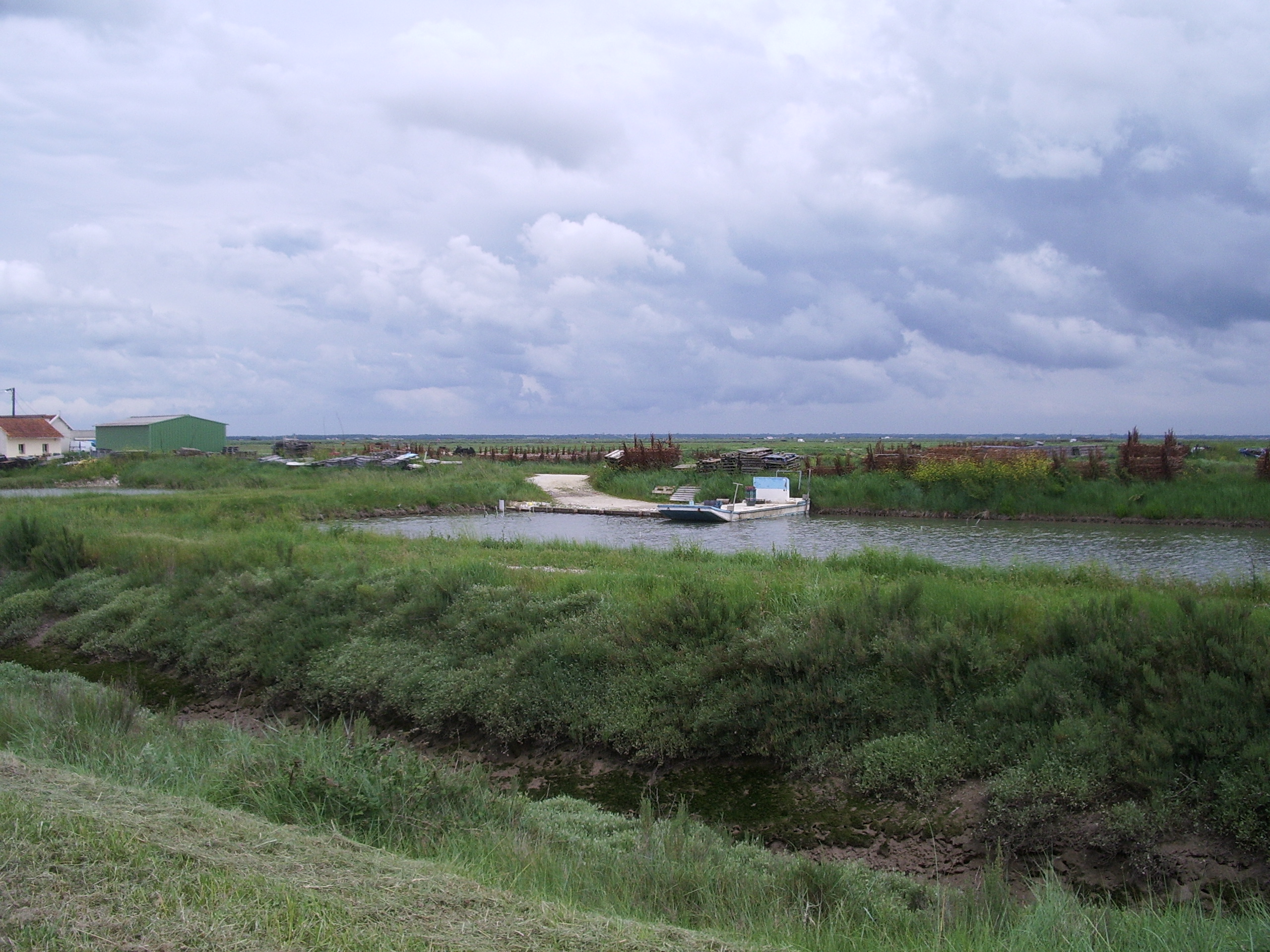
Les marais de la Seudre, à Orivol, sont tapissés d'alluvions fluviatiles quaternaires (« bri »).

De part et d'autre du plateau se découpent deux zones marécageuses, couvertes d'alluvions marines anciennes et modernes argileuses, appelées « bri » (ce terme est à l'origine du nom de Brouage ou de Broue). La première de ces étendues humides est située en bord de Seudre (marais de la Seudre). Les couches d'alluvions sont présentes jusqu'au niveau du port des Grandes Roches, approximativement au nord d'une ligne matérialisée par la D145. Au-delà, en s'enfonçant dans les terres et à mesure que l'altitude se relève, on retrouve des couches calcaires crétacé.
La seconde de ces étendues palustres (marais de Saint-Augustin) correspond à un ancien golfe marin, appelé d'abord golfe d'Arvert, puis golfe du Barbareu. Longtemps relié à l'estuaire de la Gironde par un chenal naturel au niveau du Bréjat, il s'est progressivement comblé lorsque cet exutoire a été barré par des massifs dunaires, en constant mouvement sur le littoral jusqu'au XIXe siècle. Le golfe de Barbareu est ainsi devenu étang, puis marécage, que les hommes ont assaini progressivement. Le trait de côte reste encore bien visible, passant au sud de L'Île d'Étaules, près du Maine-Videau, de La Passe, de La Motte-au-Bas, et à l'est des Rales.
Un risque sismique modéré concerne la commune qui est située non loin de la faille d'Oléron. Le 7 septembre 1972 le séisme d'Oléron d'une magnitude de 5.7 a produit quelques dégâts dans la région et a pu être ressenti jusqu'en région parisienne. Un des derniers séismes ressentis en date, toujours sur cette faille, d'une magnitude de 4.7, a eu lieu le 18 avril 2005.

### Communes limitrophes
Cinq communes ont des limites administratives avec Étaules : Arvert, Chaillevette, Saint-Augustin et Les Mathes ont des limites terrestres, tandis que Nieulle-sur-Seudre est séparée d'Étaules par la Seudre, qui constitue donc une limite fluviale.
|            | Nieulle-sur-Seudre La Seudre |              |
| Arvert     | Étaules                      | Chaillevette |
| Les Mathes | Saint-Augustin               |              |

### Voies de communication et transports

#### Voies routières
Du fait de sa situation au cœur d'une conurbation attractive, relativement fréquentée en période estivale, la commune d'Étaules bénéficie d'infrastructures routières adaptées à un fort trafic. Elle est notamment traversée par la D14, une route qui est une des épines dorsales du schéma routier de desserte du Pays Royannais en général et de la presqu'île d'Arvert en particulier. Classée route départementale de première catégorie (grands axes routiers départementaux), elle supporte un trafic atteignant en moyenne 8 000 à 9 000 véhicules par jour, avec cependant de fortes disparités en fonction des périodes de l'année.

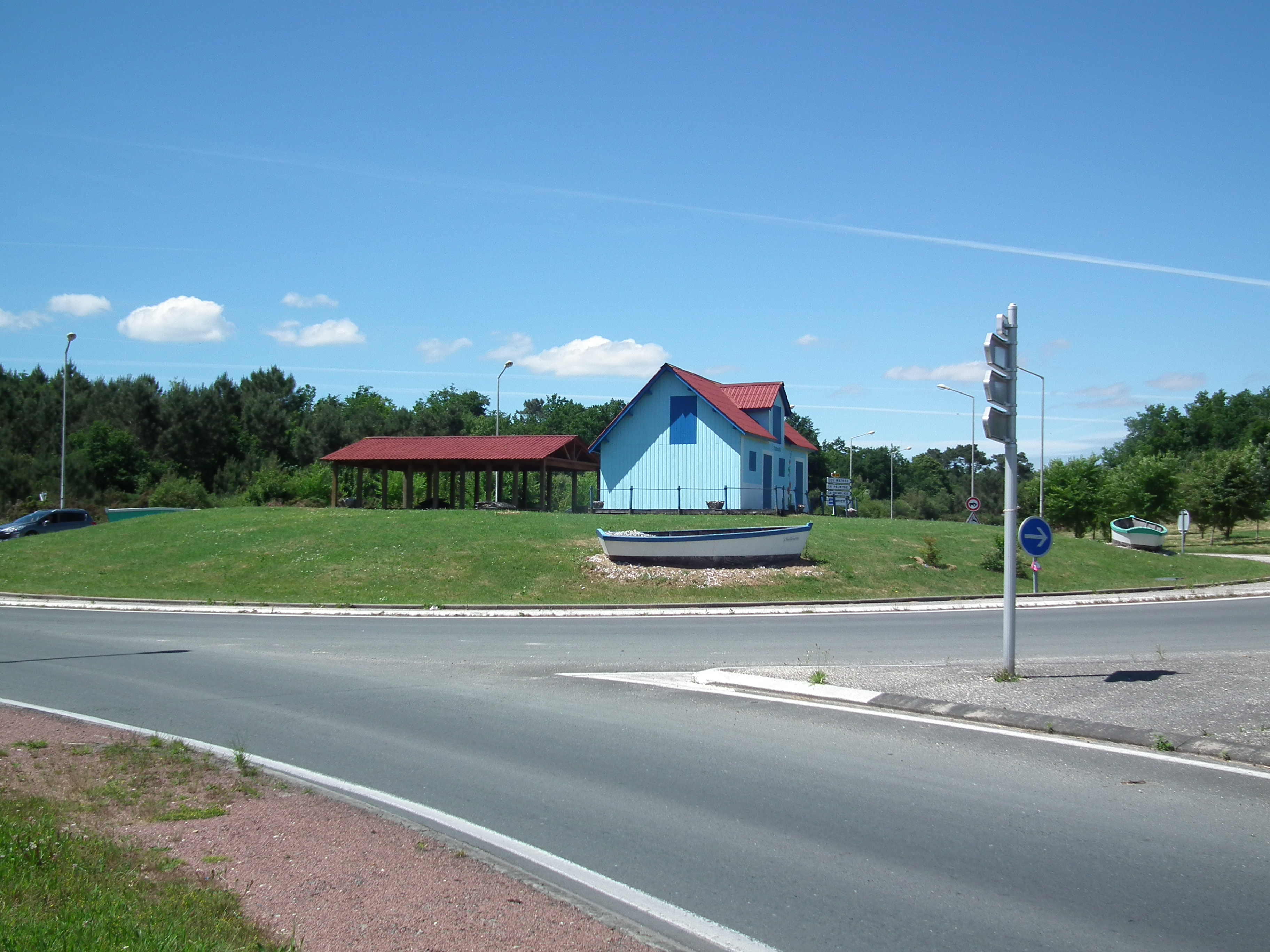
Un rond-point permet de rejoindre le centre-ville, ainsi que les autres communes de l'agglomération de La Tremblade via une rocade.

À l'avenir, le schéma routier départemental (2010-2030) prévoit de repenser totalement la circulation de la grande périphérie royannaise, dont Saujon deviendrait une des « portes d'entrées ». Le trafic sera dès lors diffusé à partir de cette ville, afin de limiter au maximum les encombrements. Parmi les options devant faciliter les liaisons dans la presqu'île d'Arvert, figurent la création d'une voie nouvelle entre la rocade de Royan à Vaux-sur-Mer et Saint-Sulpice-de-Royan et Breuillet, dont le centre-ville serait contourné. Dans l'optique de limiter les nuisances, une rocade a d'ores et déjà été ouverte depuis Chaillevette, contournant désormais les centres-villes d'Étaules et Arvert. Si la circulation en centre-ville s'en trouve considérablement atténuée, l'atlas départemental de la DDE classe pourtant toujours la D 14E1 — correspondant aux rues de La Picauderie et Charles Hervé et à l'avenue Darcy — comme une voie de circulation potentiellement gênante en termes de pollution sonore (niveau 3 sur une échelle de 5).
Cette voie nouvelle, financée en grande partie par le conseil général de la Charente-Maritime, a permis de fluidifier le trafic, notamment en haute saison, et de raccourcir les trajets domicile-travail entre les principaux pôles économiques des environs (La Tremblade, Saujon, Marennes, et bien sûr Royan). Un rond-point aménagé à l'entrée d'Étaules et de Chaillevette — agrémenté d'une sculpture représentant une cabane et des barques ostréicoles, qui indiquent chacune une des directions possibles — permet de rejoindre le centre-ville, la rocade, le centre-bourg de Chaillevette ou encore Breuillet.

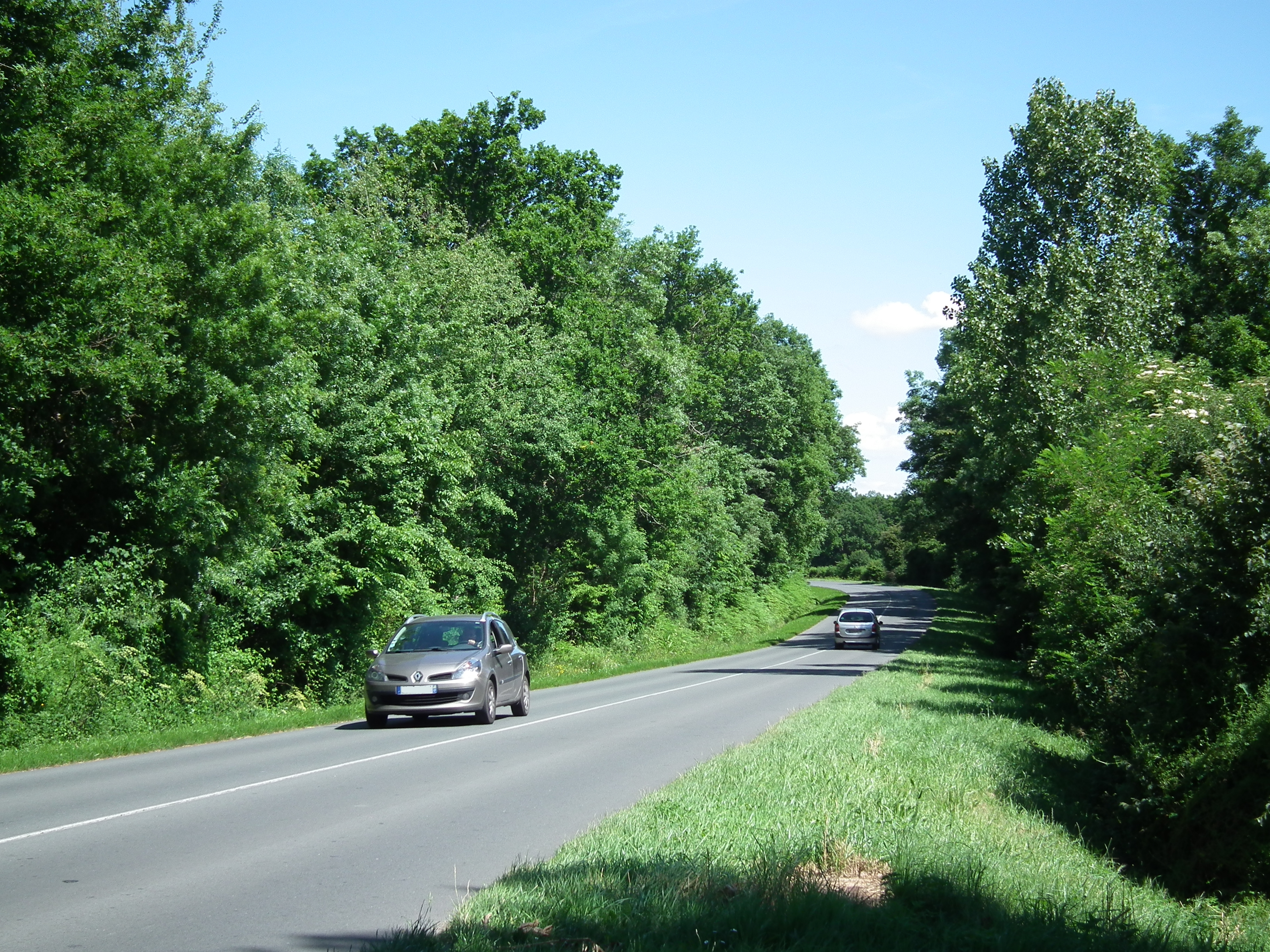
La D 14E1 passe dans le bois des Clônes (ici, près de la Montée rouge, en direction de Breuillet).

Plusieurs sorties ont été aménagées, matérialisées par de petits giratoires (éclairés la nuit pour plus de sécurité) : Le Maine-Simon/Le Garret, avec accès au centre-ville et au port ostréicole des Grandes Roches, Avallon/La Grève-à-Duret (commune d'Arvert), Le Piochet/Coux (commune d'Arvert, accès au centre commercial des Brassons — Intermarché), L'Étrade/Le petit pont (commune d'Arvert, accès au centre commercial des Justices — Super U), et au-delà, à La Tremblade/Ronce-les-Bains, avec accès aux centres-villes et au viaduc de la Seudre (vers Marennes).
Traversant directement les centres-villes d'Étaules et d'Arvert, l'ancienne D 14 (aujourd'hui D 14E1) se confond localement avec la rue Charles Hervé, principal axe commerçant du centre, bordant également l'église, le cimetière, l'hôtel de ville, l'école élémentaire ou encore l'office du tourisme. Un carrefour avec feux de circulation est établi au cœur de la ville. De là, on peut rejoindre le centre-ville d'Arvert, le quartier de l'Île d'Étaules et les communes de Saint-Augustin et de Saint-Palais-sur-Mer, ou les ports ostréicoles, via la D 145.
Du fait de la configuration particulière de la presqu'île d'Arvert, rejoindre Marennes, Le Gua, Rochefort ou La Rochelle implique de traverser la Seudre, soit par le viaduc de la Seudre à La Tremblade, soit par les ponts du Vivier (sur le Liman) et de Mailloux (sur la Seudre) à L'Éguille.

#### Voies ferroviaires

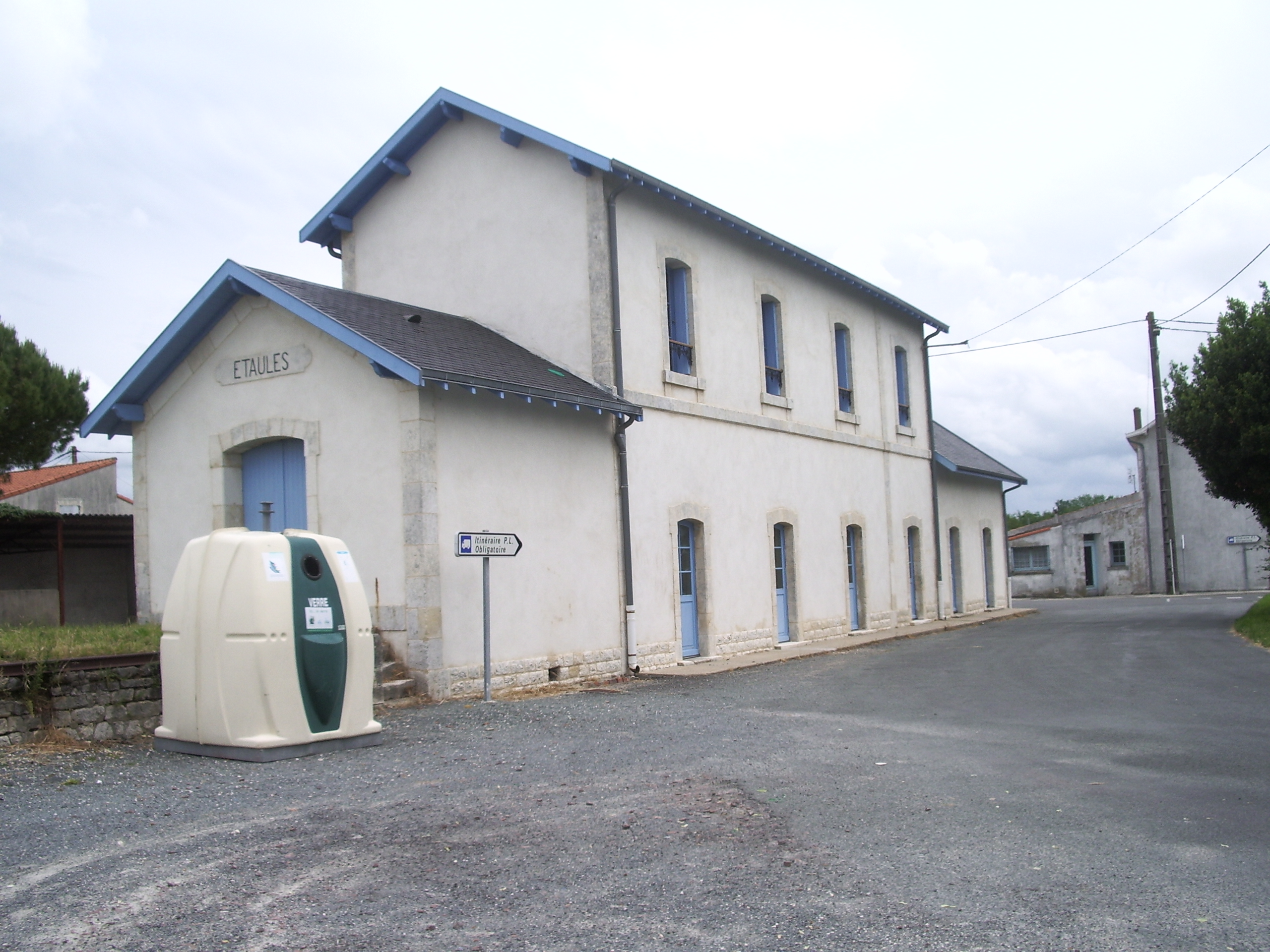
La gare d'Étaules est une étape du « train des mouettes ».

La commune dispose d'une gare située sur la ligne Saujon-La Tremblade, inaugurée au XIXe siècle pour servir au transport des passagers et des huîtres du bassin de Marennes-Oléron. Elle est à l'origine propriété de la Compagnie du chemin de fer de la Seudre, et passe ensuite à l'Administration des chemins de fer de l'État, puis à la Société nationale des chemins de fer français en 1937.
Désormais, elle ne sert qu'à des fins touristiques, étant une étape du « train des mouettes » qui permet de découvrir les marais de la Seudre et les ports ostréicoles de la presqu'île d'Arvert.
Les gares SNCF en fonction les plus proches sont celles de Royan et de Saujon.

#### Pistes cyclables
La commune dispose d'un réseau de pistes cyclables faisant partie des « Chemins de la Seudre ». Issu d'une collaboration entre le Conseil général du département, la Communauté d'agglomération Royan Atlantique et la Communauté de communes du Bassin de Marennes, ce réseau, mis en service à partir de 2007, permet de découvrir les espaces ostréicoles et les paysages des marais de la Seudre.
Deux circuits VTT sont aménagés au départ de la commune (place de Verdun). Balisés par la Fédération française de cyclisme, ils sont classés « Très facile » (niveau vert) et « facile » (niveau bleu). Faisant respectivement 13,5 kilomètres (dénivelé : 42,5 mètres) et 16 kilomètres (dénivelé : 40 mètres), ils permettent d'appréhender les espaces naturels de la commune et de ses environs.
Enfin, la ville a mis en œuvre depuis le début des années 2010 une politique visant à promouvoir des « espaces partagés » entre automobilistes d'une part et cyclistes et piétons d'autre part, par la création de « voies vertes » faisant la liaison entre le centre-ville et certains quartiers. Ces dernières forment une chaussée spécifique venant doubler la chaussée principale, où piétons et cyclistes se partagent l'espace. Ce type d'infrastructures se retrouve au niveau de la rue de Chassagne (où des places de stationnement ont également été mises en place), dont les travaux ont pris fin en 2013 et surtout le long de la RD 145, depuis le centre-ville (La Granderie) jusqu'à L'Isle d'Étaules, petit « faubourg » de la commune, sur la route de Saint-Augustin, où les travaux ont pris fin en juillet 2011.

#### Transports en commun
La ville est desservie par le réseau de transports urbains Cara'Bus qui la relie aux autres communes de l'agglomération royannaise. Inauguré le 2 janvier 2006 sous le nom « Très Royannais », il était à l'origine composé de minibus de type hybride (électrique et diesel). Exploité depuis septembre 2008 par la société Veolia Transport, il est rebaptisé « Cara'Bus » depuis lors.

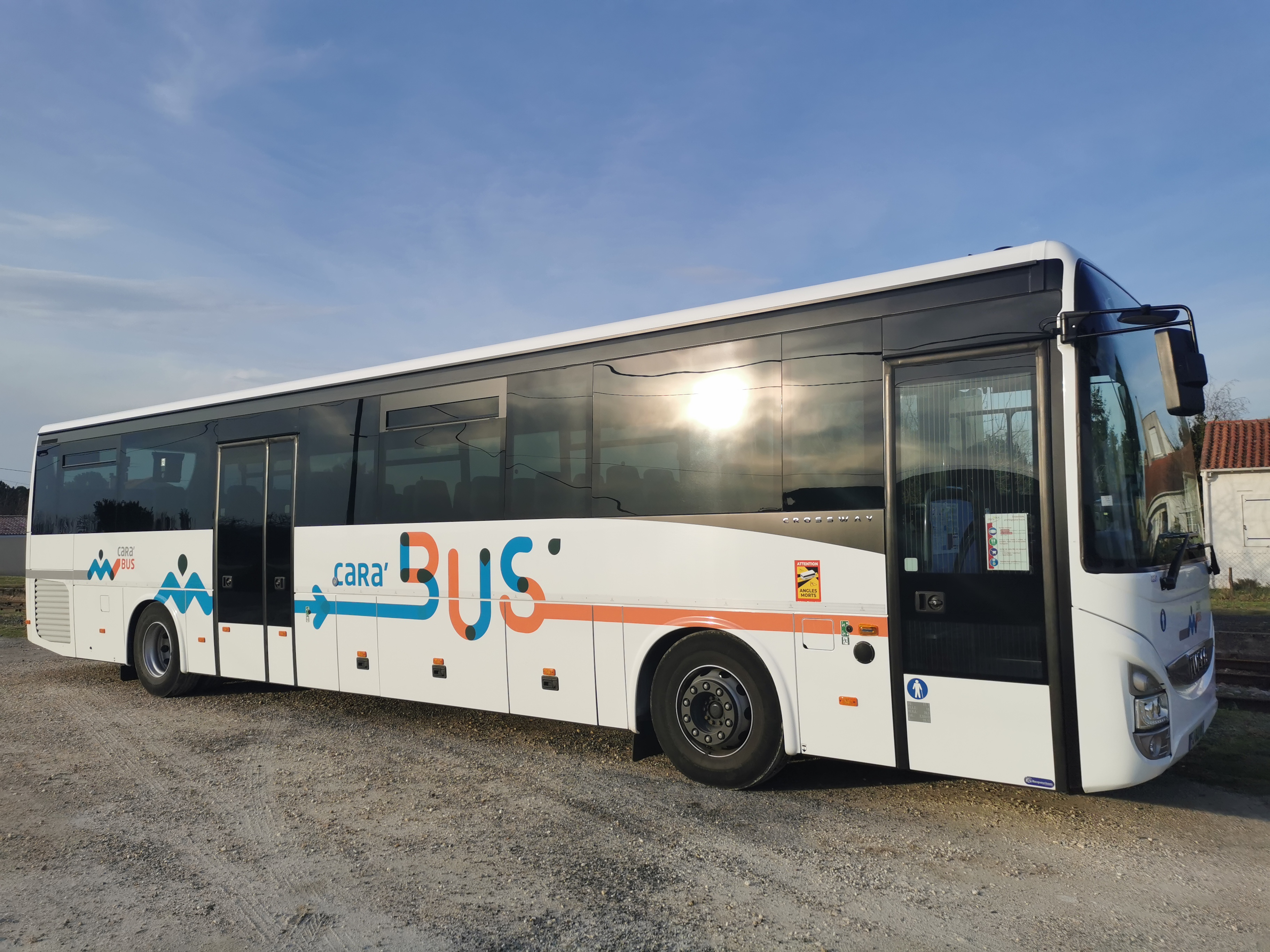
Un bus du réseau de transports urbains royannais Cara'Bus devant la gare d'Étaules.

La modernisation du réseau de transports urbains de l'agglomération le 5 janvier 2009 a conduit à l'achat de navettes de type Heuliez GX 127 ainsi qu'à l'accroissement du nombre de lignes régulières, passant de trois à dix, auxquelles s'ajoutent trois lignes supplémentaires en période estivale.
Trois stations Cara'Bus sont implantées directement dans la commune : Étaules-Syndicat d'initiative, Étaules-Église et Étaules-Cimetière. Deux autres stations ont été aménagées aux entrées de la ville, à la limite des communes d'Étaules et de Chaillevette (Cabane) et d'Arvert (Bataille). Trois lignes de bus desservent la commune :
- la ligne 42, qui part de la station Église, rejoint ensuite Arvert, La Tremblade, Ronce-les-Bains et Marennes, bien que cette ville ne soit pas une commune de la Communauté d'agglomération Royan Atlantique ;
- la ligne 41 part de Ronce-les-Bains et rejoint Cozes, en passant par La Tremblade, Arvert, Étaules, Chaillevette, Breuillet (station Le Magarin), Saint-Sulpice-de-Royan (station Fontbedeau), Saujon, Le Chay et Grézac ;
- la ligne 22 relie Ronce-les-Bains à la gare multimodale de Royan en passant par La Tremblade, Arvert, Étaules, Chaillevette, Breuillet (centre-ville), Vaux-sur-Mer (centre commercial Val Lumière) et le centre-ville de Royan.

La commune est également desservie par la compagnie de cars régionaux Transports Nouvelle-Aquitaine. La station de bus d'Étaules est située en face du syndicat d'initiative. Les cars régionaux permettent de rejoindre les principales villes du département.

#### Transports aériens
L'aéroport le plus proche est celui de Rochefort-Saint-Agnant, à environ 25 kilomètres au nord. L'aéroport de La Rochelle-Île de Ré, à 50 kilomètres au nord, permet de relier quelques grandes villes françaises, comme Paris ou Lyon, ainsi que les Îles Britanniques ou l'Europe du Nord. À environ 100 kilomètres au sud-est de la commune, l'aéroport de Bordeaux - Mérignac est un aéroport international permettant des liaisons vers de nombreux pays.
Les aérodromes de Royan-Médis et de Marennes-Saint-Just, tous deux situés à environ 15 kilomètres, sont réservés à l'aviation légère.

### Climat
Le climat dont bénéficie la Charente-Maritime est un climat océanique tempéré de type aquitain, marqué par un ensoleillement moyen assez important : avec 2 250 heures par an, il est comparable à celui que connaît une partie de la côte méditerranéenne. La pluviosité y est modérée, les précipitations ne dépassant pas 1 200 mm par an. Les températures, quant à elles, varient en moyenne de +5 °C en hiver à +20 °C en été.
Les îles et l'ensemble du littoral de la Charente-Maritime se caractérisent par un climat particulièrement doux en hiver, et rafraîchissant l'été, grâce aux influences océaniques perpétuellement en mouvement (brise marine). Ces conditions climatiques favorables, toujours soumises aux influences de l'océan Atlantique, ont favorisé un véritable microclimat de type sub-aquitain et l'existence d'une végétation déjà méridionale. Ainsi la flore se caractérise-t-elle par la présence étonnante de lauriers-roses, eucalyptus, agaves, et même les mimosas se mettent à fleurir dès le mois de janvier.

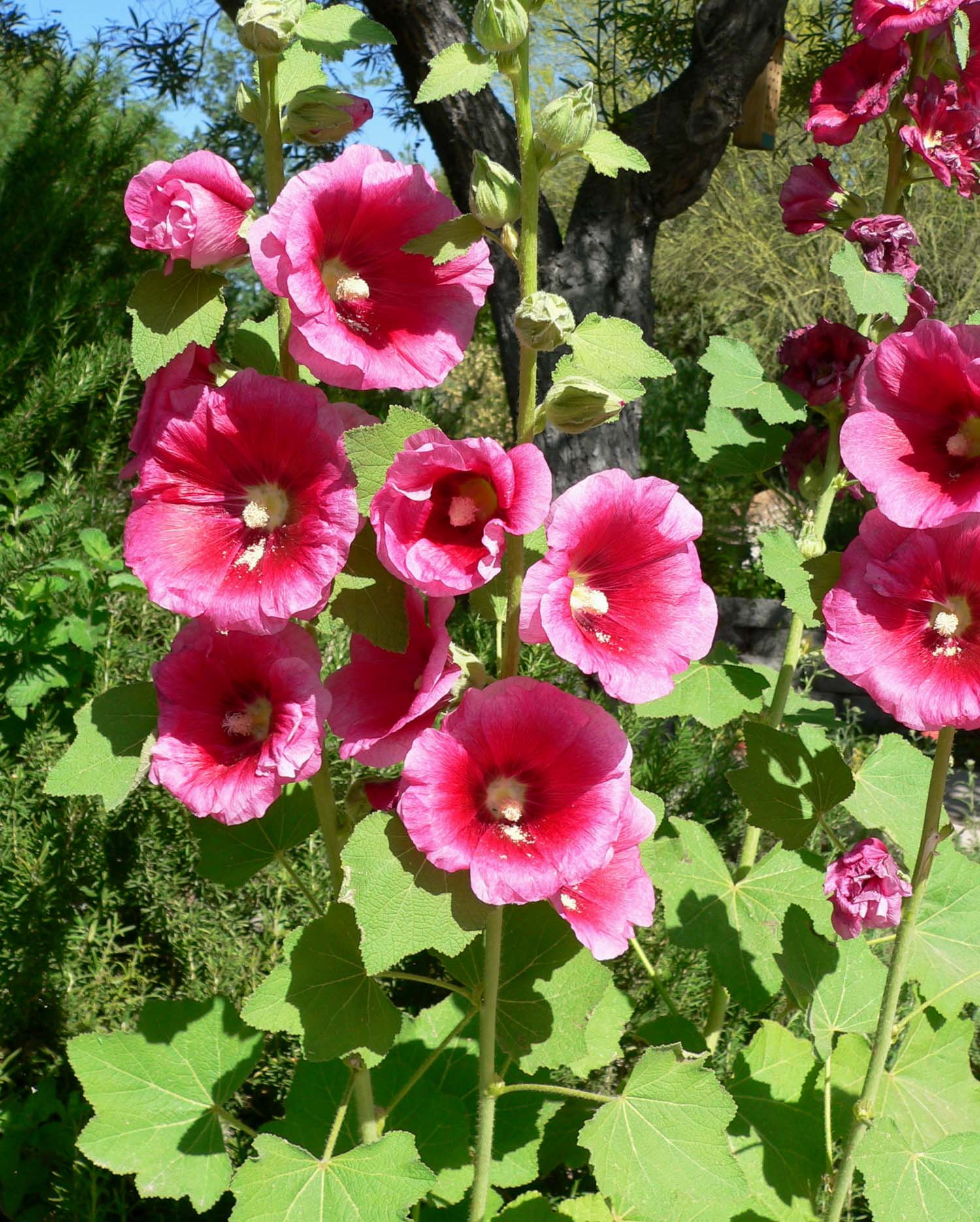
La rose trémière a trouvé dans la Saintonge et son climat particulièrement doux un terroir de prédilection.

Aux essences déjà méridionales du chêne vert (ou yeuse) et du cyste, s'ajoutent une forte présence de palmiers, figuiers, orangers et même oliviers. Il existe toutefois un contraste entre le littoral, assez sec et ensoleillé et l'intérieur des terres, davantage pluvieux. La pluviométrie passe ainsi de 750 mm sur le littoral à 950 mm en Haute-Saintonge.
Les relevés de la station météorologique de La Rochelle entre 1946 et 2000 permettent de déterminer quelques dates majeures au point de vue climatique en Charente-Maritime : ainsi, au cours de ce laps de temps, la température la plus froide est relevée le 15 février 1956 : −13,6 °C. Un pic de température (dépassé seulement au cours de la canicule de 2003) est atteint le 8 juillet 1982 avec près de 39 °C à l'ombre. Si 1953 est considérée comme l'année la plus sèche, 2000 est au contraire la plus pluvieuse.
La Charente-Maritime est le département français qui a été le plus durement touché par la tempête Martin du 27 décembre 1999. Les records nationaux de vents enregistrés ont été atteints avec 198 km/h sur l'île d'Oléron et 194 km/h à Royan.
Dans la nuit du 23 au 24 janvier 2009, la région est frappée par la tempête Klaus. Malgré des rafales de vent dépassant les 120 km/h, les dégâts relevés dans la commune demeurent relativement minimes au regard de la situation dans le Médoc tout proche.
Les côtes charentaises et vendéennes sont de nouveau durement éprouvées par la tempête Xynthia qui traverse la région dans la nuit du 28 février au 1er mars 2010. Des bourrasques de près de 140 km/h touchent la ville voisine de Royan. Les bois d'Étaules, les ports ostréicoles ainsi que de nombreuses toitures et hangars sur la commune ont subi d'importants dégâts.

#### Données générales
| Mois                              | jan. | fév. | mars | avril | mai  | juin | jui. | août | sep. | oct. | nov. | déc. | année |
| --------------------------------- | ---- | ---- | ---- | ----- | ---- | ---- | ---- | ---- | ---- | ---- | ---- | ---- | ----- |
| Température minimale moyenne (°C) | 3,4  | 2,8  | 5,4  | 7,4   | 10,7 | 13,7 | 15,8 | 15,7 | 13,7 | 10,5 | 6,3  | 3,9  | 9,2   |
| Température moyenne (°C)          | 5,9  | 6,9  | 8,7  | 11,1  | 14,3 | 17,5 | 19,8 | 19,6 | 17,8 | 14,2 | 9,4  | 6,6  | 12,7  |
| Température maximale moyenne (°C) | 8,5  | 9,9  | 12,1 | 14,7  | 17,9 | 21,3 | 23,8 | 23,5 | 21,8 | 18   | 12,6 | 9,2  | 16,1  |
| Ensoleillement (h)                | 84   | 111  | 174  | 212   | 239  | 272  | 305  | 277  | 218  | 167  | 107  | 85   | 2 250 |
| Précipitations (mm)               | 82,5 | 66,1 | 57   | 52,7  | 61,1 | 42,9 | 35,1 | 46,4 | 56,5 | 81,6 | 91,8 | 81,8 | 755,3 |

| Ville             | Ensoleillement · (h/an) | Pluie · (mm/an) | Neige · (j/an) | Orage · (j/an) | Brouillard · (j/an) |
| ----------------- | ----------------------- | --------------- | -------------- | -------------- | ------------------- |
| Médiane nationale | 1 852                   | 835             | 16             | 25             | 50                  |
| Étaules           | 2250                    | 755             | 4              | 13             | 26                  |
| Paris             | 1 717                   | 634             | 13             | 20             | 26                  |
| Nice              | 2 760                   | 791             | 1              | 28             | 2                   |
| Strasbourg        | 1 747                   | 636             | 26             | 28             | 69                  |
| Brest             | 1 555                   | 1 230           | 6              | 12             | 78                  |
| Bordeaux          | 2 070                   | 987             | 3              | 32             | 78                  |

### Environnement
Une importante fraction du territoire communal est intégrée à une zone protégée en raison de la richesse de son écosystème (forêts mixtes, forêts de résineux, prairies semi-naturelles humides, eaux douces intérieures, prés salés atlantiques…).

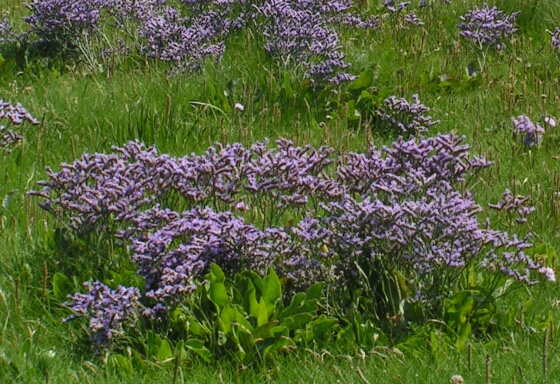
La lavande de mer est une des nombreuses espèces végétales qui s'épanouissent sur les bords de Seudre.

La préservation de la biodiversité a conduit à intégrer 23 % de la surface communale dans une zone naturelle d'intérêt écologique, faunistique et floristique de classe I (petits espaces homogènes) qui se divise en deux sites d'importance communautaire (SIC) : marais de la Seudre et presqu'île d'Arvert. De même, 38 % du territoire étaulais est inscrit dans une zone naturelle d'intérêt écologique, faunistique et floristique de classe II (grands espaces naturels riches) qui comprend deux zones de protection spéciale (ZPS) : marais de Saint-Augustin et marais et l'estuaire de la Seudre. Ces territoires sont protégés dans le cadre du réseau de protection des espaces naturels de grande valeur patrimoniale Natura 2000.
Outre une incontestable richesse botanique (présence de linaire à feuille de thym — espèce menacée —, lavande de mer, aloès d'eau…)  les différents sites accueillent quelques espèces animales, protégées ou non, telles que la loutre, la cistude, le triton ou des insectes comme le lucane cerf-volant. Ces habitats sont protégés par la directive habitats-faune-flore et la directive oiseaux. De fait, les marais de la commune accueillent une avifaune variée (aigrette garzette, faucon pèlerin, marouette ponctuée, busard des roseaux, barge rousse, etc.). Ils conservent quelques spécimens de cigognes, pour lesquels des nids ont été aménagés.
La ville d'Étaules se situe depuis 2015 dans le périmètre du parc naturel marin de l'estuaire de la Gironde et de la mer des Pertuis, qui prend en compte l'estuaire de la Seudre jusqu'à l'écluse du port de Ribérou à Saujon pour la variété de son écosystème, sous très forte influence maritime. Plus grand parc naturel marin de France métropolitaine, il a son siège dans la ville voisine de Marennes.

#### Marais ostréicoles de la Seudre
Ce marais salé le long de la Seudre est le lieu d'affinage des huîtres de Marennes-Oléron. La commune compte 25 établissements ostréicoles répartis sur près de 100 hectares de claires (bassin d'affinage des huîtres). Étaules compte trois ports ostréicoles représentant 90 appontements, avec, d'amont en aval :
- Chenal de Brégauds.
- Chenal des Grandes Roches.
- Chenal d'Orivol[36].

#### Marais de Saint-Augustin

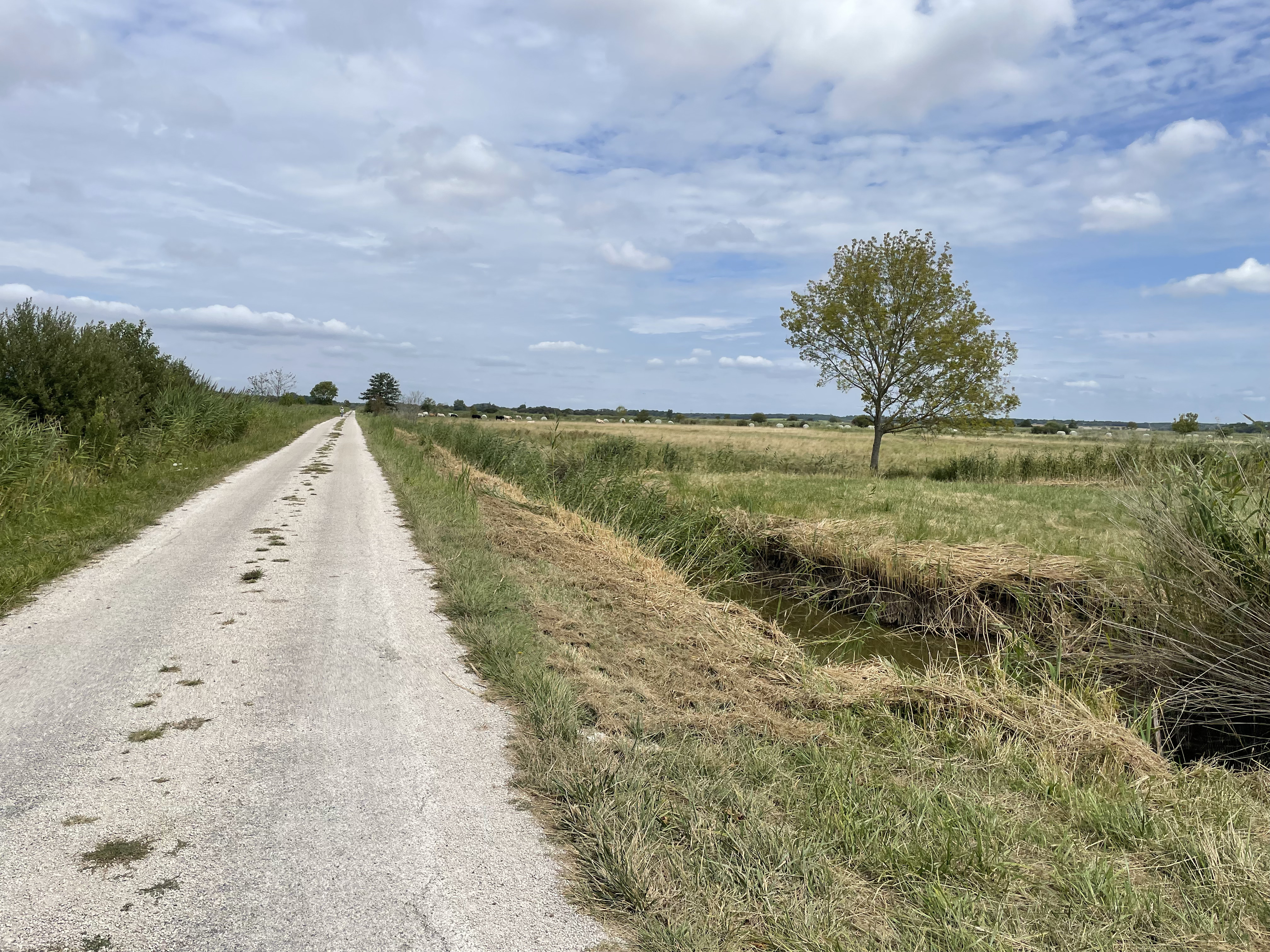
Voie verte cyclable dans les marais de Saint-Augustin.

Ce marais doux, au centre de la presqu'île, s'étend sur 1586 hectares, dont 850 hectares sur la commune d'Étaules. Il y a quelques siècles, cet endroit était occupé par la mer (Golfe de Barbareu). Au fil des siècles, l'assainissement et le drainage se sont déroulés grâce aux creusement de canaux. En 1966, la station de pompage située à Chalézac fut créé sur un canal datant de François Ier. Cette station permet d'évacuer jusqu'à 6 000 litres d'eau par seconde et est couplée à une écluse ne fonctionnant que dans un sens et empêchant l'eau salée de remonter dans le marais.
Ces grands espaces sont aujourd'hui occupés par l'agriculture (céréales, vignes) ainsi que par l'élevage. Le marais a été classé en zone de protection spécialisée par Natura 2000. On y trouve notamment une faune riche mais souvent menacée : cistudes (tortues d’eau douce menacées de disparition en Europe), lucanes (cerf-volant) et loutres.

#### Développement durable
La ville d’Étaules s’inscrit depuis 2009 dans une démarche écologique et de développement durable visant à limiter au strict minimum l’utilisation de produits phytosanitaires (désherbants, pesticides, herbicides, fongicides). Avec quatre autres communes du Pays Royannais (Saujon, Arvert, Saint-Georges-de-Didonne et Talmont-sur-Gironde), elle a adhéré à la charte « Terre Saine » mise en place par l’ex-région Poitou-Charentes visant à protéger la santé humaine, les ressources naturelles, la biodiversité et la faune et la flore. Des panneaux précisant cet engagement ont été posés aux principales entrées de la ville en 2015.

#### Gestion de l'eau
Étaules dépend de l'agence de l'eau Adour-Garonne, établissement public chargé de la protection de l'eau et des milieux aquatiques dans le Grand Sud-Ouest. La commune est reliée aux châteaux d'eau d'Arvert et de Chaillevette par des canalisations de grand diamètre appelées « feeder » en langage technique. La gestion de l'eau potable dépend du Syndicat d'adduction des rives de la Seudre et sa distribution est confiée à la CER (Compagnie des Eaux de Royan) dans le cadre d'une délégation de service public. Depuis le 1er janvier 2014, la communauté d'agglomération Royan Atlantique a pris en charge la compétence « eau potable ».
La gestion de l'assainissement de la commune, quant à elle, est transférée à la communauté d'agglomération. Les eaux usées sont traitées par la station d'épuration de Saint-Palais-sur-Mer qui a une capacité de 175 000 équivalent habitants. Une nouvelle station d'épuration à La Palmyre a été réalisée afin de répondre à l'augmentation de la population du secteur en période estivale.

#### Gestion des déchets
La collecte des ordures ménagères (conteneurs verts) est effectuée deux fois par semaine, le mardi et le samedi soir. Celle des emballages ménagers recyclables (conteneurs jaunes) est réalisée le jeudi soir, et celle des déchets végétaux, un jeudi sur deux. Des colonnes de recyclage du verre sont disponibles en de nombreux points de la commune. Par ailleurs, deux déchèteries sont à disposition des habitants dans les communes voisine de Chaillevette et de La Tremblade. Le service est gratuit et réservé aux particuliers. Une déchèterie spécialisée est mise à disposition des professionnels à Saint-Sulpice-de-Royan (Zone d'activités de la Queue de l'âne, en direction de Royan).
Les ordures sont ensuite acheminées par camion vers le centre de transfert de Médis, puis, de là, des camions gros porteurs les acheminent vers le centre d'enfouissement de Clérac.

#### Éclairage public
En 2016, l’éclairage public est assuré par 430 lampadaires et « points lumineux » répartis à travers la commune. La grande majorité dépend directement du service public communal par l’intermédiaire du Syndicat départemental d’électrification et d’équipement rural, les autres relevant du domaine privé. Il est pensé afin de répondre à une triple contrainte sécuritaire, environnementale et économique et esthétique.
Le centre-ville est doté de différentes sortes de luminaires, avec un éclairage renforcé sur les grands axes, notamment la D14e1 qui est la principale voie de communication de la presqu'île d'Arvert et qui fait la liaison avec les villes voisines d’Arvert et de La Tremblade. Toutes les rues sont éclairées.
À partir du printemps 2016, dans le cadre d’une réflexion globale portée par la Communauté d’agglomération Royan Atlantique, la municipalité envisage de limiter l’éclairage pour des raisons à la fois économiques et environnementales, pratique déjà en vigueur dans de nombreuses autres communes de l’agglomération. Plusieurs pistes sont envisagées, allant de l’extinction de certains points lumineux pendant une partie de la nuit, sur le modèle des villes voisines de Saint-Sulpice-de-Royan ou de Cozes, en passant par la pose d’ampoules à basse consommation, comme à Saint-Georges-de-Didonne, ou l’installation de lampadaires solaires. Le principe de l'extinction de l'éclairage public entre minuit et six heures du matin est finalement voté au cours du conseil municipal du 23 juin 2016, avec une mise en application effective à partir du mois de septembre 2016.

## Urbanisme

### Typologie
Au 1er janvier 2024, Étaules est catégorisée petite ville, selon la nouvelle grille communale de densité à 7 niveaux définie par l'Insee en 2022.
Elle appartient à l'unité urbaine de La Tremblade, une agglomération intra-départementale dont elle est ville-centre,. Par ailleurs la commune fait partie de l'aire d'attraction de La Tremblade, dont elle est une commune du pôle principal,. Cette aire, qui regroupe 3 communes, est catégorisée dans les aires de moins de 50 000 habitants,.
La commune, bordée par l'océan Atlantique, est également une commune littorale au sens de la loi du 3 janvier 1986, dite loi littoral. Des dispositions spécifiques d’urbanisme s’y appliquent dès lors afin de préserver les espaces naturels, les sites, les paysages et l’équilibre écologique du littoral, tel le principe d'inconstructibilité, en dehors des espaces urbanisés, sur la bande littorale des 100 mètres, ou plus si le plan local d’urbanisme le prévoit.

### Occupation des sols

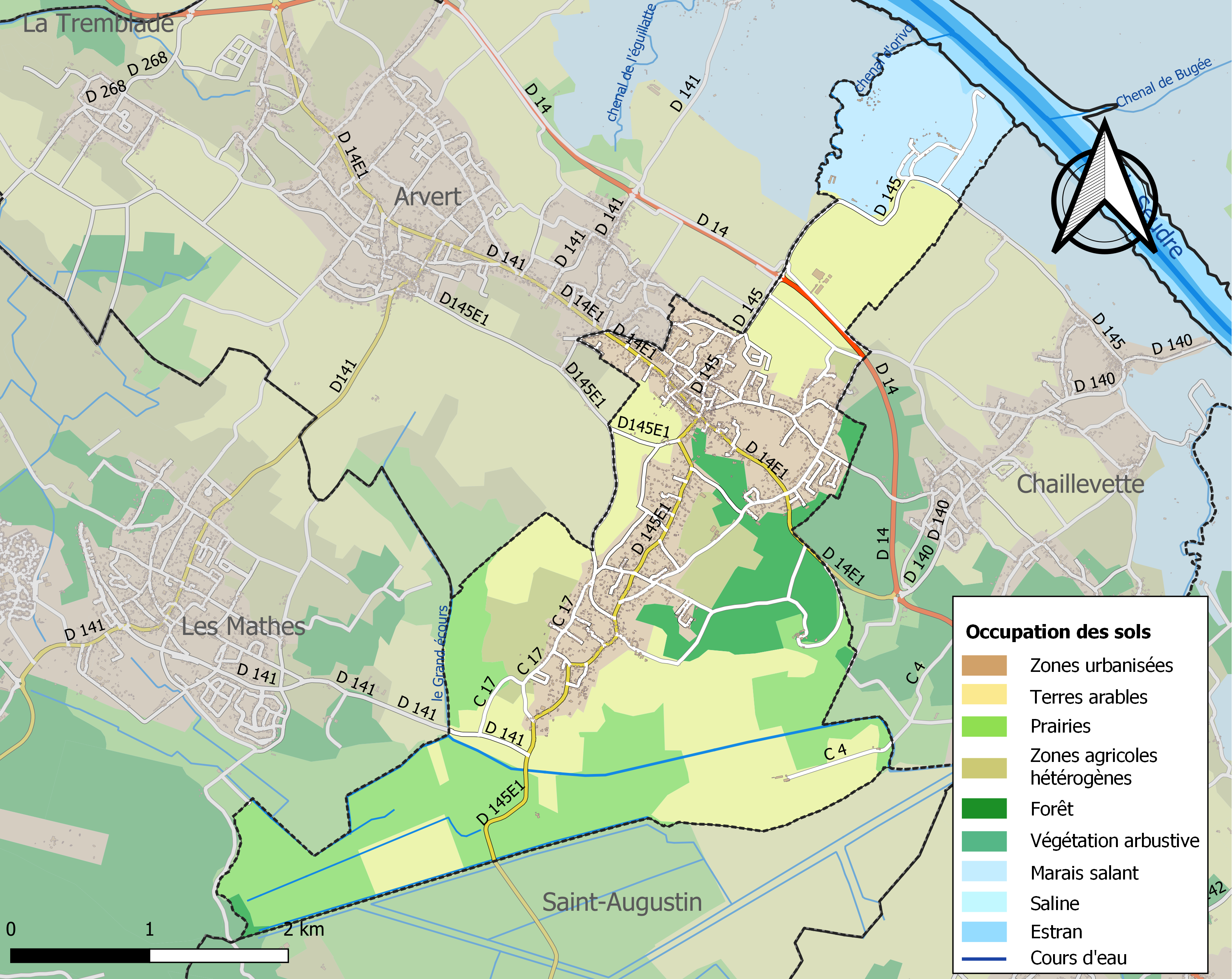
Carte des infrastructures et de l'occupation des sols de la commune en 2018 (CLC).

L'occupation des sols de la commune, telle qu'elle ressort de la base de données européenne d’occupation biophysique des sols Corine Land Cover (CLC), est marquée par l'importance des territoires agricoles (61,4 % en 2018), en diminution par rapport à 1990 (66,3 %). La répartition détaillée en 2018 est la suivante : 
terres arables (32,5 %), prairies (23,5 %), zones urbanisées (20,3 %), zones humides côtières (9,7 %), forêts (8,2 %), zones agricoles hétérogènes (5,5 %), eaux continentales (0,4 %).
L'IGN met par ailleurs à disposition un outil en ligne permettant de comparer l’évolution dans le temps de l’occupation des sols de la commune (ou de territoires à des échelles différentes). Plusieurs époques sont accessibles sous forme de cartes ou photos aériennes : la carte de Cassini (XVIIIe siècle), la carte d'état-major (1820-1866) et la période actuelle (1950 à aujourd'hui).

### Logements
Les statistiques de l’Insee révèlent que la parc immobilier d’Étaules était composé de 1371 logements en 2012, en hausse sensible et régulière depuis de nombreuses années. On dénombrait ainsi à peine 555 logements en 1999, 1171 logements en 2007 et 1269 logements en 2009. Si on prend en compte la période allant de 2007 à 2012, ce ne sont pas moins de 195 nouveaux logements qui sont sortis de terre en seulement cinq ans, essentiellement des maisons individuelles. Ces dernières représentent désormais 93,3 % du parc immobilier de la commune (92,1 % en 2007) soit 1280 maisons individuelles (1087 en 2007). Les appartements ne représentent plus que 6,4 % du parc en 2012 contre 7,5 % en 2007.
Les résidences principales forment la majorité des logements présents dans la commune (76,3 % en 2012, statistiquement en très légère baisse par rapport à 2007 où on en comptait 77,3 %) tandis que dans le même temps leur nombre effectif a augmenté, passant de 911 en 2007 à 1045 en 2012. La part des résidences secondaires reste stable (14,8 % en 2007, 14,6 % en 2012) soit une augmentation de 25 logements. Dans le même temps, la part de logements vacants a également un peu augmenté, passant à 9,2 % (7,9 % en 2007). Les logements étaulais sont généralement relativement spacieux : 44,9 % sont composés de cinq pièces ou plus, et 33,2 % d'au moins quatre pièces. Les studios ne représentent qu'une part infime du parc communal (0,6 %) et les deux pièces à peine plus (3,5 %).
Le prix moyen de l’immobilier dans la ville s’élevait en moyenne en 2016 à 2 862 € au mètre carré pour un appartement et 1 623 € pour une maison individuelle. Étaules est ainsi avec sa voisine Chaillevette une des communes de la presqu'île d'Arvert où terrains et logements sont parmi les moins chers, restant relativement épargnée par la forte hausse des prix de l’immobilier observé dans les communes littorales (Royan et ses proches satellites : Vaux-sur-Mer, Saint-Palais-sur-Mer, Saint-Georges-de-Didonne), et dans une moindre mesure dans des communes voisines comme Breuillet ou Les Mathes. De fait, le marché immobilier a connu une hausse modérée au cours des années 2000, avant de se stabiliser en 2015 et de baisser très légèrement au cours de la période 2015-2016 (-1,5 %), comme dans la plupart des communes de la presqu’île. Le taux de personnes propriétaires de leur logement (74,8 %) a peu évolué au cours de ces dernières années, et est nettement supérieur à la moyenne nationale (54,4 %). Parallèlement, le taux de personnes locataires a un peu diminué au cours de la période 2007-2012, passant de 24,4 % à 23,6 %. Enfin, le taux de personnes logées gratuitement se maintient en dessous des 2 % (1,9 % en 2007 et 1,6 % en 2012).

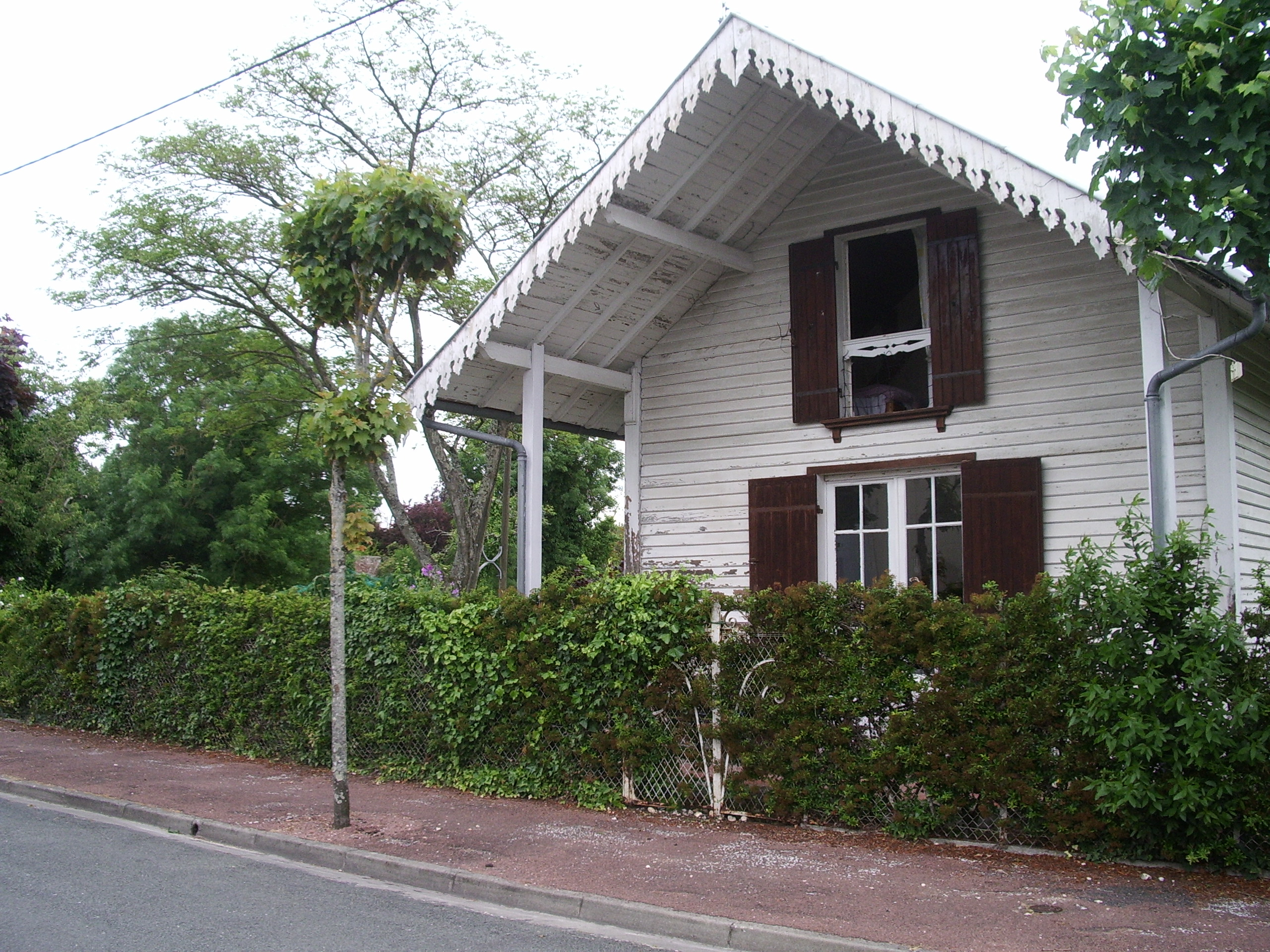
Une note « balnéaire » dans l'habitat communal : chalet sur l'avenue Sorignet.

La commune apparaît comme l’une des plus attractives de l’agglomération royannaise, du fait de sa proximité de Royan et des plages (La Palmyre, Ronce-les-Bains) mais aussi et surtout d’un foncier plus abordable que sur la côte. Elle est celle qui a connu le développement le plus spectaculaire (+39 % entre 1999 et 2009), devant sa voisine Breuillet (+18,4 %). L’urbanisation reste néanmoins relativement contenue afin de préserver le cadre naturel, constitué de nombreuses forêts et espaces naturels, en dépit de la mise en chantier de plusieurs ensembles immobiliers, essentiellement des lotissements.
Étaules étant pour l'heure située en deçà du seuil des 3500 habitants, elle n’est pas encore concernée par la loi relative à la solidarité et au renouvellement urbains, imposant un minimum de 20 % de logements sociaux. Pour autant, s’il reste relativement modeste, son parc social a augmenté au cours des dernières années, passant de 8 logements HLM (1,2 % des habitations de la commune) en 1999 à 17 (1,9 %) en 2007 et 18 (1,7 %) en 2012. Les données de l’Insee indiquent ainsi que 46 personnes bénéficient d’un logement social dans la commune en 2012.
La nécessité de maintenir sur place les ménages modestes et de permettre à de jeunes ménages de s’installer dans la commune a conduit la municipalité à mettre en chantier un lotissement communal de 25 parcelles, Les Coudras, dont les premiers pavillons sont sortis de terre en 2014, suivi d'un nouveau lotissement à vocation sociale, Les Niels, avec pour cible les primo-accédants. Sa réalisation a été confiée au cabinet bordelais Creham et se compose de 31 lots de 350 à 650 mètres carrés.
La ville se situant pour le moment en dessous des 5 000 habitants, elle n’est pas non plus concernée par la loi du 5 juillet 2000 relative à l’accueil et l’habitat des gens du voyage, et n’est donc pas dotée d’une aire d’accueil. La fréquentation de la région par de nombreuses communautés, en particulier pendant la haute saison (et l’installation de manière anarchique sur des terrains privés) a conduit le département, par la mise en place d’un schéma départemental d’accueil et d’habitat des gens du voyage, ainsi que la Communauté d’agglomération Royan Atlantique a réfléchir à la création de nouvelles aires de grand passage, s’ajoutant à celles existant déjà à Royan, Saint-Georges-de-Didonne, Cozes, Saujon ou Saint-Sulpice-de-Royan. La création d'une aire à La Tremblade, ville proche dont la population se rapproche des 5 000 habitants, inscrite dans le schéma 2010-2016 de l'ex-région Poitou-Charentes, est toujours en projet.

### Morphologie urbaine
L'urbanisation rapide de cette partie de la presqu'île d'Arvert a fait de la commune un des maillons d'une petite conurbation à vocation touristique, commerciale et ostréicole centrée sur La Tremblade, qui comprend aussi Arvert et Chaillevette.

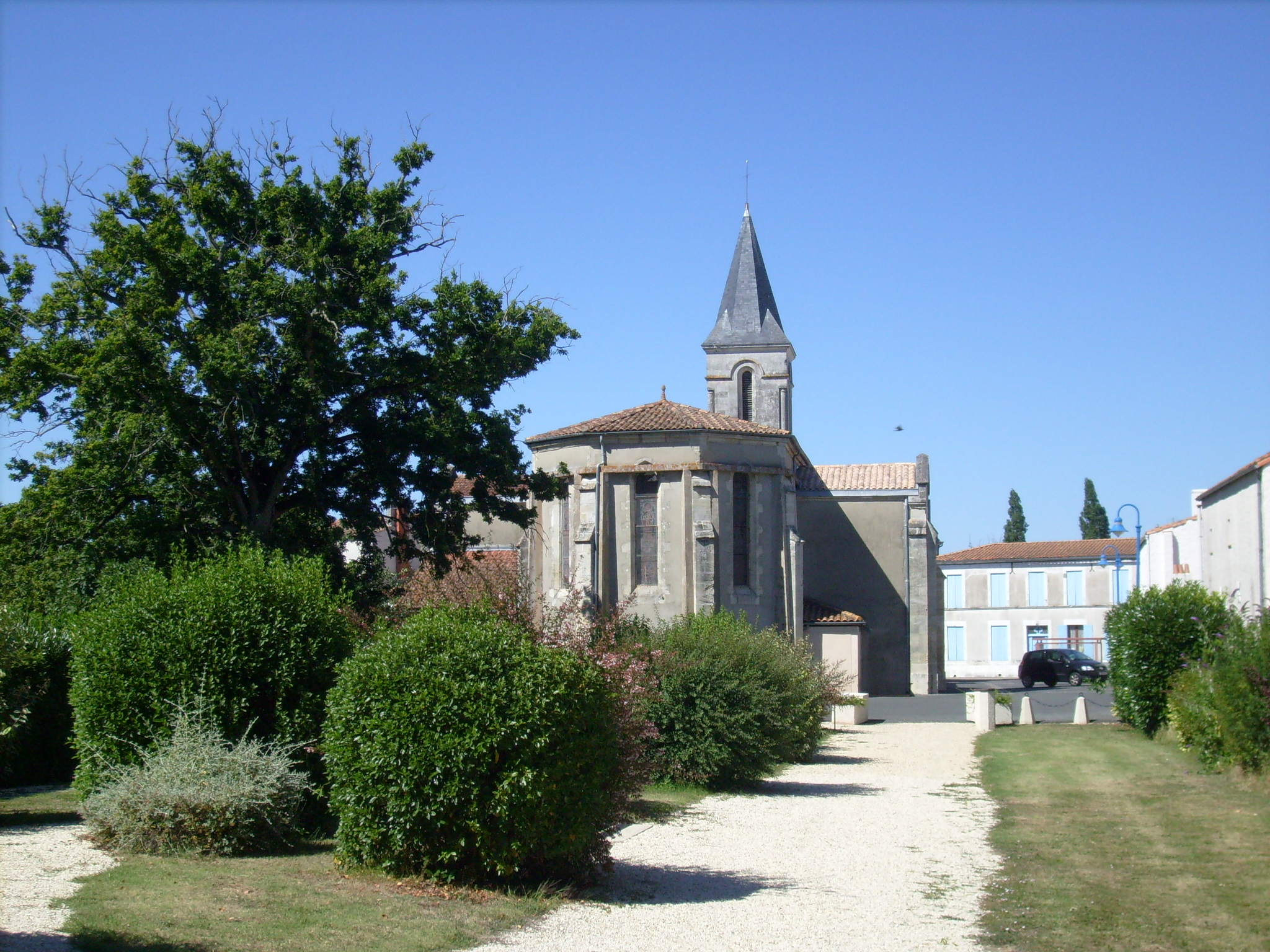
Le square de Kembs, petit espace vert aménagé en centre-ville.

Les principaux noyaux urbains étaient autrefois L'Île d'Étaules et Étaules, ainsi que quelques gros hameaux (souvent appelés « maines ») plus ou moins dispersés sur le plateau, entre les marais de la Seudre au nord et les marais de Saint-Augustin au sud. Le dynamisme démographique de la commune a modifié en profondeur cet état de fait. Depuis plusieurs dizaines d'années, un habitat récent, constitué de quartiers résidentiels (lotissements), relie les différents hameaux les uns aux autres, formant un bâti quasi-continu qui s'étend bien au-delà des limites administratives de la commune.
Le centre-ville, presque entièrement réaménagé au XIXe siècle (jusqu'au XVIIIe siècle il se trouvait plus au sud, autour de l'île de Paradis, la paroisse étant désignée sous le nom de Notre-Dame-de-L'Isle) forme un carrefour matérialisé par la route de Saujon à La Tremblade, ancienne Grande Rue et aujourd'hui rue Charles Hervé, par la route du Maine-Simon, désormais rue de la Gare, et par la rue de La Granderie. Il se distingue par la présence d'immeubles bourgeois de style Second Empire et de quelques maisons traditionnelles saintongeaises (dites « charentaises ») au style caractéristique. L'église Notre-Dame (XVIIIe siècle), le temple protestant (XIXe siècle) et l'Hôtel de Ville (début du XXe siècle), édifiés en bordure de rue, constituent ses trois monuments emblématiques. La place de Verdun, la place du Champ de Foire, la place de l'abbé Voinier (prolongée par le square de Kembs) et la place Charles de Gaulle constituent quatre petites esplanades abritant services et commerces. La place de Verdun, ancienne place du Marché, est un des épicentres du centre-ville. Modernisée en 2005 avec la construction de nouveaux petits immeubles et commerces (cinq boutiques et cinq logements), œuvres de l'architecte Ileana Popéa, elle a abrité le marché chaque jeudi matin avant que celui-ci ne soit déplacé place du Champ-de-Foire.

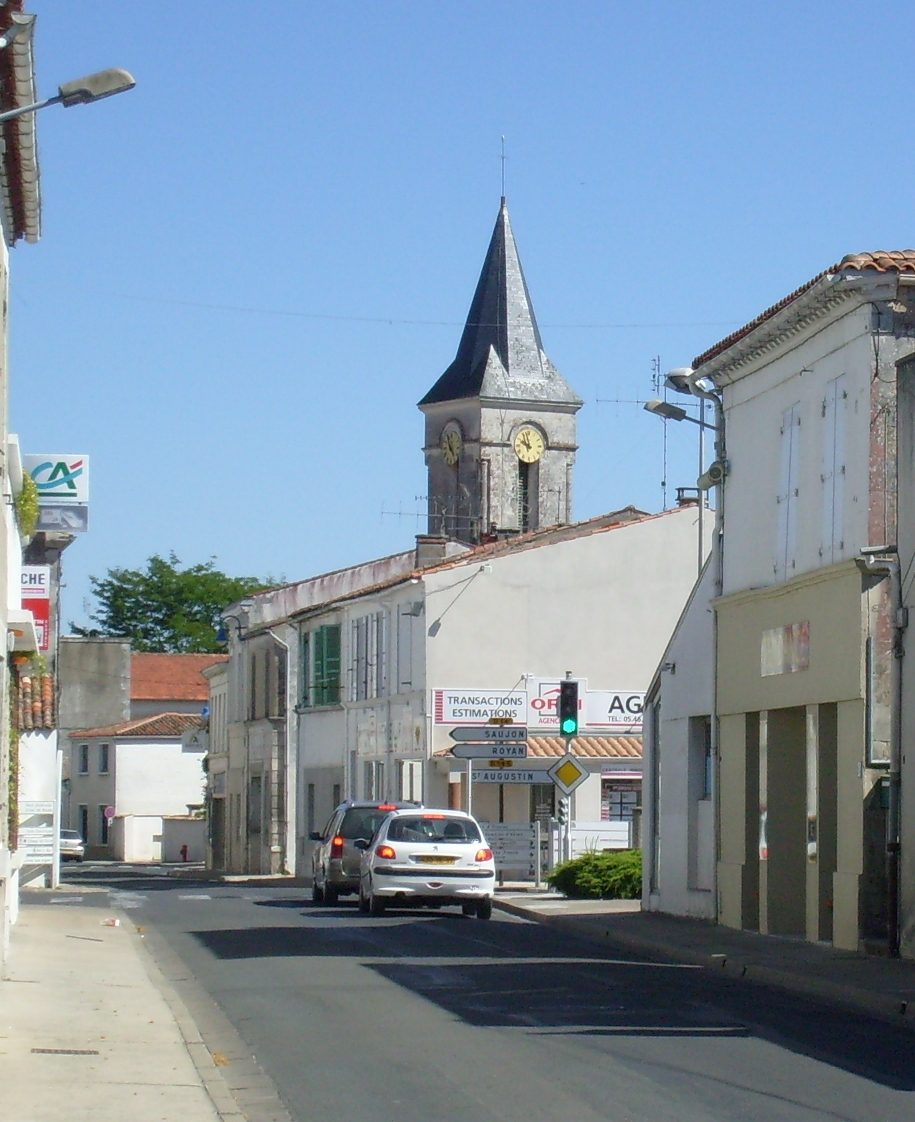
L'avenue Charles-Hervé en direction de l'église Notre-Dame.

Un peu au nord du centre-ville auquel ils sont désormais rattachés, les hameaux du Maine-Planty, du Maine-Giraud, du Maine-Bouyer et du Maine-Simon conservent une certaine singularité. Chassagne, Le logis de Chassagne, Les Singles et plus encore La Motte-au-Bas sont, en revanche, encore un peu à l'écart du reste de la ville, dont ils sont séparés par une petite barrière forestière, soumise néanmoins à une certaine pression foncière, matérialisée par la création récente de lotissements en direction de Chaillevette. À l'extrême nord du territoire communal, en bordure de Seudre, les petits ports ostréicoles d'Orivol et des Grandes Roches sont typiques du bassin de Marennes-Oléron, avec leurs cabanes de bois traditionnelles se reflétant dans les « claires » (bassins d'affinage des huîtres).
Depuis le carrefour du centre-ville, vers le sud, en suivant l'axe formé par la D145 (rue de La Granderie/de la deuxième DB/de l'Isle/du golfe de Barbareu/de Paradis), l'habitat se fait plus aéré, avec la présence de lotissements constitués de pavillons récents sur plusieurs kilomètres. Sur une petite éminence, non loin de la limite administrative avec Les Mathes, Saint-Augustin et Breuillet, le quartier de L'Île d'Étaules conserve quelques habitations anciennes.
Étaules conserve par ailleurs de nombreux témoignages d'une forme d'habitat autrefois très répandue en Saintonge et Aunis, baptisée « quéreux ». Ce terme, issu du latin et passé dans la langue saintongeaise, désigne une petite cour entourée de maisons au centre de laquelle on retrouve parfois un puits collectif. On en trouve quatre donnant sur la rue de la gare (quéreux des Mouettes, des Rosiers, des Écaillières, du Vieux Puits), un avenue de la Picauderie (quéreux des Vanniers), un rue Toulifaut (quéreux des Courlis) et un à Chassagne (quéreux Birot). Les murs des puits sont faits en calcaire et forment des margelles basses. Chaque puits est surmonté d'un portique en pierre de taille avec une poutre transversale généralement en bois.

### Risques majeurs
Le territoire de la commune d'Étaules est vulnérable à différents aléas naturels : météorologiques (tempête, orage, neige, grand froid, canicule ou sécheresse), inondations, mouvements de terrains et séisme (sismicité modérée). Il est également exposé à un risque technologique,  le transport de matières dangereuses. Un site publié par le BRGM permet d'évaluer simplement et rapidement les risques d'un bien localisé soit par son adresse soit par le numéro de sa parcelle.

#### Risques naturels
Certaines parties du territoire communal sont susceptibles d’être affectées par le risque d’inondation par débordement de cours d'eau, notamment la Seudre,  et par submersion marine. La commune a été reconnue en état de catastrophe naturelle au titre des dommages causés par les inondations et coulées de boue survenues en 1982, 1999, 2010 et 2018,.

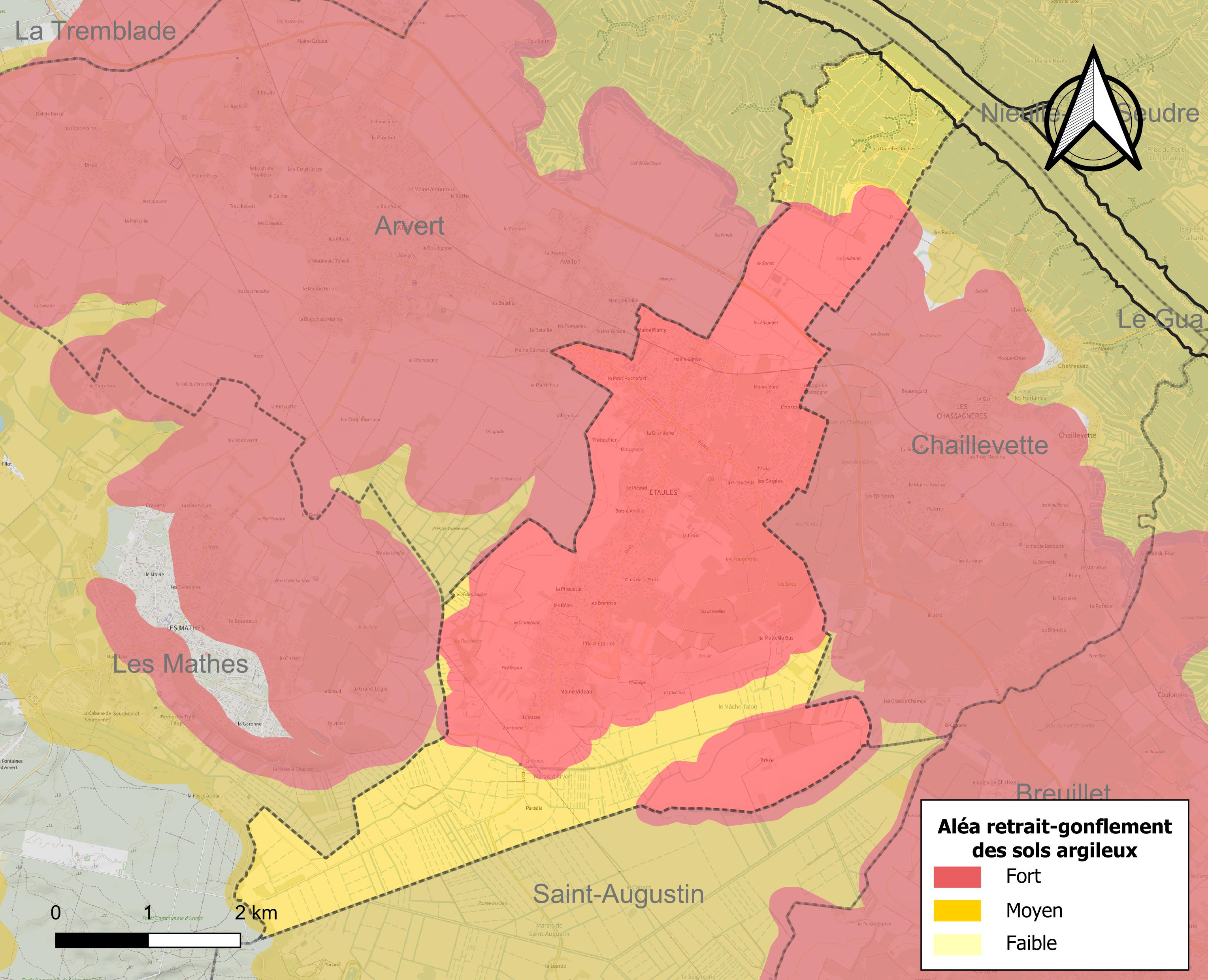
Carte des zones d'aléa retrait-gonflement des sols argileux d'Étaules.

Les mouvements de terrains susceptibles de se produire sur la commune sont des tassements différentiels.
Le retrait-gonflement des sols argileux est susceptible d'engendrer des dommages importants aux bâtiments en cas d’alternance de périodes de sécheresse et de pluie. La totalité de la commune est en aléa moyen ou fort (54,2 % au niveau départemental et 48,5 % au niveau national). Sur les 1 404 bâtiments dénombrés sur la commune en 2019,  1 404 sont en aléa moyen ou fort, soit 100 %, à comparer aux 57 % au niveau départemental et 54 % au niveau national. Une cartographie de l'exposition du territoire national au retrait gonflement des sols argileux est disponible sur le site du BRGM,.
Par ailleurs, afin de mieux appréhender le risque d’affaissement de terrain, l'inventaire national des cavités souterraines permet de localiser celles situées sur la commune.
Concernant les mouvements de terrains, la commune a été reconnue en état de catastrophe naturelle au titre des dommages causés par la sécheresse en 1989, 1991, 2003, 2005, 2011, 2017 et 2018 et par des mouvements de terrain en 1999 et 2010.

#### Risques technologiques
Le risque de transport de matières dangereuses sur la commune est lié à sa traversée par une ou des infrastructures routières ou ferroviaires importantes ou la présence d'une canalisation de transport d'hydrocarbures. Un accident se produisant sur de telles infrastructures est susceptible d’avoir des effets graves sur les biens, les personnes ou l'environnement, selon la nature du matériau transporté. Des dispositions d’urbanisme peuvent être préconisées en conséquence.

## Économie

### Emploi
Le nombre d'actifs de + de 15 ans était de 1363, un chiffre en nette augmentation en comparaison de celui établi en 1999, qui était de 892 — la population, il est vrai, n'atteignant alors que 1587 habitants, contre 2282 en 2009. Ils ne sont cependant plus que 27,5 % à avoir un emploi dans la commune, quand ils étaient encore 42,6 % dix ans plus tôt.

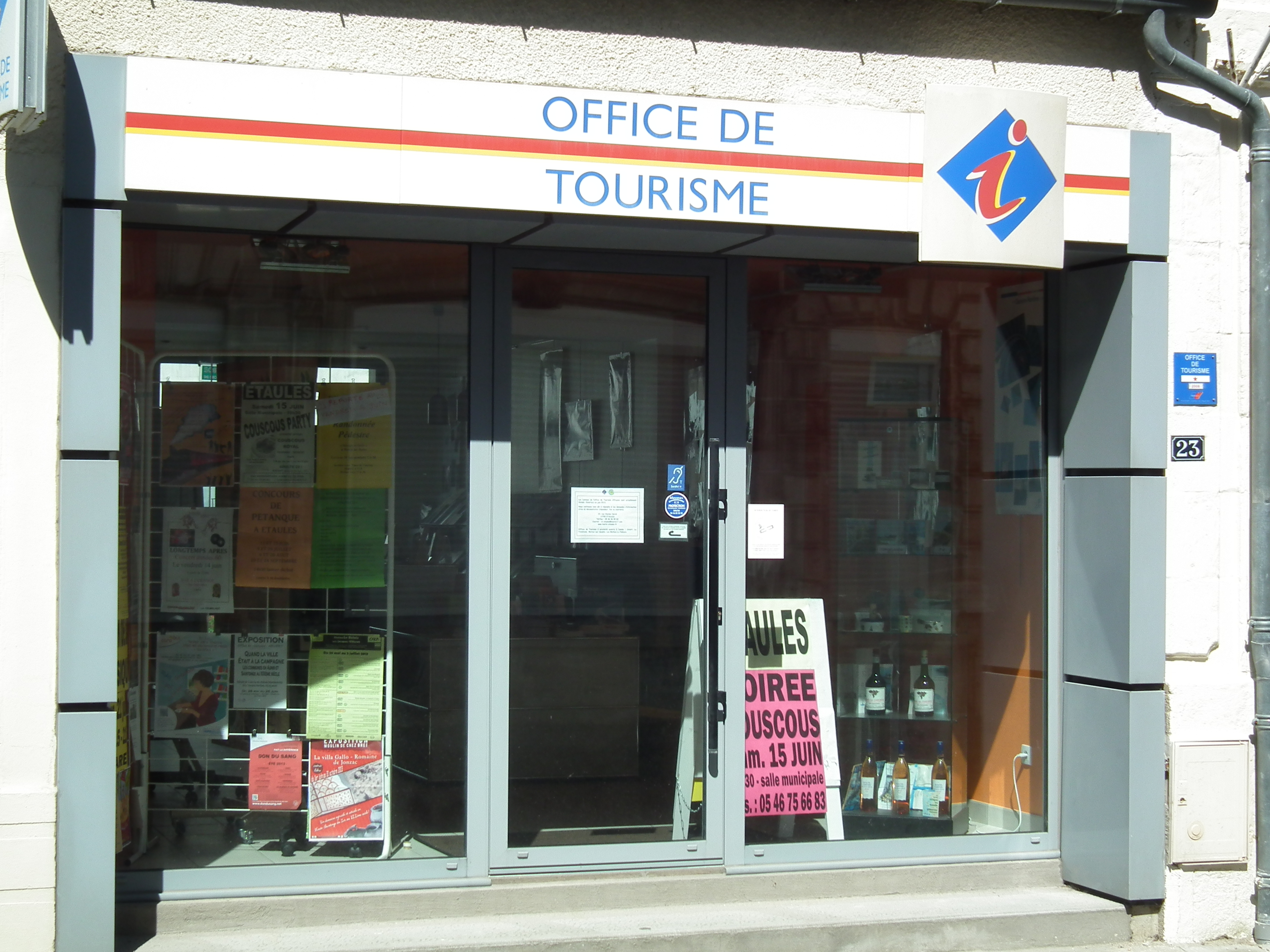
L'office du tourisme d'Étaules. Le tourisme est un secteur économique important dans la commune.

Si 72,5 % des actifs travaillent dans une autre commune, ils ne sont qu'une infime minorité à travailler en dehors de la Charente-Maritime (0,1 %) ou en dehors de l'ex-Poitou-Charentes (1,6 %), alors qu'en 1999, ces chiffres s'établissaient respectivement à 0,8 % et 2,5 %. Ces chiffres sont symptomatiques de la forte attraction exercée par Royan et sa proche périphérie, principal pôle économique des environs, mais aussi, dans une moindre mesure, par les autres communes de l'agglomération de La Tremblade, voire de Saujon et de Marennes, petites villes géographiquement proches.
La commune compte une plus grande proportion de salariés (617, soit 77 %) que de non-salariés (184, soit 23 %). Le taux d'activité de 15-64 ans était de 67,5 % en 2009, ce qui rapproche la commune de la moyenne départementale (70 %). Le taux de chômage des 15-64 ans n'a pas suivi la tendance à la baisse marquée dans nombre de communes de l'agglomération royannaise depuis dix ans, mais a au contraire tendance à s'accentuer, touchant 14,1 % de la population active en 2009 (contre 13,6 % en 1999). De fait, il est supérieur aux chiffres départementaux, qui sont de 12,3 % en 2009.
Un « point emploi » a été mis en place dès 1992 à La Tremblade pour tenter de réguler ce problème et aider les personnes concernées à s'adapter aux changements du marché du travail. Devenu un des quatre « CR2i » (centre de ressources et d’informations intercommunal) de l'agglomération royannaise (avec ceux de Royan, Saujon et Cozes), il fonctionne en partenariat avec la maison de l'emploi du Pays Royannais, le pôle emploi de Royan, la maison des saisonniers et la mission locale du Pays Royannais, et permet de consulter des offres d'emploi, de bénéficier d'aide pour certaines démarches (rédaction de CV, préparation d'entretiens d'embauche) et de participer à des réunions d'information collective.

### Entreprises et commerces
Étaules est au cœur d'un bassin d'emploi particulièrement attractif, la zone d'emploi de Royan (issue de la partition de l'ancienne zone d'emploi Saintonge maritime, qui regroupait de nombreuses communes du Pays Rochefortais, du Pays Marennes-Oléron et du Pays Royannais), forte de 27 753 emplois en 2008. La zone d'emploi de Royan est, avec celle de La Rochelle, la plus dynamique de l'ex-région Poitou-Charentes, toutes deux profitant « d'un tissu économique et d'une démographie dynamiques » (Insee). La croissance y est particulièrement soutenue, du fait du développement des activités tertiaires.

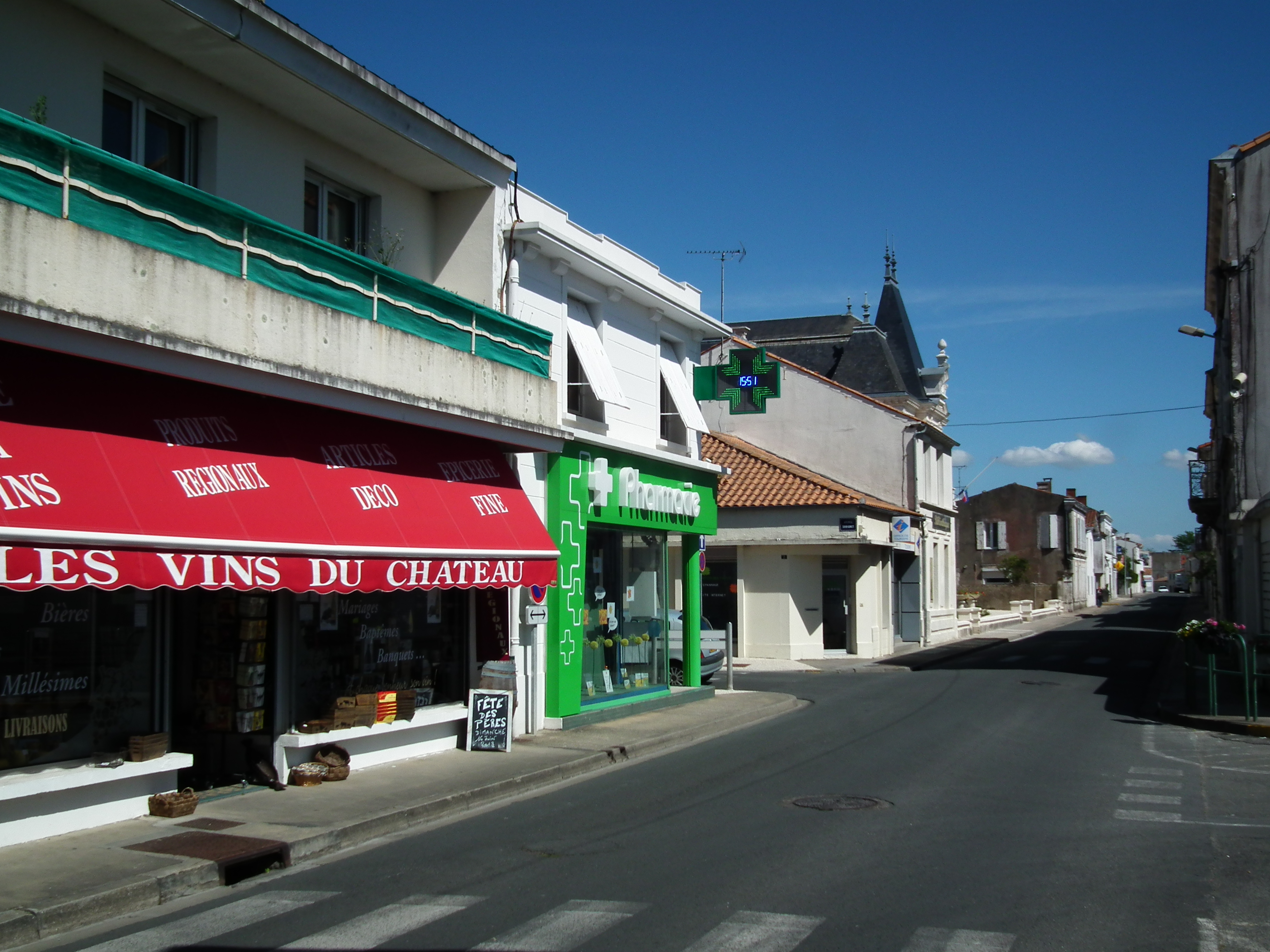
La rue Charles-Hervé, principal axe commerçant.

186 établissements étaient recensés dans la commune par les services de l'Insee au 31 décembre 2010, essentiellement des très petites entreprises : 30,6 % ont en effet des effectifs compris entre 1 et 9 salariés, et 4,3 % ont plus de 10 salariés. Les secteurs de l'ostréiculture et de la viticulture conservent une place importante dans la commune, rassemblant à eux deux 23,7 % des actifs. Trois entreprises ostréicoles sont implantées à Étaules, toutes se chargeant de la production, de l'affinage et de l'expédition des huîtres du bassin de Marennes-Oléron. Une entreprise viticole produit et commercialise vin de pays rosé et pineau des Charentes.
En plein développement depuis quelques années, le secteur du commerce et des services est aujourd'hui largement majoritaire, conséquence du développement de l'agglomération et des retombées du tourisme, qui ne concerne plus aujourd'hui les seules communes littorales. Un peu en marge des stations balnéaires de la Côte de Beauté — qui ne sont distantes que d'à peine dix (Saint-Palais-sur-Mer, La Palmyre) à un peu plus de douze kilomètres (Royan) — la commune voit chaque été sa population passer de 2300 habitants à près de 6 000 habitants. Fort de ce constat, la municipalité a progressivement modernisé ses infrastructures d'accueil (création du camping du Parc), des meublés et des chambres d'hôtes ont vu le jour, et un office du tourisme a été inauguré. En 2010, le commerce, les services — à la personne et aux entreprises — et le tourisme rassemblent 47,3 % des actifs. Le secteur de la construction, qui arrive en troisième position, connaît également un grand développement, et concerne 16,7 % des actifs, un chiffre à mettre en parallèle avec la moyenne départementale, qui est de 10,6 %. L'administration publique, l'enseignement, la santé et l'action sociale concernent 9,6 % de la population active et l'industrie, qui n'est que peu représentée dans la commune, ne rassemble qu'à peine 2,7 % des actifs.

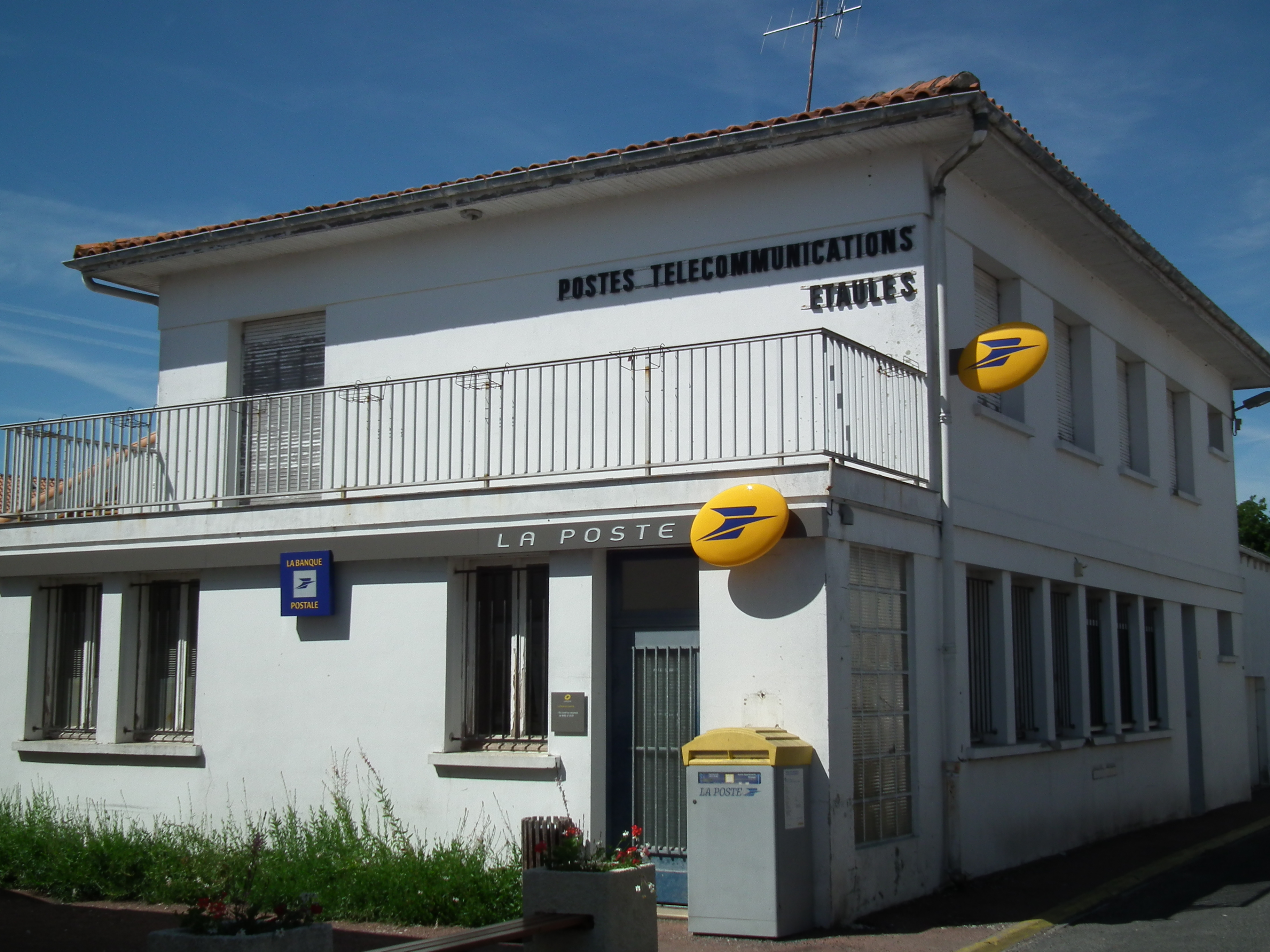
L'ancien bureau de poste avant sa reconversion en médiathèque.

Étaules compte quelques commerces et services de proximité, que complètent par ailleurs ceux d'Arvert et de La Tremblade, ces trois villes formant un seul et même ensemble, intimement lié sur le plan économique. La plupart sont concentrés en centre-ville, autour des rues Charles-Hervé et des places de Verdun et du champ de foire. Parmi ceux-ci figurent une supérette (Vival), une boulangerie-pâtisserie, une boucherie-charcuterie, une fromagerie, une maison de la presse et débit de tabac, une agence immobilière (Orpi), une banque (crédit agricole), une boutique de vêtements pour enfants, une styliste ongulaire, trois coiffeurs, un bar-restaurant, une pizzeria ou encore un fast food. Le bureau de poste est modernisé et transformé au printemps 2016 puis déplacé rue Charles-Hervé en 2017 tandis que la banque postale est fermée au profit de l’agence voisine d’Arvert, distante d’à peine deux kilomètres. Enfin, l'artisanat est également bien représenté, la ville comptant plusieurs carreleurs, menuisiers, maçons, plombiers, électriciens, peintres ou encore garagistes (réparation et vente : Renault et Peugeot).
Les grandes surfaces les plus proches sont concentrées à Arvert (Super U, Carrefour Market, ALDI), à La Tremblade (Intermarché, U Express) et dans l'agglomération royannaise (CC Val Lumière — Hyper Intermarché — à Vaux-sur-Mer et CC Royan II — E.Leclerc — à Royan).

## Toponymie
Dans sa « Toponymie générale de la France », Ernest Nègre donne pour origine au nom d’Étaules un pluriel du vieux français etaule, signifiant écurie, étable, auberge. Jean-Marie Cassagne et Stéphane Seguin, coauteurs d'une « Origine des noms de villes et villages de Charente-Maritime », y voient un dérivé du latin stabula, à l'origine une étable et, par extension, un relais de poste. C'est également l'origine du nom de plusieurs localités françaises telles qu'Étaules, en Côte-d'Or, Étaule dans l'Yonne ou encore Étauliers, dans le département voisin de la Gironde, à une soixantaine de kilomètres au sud de la commune.
Sous l'Ancien Régime, Étaules (appelé aussi Maine-Étaules) n'est longtemps qu'un hameau parmi d'autres. Jusqu'au début du XVIIIe siècle, le centre de la paroisse se situe plus au sud, sur l'île de Paradis. La paroisse elle-même est nommée Notre-Dame-de-L'Isle (Beata Maria in Insula dans les textes anciens) ou Paradis — sur la carte des côtes de France de Robert de Vaugondy de 1778 — jusqu'à la Révolution, où elle devient officiellement Ettaule, Étaule (avec un e accentué, mais sans s final) en 1801, puis Étaules.

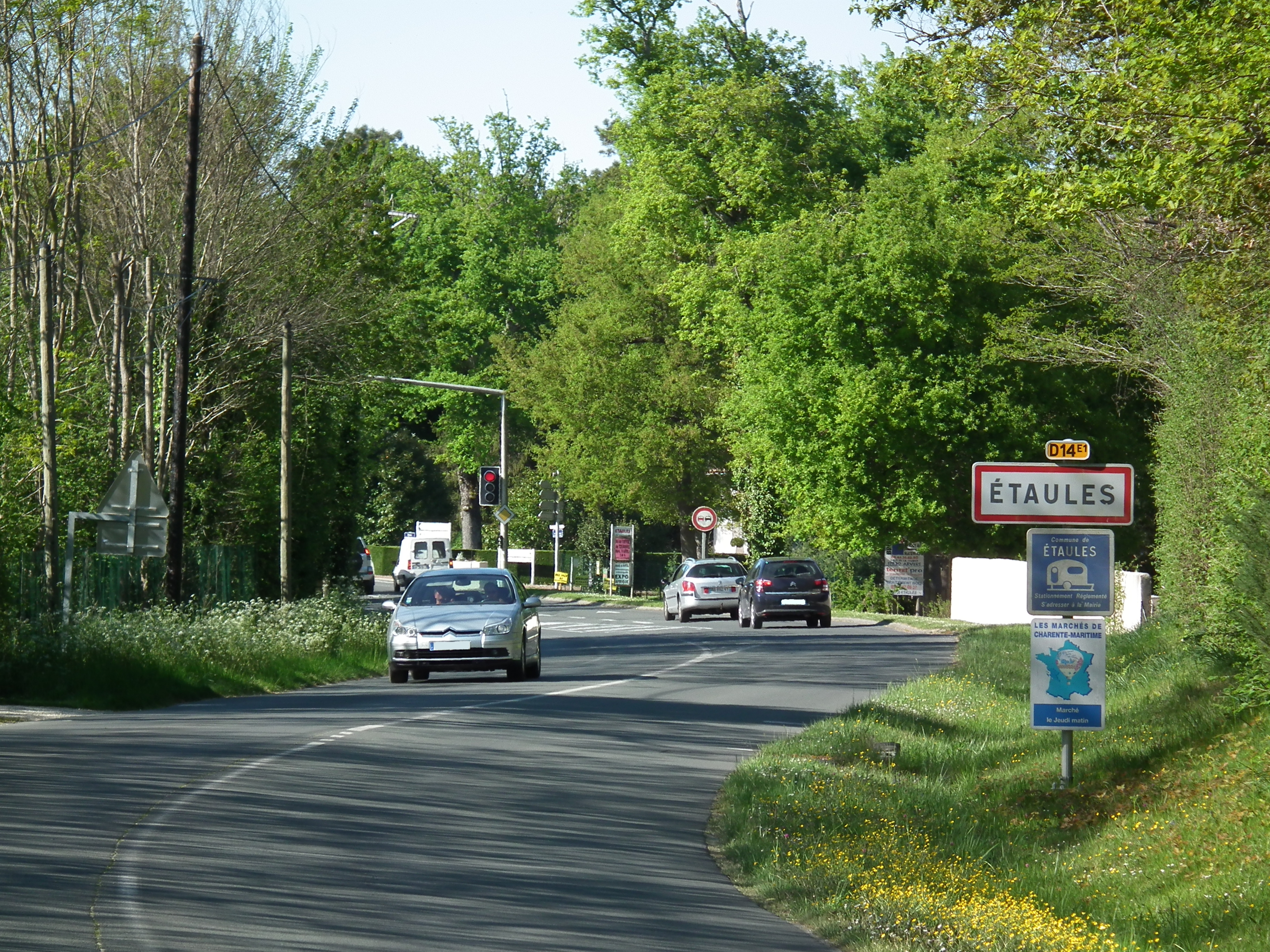
Panneau matérialisant l'entrée sud d'Étaules placé sur la D14E1, en venant de Breuillet.

Le terme « maine », fréquent dans la commune, est d'origine médiévale. Dérivé du latin mansus, il désignait un domaine agricole octroyé par le seigneur du lieu à des paysans. Le « Maine-Simon » tient ainsi sans doute son nom d'un dénommé Simon, probable premier occupant de ce lopin de terre. Le hameau de Chassagne est un emprunt direct au vieux français, ce terme étant synonyme de chênaie. Le lieu-dit « Les Brandes » renvoie à la brande, un type de végétation constitué de broussailles et de pelouses sèches.
La rue du Logis, à Chassagne, s'explique par la présence à proximité (mais sur la commune de Chaillevette) d'une demeure noble, le logis de Chassagne (autrefois orthographié Chassaigne, le i étant muet). La ruelle des Gabelous et la rue des Sauniers renvoient au passé de la commune, quand Étaules était en bordure des marais salants de la Seudre. Un gabelou était ainsi un douanier, chargé de percevoir la gabelle. La rue du Clône Richard est un emprunt au saintongeais, un « clône » étant une clairière. L'allée des Vivandières est l'allée des marchandes. L'impasse du Peu mignon (près d'Arvert) est un autre emprunt au saintongeais, un « peu » (dérivé de l'occitan puig, lui-même tiré du latin podium) désignant une hauteur. Le chemin de Laffont est le chemin de la source (font, qui a donné le mot fontaine). L'avenue Charles-Hervé, ancienne Grande Rue, a été rebaptisée en l'honneur d'un maire de la commune (1945-1971). L'avenue Sorignet, autrefois avenue de la gare, a également pris le nom d'un ancien édile, Stanislas Sorignet (1904-1910).
Le terme de quéreux, fréquent dans la commune, fait référence à un type d'habitat traditionnel autrefois très répandu dans le centre-ouest et le sud-ouest de la France, consistant en plusieurs maisons entourant une cour commune, souvent agrémentée d'un puits.

## Histoire
L'ancienneté du peuplement du territoire communal est attesté par la présence de tumuli et de dolmens, comme celui de la Grosse-Borne, non loin de Chaillevette. Au cœur du marais de Saint-Augustin, ancien golfe marin aujourd'hui comblé par des alluvions, l'île de Brèze a révélé des traces de pas moins de six sites à sel datés du second âge du fer (Tène I et Tène III). Le plus important, situé au lieu-dit « La pointe de Fauche », a été exploré au cours de fouilles menées entre 1966 et 1976. Il couvre près de 800 mètres carrés, et a révélé de nombreux fragments de céramiques, restes de petits récipients dans lesquels l'eau de mer était chauffée jusqu'à évaporation. Cette technique permettait ensuite de récupérer du sel de mer par cristallisation. Pour l'archéologue rochefortais Camille Gabet, « ils attestent une activité intense et prolongée de cette industrie »; industrie que l'on retrouve par ailleurs sur nombre d'anciens rivages des environs, dans les marais de la Seudre, de Rochefort ou de Brouage, qui formaient eux aussi autant de golfes marins. Un site à céramique, toujours sur l'île de Brèze, daterait quant à lui de la période gallo-romaine.

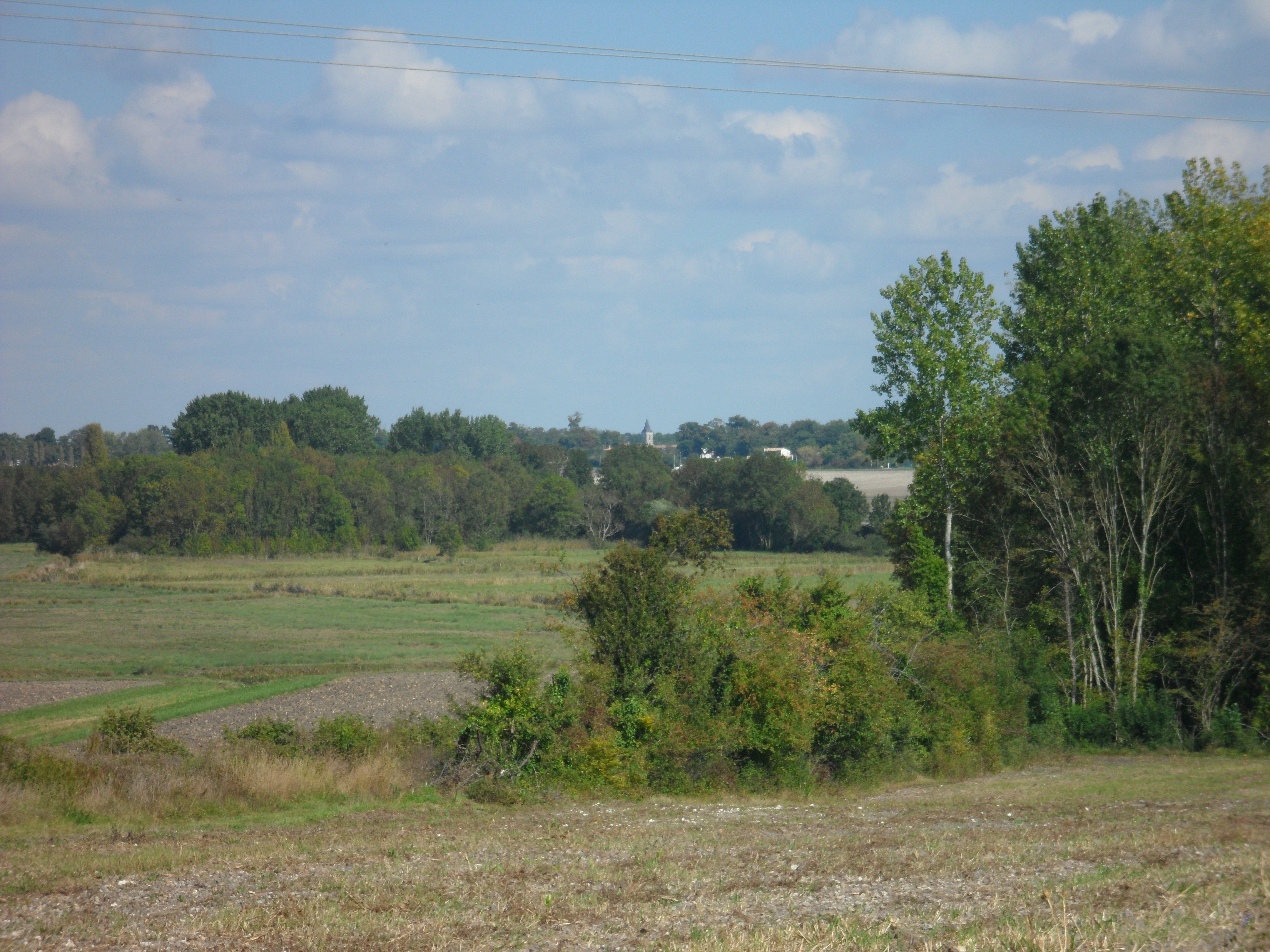
Le marais de Saint-Augustin est l'héritage de l'ancien golfe marin du Barbareu.

La tradition veut que des marins en perdition dans le golfe d'Arvert (marais de Saint-Augustin actuels) aient trouvé refuge sur une petite île, appelée depuis lors île de Paradis. Une chapelle aurait été édifiée en souvenir de cet événement. Devenue un lieu de pèlerinage fréquenté on y aurait enseveli les reliques de saint Symphorien afin de les protéger des incursions vikings en la né deu mostié (« dans la nef de l'église »). Il faut cependant attendre 1083 pour que soit fait mention de la donation d'une église Sainte-Marie de L'Isle, en Arvert, à l'abbaye de La Sauve-Majeure. En 1197, une bulle du pape Célestin III fait une nouvelle fois mention de l'église, qui est alors une dépendance du prieuré Saint-Nicolas de Royan : In Xantonensi diœcesi, prioratum sancti Nicolai de Royano, cum ecclesia sua sanctæ Mariæ de insula, quæ est in Arverto. En 1203, elle devient siège d'un prieuré distinct, puis d'une paroisse. En 1218, Guillaume de Tonnay autorise son épouse Alenodis de Didonne a céder au prieuré quelques terres, bois et quarante sous de rente annuelle. Plusieurs personnalités de la région procèdent de même et, grâce à leurs dons, contribuent au rayonnement de Notre-Dame de L'Isle. Une première mention connue d'Étaules apparaît en 1228 dans une charte sous le nom de « Maine d'Étaules ».
Au cours des siècles qui suivent, Notre-Dame de l'Isle — c'est sous ce nom que sera connue la paroisse jusqu'à la Révolution — tire profit de sa situation géographique. Le golfe d'Arvert est désormais réduit à un étang peu profond, mais toujours relié à la mer par un petit exutoire localisé au Brajado (aujourd'hui, le Bréjat). Cet étang, le Barbareu, sert de havre naturel aux marins, qui peuvent s'y réfugier quand l'océan se fait trop menaçant. Notre-Dame de l'Isle reste un port de mer. Cependant, le mouvement constant des dunes, portées par les vents d'ouest à chaque tempête, ferme cet accès et dès lors, en dépit des efforts des hommes qui creusent un petit canal sous François Ier, le Barbareu finit par se combler progressivement, et à se transformer en une grande étendue marécageuse et insalubre, où choléra et paludisme font périodiquement de grands ravages.
En 1534, Calvin tient des discours à Angoulême et à Poitiers que de jeunes moines saintongeais entendent. La Réforme sera bientôt prêchée dans toute la presqu'île d'Arvert et vers 1550, la majorité de la population est protestante. En 1546 puis en 1553, ce sont en tout trois moines qui sont condamnés au bûcher pour avoir prêché la réforme à Arvert.

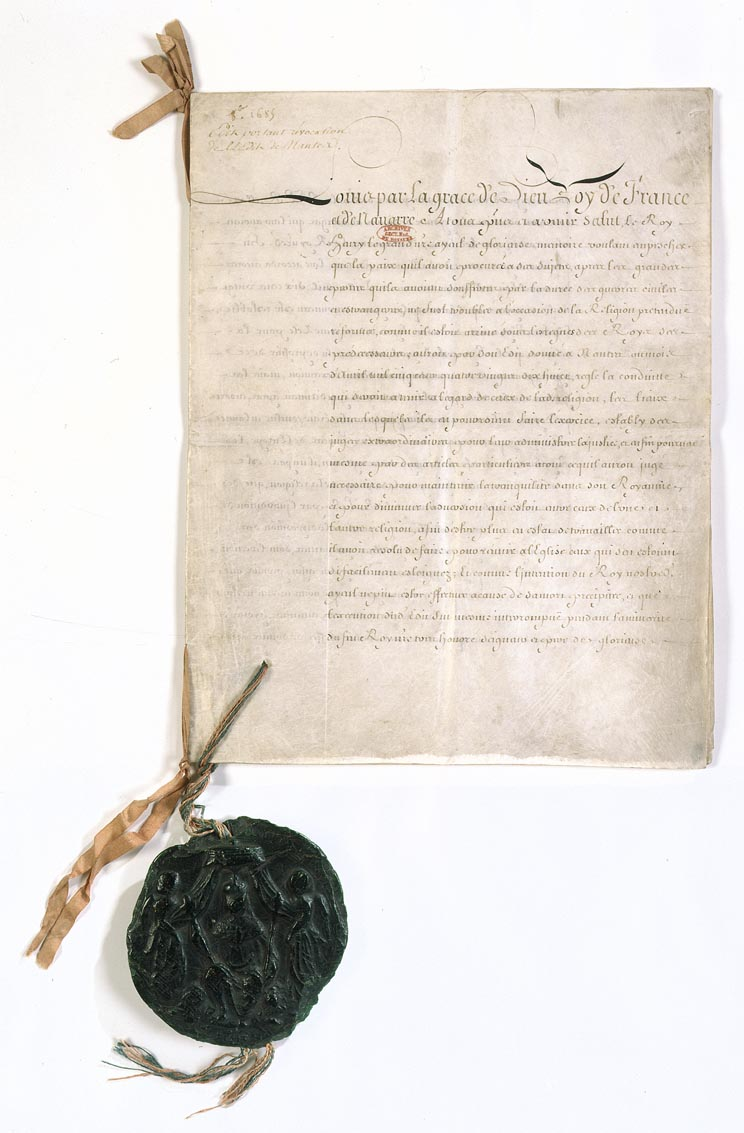
Par l'édit de Fontainebleau de 1685, le roi Louis XIV révoque l'édit de Nantes.

En 1598, l'Édit de Nantes est promulgué. On cherche cependant par tous les moyens à convertir les Protestants. En 1644, les cultes protestants sont interdits à Arvert. (il n'y a pas encore à cette époque de temple à Étaules). En 1681, des soldats de la monarchie, les Dragons, arrivent dans la région pour accélérer les conversions. C'est dans ce contexte qu'Étaules va devenir un centre d'abjuration.
La révocation de l'Édit de Nantes, en 1685 va accélérer l'exode des protestants de la presqu'île, malgré l'interdiction qui leur est faite de quitter la France. Des passeurs sont arrêtés et les fugitifs envoyés aux galères. Le 21 février 1687, trois barques surchargés de fugitifs partant de Mornac, Chaillevette et La Tremblade sont immobilisées par des soldats sur la Seudre. En 1698, les registres d'imposition de la Généralité de La Rochelle révèlent que Nostre-Dame-de-L'Isle est abonnée pour 250 livres à la duchesse d'Aiguillon, baronne d'Arvert. Le même document révèle que la paroisse produit essentiellement du blé et du sel.
C'est à peu près à la même époque que l'on commence à évoquer la possibilité de transférer le centre de la paroisse en un lieu plus commode. L'île de Paradis, où se trouve toujours l'église, est entourée par des marais inondés une partie de l'année. Les communications sont devenues difficiles, et les conditions de vie éprouvantes, du fait de la récurrence des épidémies. Étaules, dans l'intérieur de terres, est devenu le véritable centre névralgique de la paroisse, où se concentre la plus grande partie de la population. Une requête est portée au roi Louis XIV : « (L'église), si elle estoit dans le milieu de la paroisse, les paroissiens et leurs enfants iraient aux instructions, ce qu’ils ne font pas; le curé pour porter le sacrement aux malades le ferait plus commodément ». L'église est finalement détruite lors d'un incendie en 1703. Il faut attendre 1721 pour que Louis XV, son successeur, « permette au dit curé et habitants de la paroisse de faire démolir l'église de leur paroisse actuellement située dans le lieu de Paradis, d'en faire transporter les matériaux au village et d'y faire construire une nouvelle église ».
Pendant ce temps, les Protestants sont toujours victime de mesure répressives. Malgré des arrestations et des condamnations « pour l'exemple », la presqu'île se vide de sa population réformée. Ceux qui restent vont créer une église clandestine qu'ils appelleront Église du désert. Des assemblées clandestines sont organisées dans les dunes, les bois ou dans des granges. Jean-Louis Gibert, « pasteur du Désert », aménage ainsi des granges en « Maisons d’oraison » à partir de 1751. On en trouve deux à proximité d'Étaules : à Avallon (lieu-dit de la commune d'Arvert proche du bourg d'Étaules) et à Chaillevette. En 1754, le pasteur, condamné à mort, s'exilera en Amérique,.
À l'aube de la Révolution, Étaules (que l'on continue de désigner sous les noms de Notre-Dame de l'Isle ou de Paradis) est une des six paroisses de la baronnie d'Arvert, avec La Tremblade, Arvert, Les Mathes, Dirée et Chaillevette. En 1790, la commune d'Étaules est créée dans le département de la Charente-Inférieure, mais ne comprend pas les marais salants le long de la Seudre, partagés entre Arvert et Chaillevette. Le Maine Simon, le Fief de la Bataille, le Maine Bord, les ports d’Orivol et des Grandes Roches ne deviendront étaulais que sous la mandature de Charles Hervé en 1948, au détriment de la commune d'Arvert.

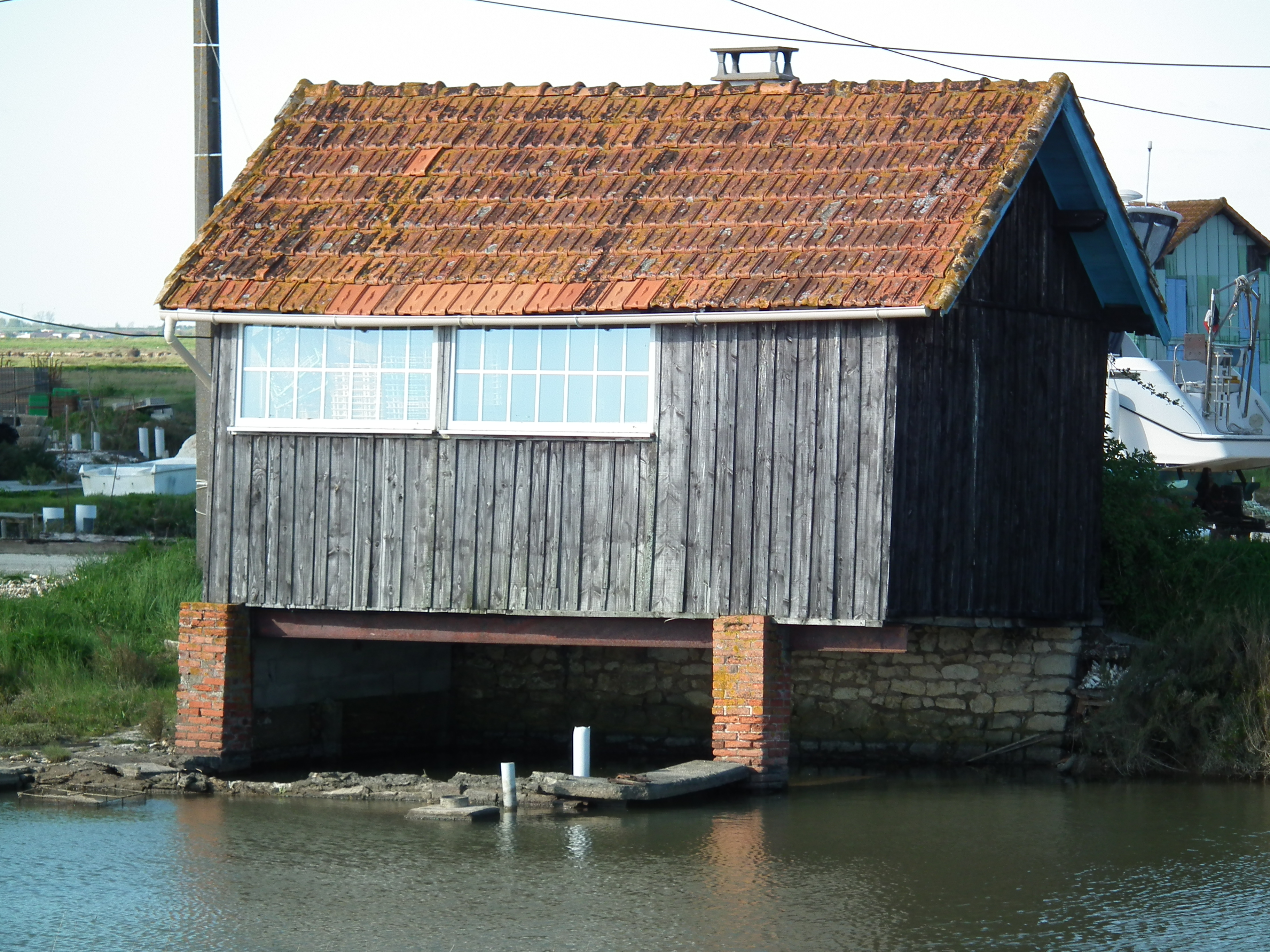
Cabane ostréicole typique du bassin de Marennes-Oléron au port des Grandes Roches.

En 1801, la commune intègre l'arrondissement de Marennes, jusqu'en 1926 où Marennes est détrônée par Rochefort. Dans les années 1820, une terrible épizootie fait disparaître les huîtres plates originelles (Ostrea edulis) du bassin de Marennes-Oléron. Elles seront remplacées par des huîtres creuses « portugaises » (Magallana angulata/Gryphaea angulata).
Au mois de juin 1940, un détachement de la 44e division de la Wehrmacht prend possession du bourg, prélude d'une occupation appelée à durer près de cinq ans. En 1944, après le débarquement de Normandie, la pression des FFI se fait de plus en plus intense, de nombreuses villes du département étant libérées durant en quelques semaines, pendant l'été (Jonzac, Saintes, Rochefort). Sur l'ordre d'Adolf Hitler, les occupants aux abois s'enferment dans plusieurs poches de résistances éparpillées autour de points névralgiques du littoral. La poche de Royan, mise en place à l'automne 1944, intègre la totalité de la presqu'île d'Arvert, où de nombreux éléments défensifs sont mis en place par les Allemands.
Les combats de la libération (opération Vénérable) débutent le 14 avril 1945. La reconquête du nord de la presqu'île est confiée à la division de marche Oléron (6700 hommes), placée sous le commandement du général René Marchand. Le pilonnage de la ville provoque des dégâts importants sur les habitations comme sur les édifices publics (église, temple), mais le 16 avril, en début d'après-midi, Étaules est libérée. La reddition des troupes allemandes de la Coubre n'intervient que le 18 au Clapet : la poche de Royan a alors cessé d'exister. Le 22, le général de Gaulle préside une revue militaire dans la commune voisine des Mathes.
Une nouvelle épidémie décime les huîtres à la fin des années 1960 : les huîtres « japonaises » (Magallana gigas/Crassostrea gigas) sont alors introduites par les ostréiculteurs, c'est l'huître actuelle de Marennes-Oléron.

## Politique et administration

### Administration municipale
De 1789 à 1799, en vertu de la loi du 14 décembre 1789, les agents municipaux (maires) sont élus au suffrage direct pour deux ans et rééligibles, par les citoyens actifs de la commune âgés d'au moins 25 ans, contribuables payant une contribution au moins égale à trois journées de travail dans la commune. Sont éligibles ceux qui paient un impôt équivalent au moins à dix journées de travail.

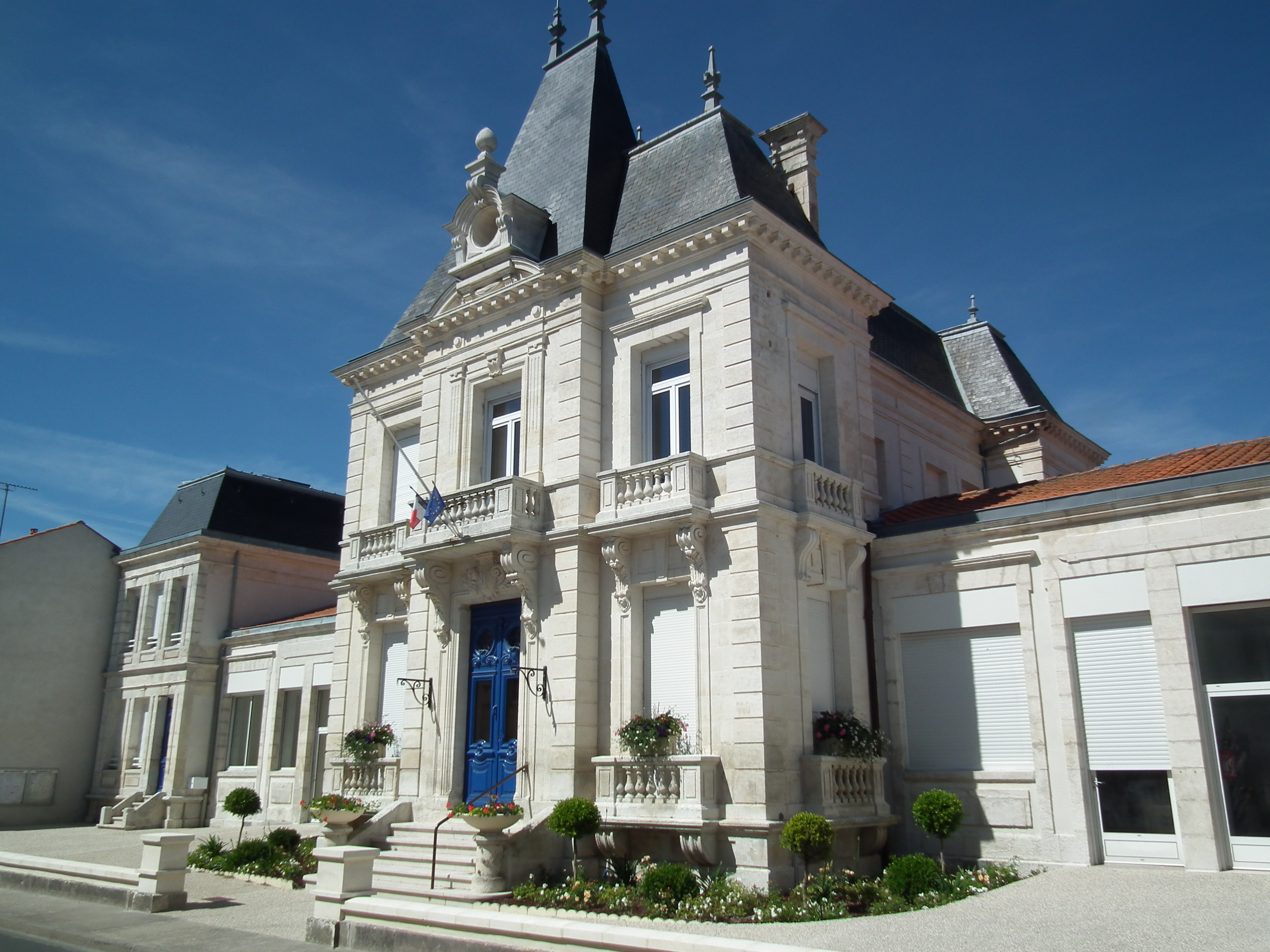
L'hôtel de ville d'Étaules, rue Charles-Hervé.

De 1799 à 1848, La constitution du 22 frimaire an VIII (13 décembre 1799) revient sur l’élection du maire, les maires sont nommés par le préfet pour les communes de moins de 5 000 habitants. La Restauration instaure la nomination des maires et des conseillers municipaux. Après les lois organiques 1831, les maires sont nommés (par le roi pour les communes de plus de 3 000 habitants, par le préfet pour les plus petites), mais les conseillers municipaux sont élus au suffrage censitaire pour six ans.
Du 3 juillet 1848 à 1851, les maires sont élus par le conseil municipal pour les communes de moins de 6 000 habitants.
De 1851 à 1871, les maires sont nommés par le préfet, pour les communes de moins de 3 000 habitants et pour cinq ans à partir de 1855. Après 1871, les maires sont de nouveau élus, sauf dans les chefs-lieux (de départements, d'arrondissements ou de cantons).
Ce n'est que le 28 mars 1882, qu'une loi sur l’organisation municipale (encore en vigueur) est votée, et qui régit le principe de l'élection du maire et des adjoints par le conseil municipal, quelle que soit l'importance de la commune (sauf pour Paris). La loi du 5 avril 1884 fixe le mandat à quatre ans, durée portée le 10 avril 1929 à six ans.
La commune ayant moins de 3 500 habitants l'élection des conseillers municipaux est au scrutin majoritaire plurinominal à deux tours, avec panachage :
- au premier tour, des candidats sont élus s'ils ont obtenu la majorité absolue et le vote d'au moins le quart des électeurs inscrits[88] ;
- au second tour, la majorité relative suffit. Les listes ne sont pas obligatoires. Les suffrages sont comptabilisés individuellement, et le panachage est autorisé.

De par sa taille, la commune dispose d'un conseil municipal de 19 membres (article L2121-2 du Code général des collectivités territoriales).

### Élections locales
Les élections municipales de 2014 ont conduit au renouvellement de la liste conduite par le maire sortant Vincent Barraud (Liste « Étaules Demain », Divers gauche), qui entame ainsi un troisième mandat à la tête de la commune. Celui-ci est réélu au second tour avec 52,16 % des voix devant ses opposants Maryse Koeberlé (Liste « Agir Pour Étaules », Divers droite), qui vient en seconde place avec 31,64 % des suffrages exprimés, et Jean-Pierre Chaumette (Liste « Mieux vivre à Étaules », Sans étiquette), qui rassemble 16,18 % des suffrages. Le nombre de votants est de 1254 (soit 71,09 % des électeurs inscrits). Le nombre de bulletins comptabilisés comme blancs et nuls est de 31 (soit 1,76 % des bulletins). Les 19 membres du Conseil municipal se répartissent ainsi entre 15 sièges pour la liste « Étaules Demain », 3 sièges pour la liste « Agir pour Étaules » et 1 siège pour la liste « Mieux vivre à Étaules ».
Béatrice Watrin est nommée première adjointe au maire chargée des affaires générales et du CCAS, Jean Étienne devient second adjoint chargé des affaires générales, de l’ostréiculture et de l’agriculture, Jean-Pierre Fetard, troisième adjoint chargé de la communication, de la jeunesse et des sports, Sylvie Turpin, quatrième adjointe chargée de l’urbanisme et du cadre de vie et David Bouchalais, Cinquième adjoint chargé des finances communales, du commerce, de l’artisanat et du tourisme.

### Tendances politiques et résultats
Résultats du second tour des élections présidentielles de 2017, 2012, 2007 et 2002 :
- élection présidentielle de 2017 : 56,63 % pour Emmanuel Macron (EM!), 43,37 % pour Marine Le Pen (FN). Participation : 77,66 %[93]
- élection présidentielle de 2012 : 57,04 % pour Nicolas Sarkozy (UMP), 42,96 % pour François Hollande (PS). Participation : 80,63 %[94]
- élection présidentielle de 2007 : 61,39 % pour Nicolas Sarkozy (UMP), 38,61 % pour Ségolène Royal (PS). Participation : 86,57 %[95]
- élection présidentielle de 2002 : 82,21 % pour Jacques Chirac (RPR), 17,79 % pour Jean-Marie Le Pen (FN). Participation : 79,71 %[96]

Résultats des élections législatives de 2017, 2012, 2007 et 2002 :
- élections législatives de 2017 : 55,21 % pour Didier Quentin (LR), 44,79 % pour Gérard Potennec (MoDem). Participation : 41,36 %[97]
- élections législatives de 2012 : 57,50 % pour Didier Quentin (UMP), 42,50 % pour Vincent Barraud (PRG). Participation : 55,69 %[98]
- élections législatives de 2007 : 46,18 % pour Didier Quentin (UMP), 34,09 % pour Vincent Barraud (PRG). Participation : 66,78 %[99]
- élections législatives de 2002 : 66,89 % pour Didier Quentin (RPR), 33,11 % pour Régine Joly (PS). Participation : 61,57 %[100]

Résultats des élections régionales de 2015, 2010 et 2004:
- élections régionales de 2015 : 37,55 % pour Virginie Calmels (UMP), 33,70 % pour Jacques Colombier (FN), 28,74 % pour Alain Rousset (PS). Participation : 56,67 %[101]
- élections régionales de 2010 : 52,01 % pour Dominique Bussereau (UMP), 47,99 % pour Ségolène Royal (PS). Participation : 52,69%[102]
- élections régionales de 2004 : 44,72 % pour Ségolène Royal (PS), 41,93 % pour Élizabeth Morin (UMP), Jean-Romée Charbonneau (FN). Participation : 65,85 %[103]

### Région
À la suite de la réforme administrative de 2014 ramenant le nombre de régions de France métropolitaine de 22 à 13, la commune appartient depuis le 1er janvier 2016 à la région Nouvelle-Aquitaine, dont la capitale est Bordeaux. De 1972 au 31 décembre 2015, elle a appartenu à la région Poitou-Charentes, dont le chef-lieu était Poitiers.

### Canton
Étaules est une des neuf communes du canton de La Tremblade, dont elle est, en 2022, la cinquième commune la plus peuplée derrière La Tremblade, Saint-Palais-sur-Mer, Arvert et Breuillet.

### Intercommunalité
Étaules est une des 33 communes de la Communauté d'agglomération Royan Atlantique, structure intercommunale centrée sur Royan. Le maire actuel, Vincent Barraud, en est le vice-président chargé de la culture, du patrimoine et des nouvelles technologies de communication.

### Instances judiciaires
Étaules dépend du tribunal d'instance et du conseil de prud'hommes de Rochefort, du tribunal de grande instance, du tribunal pour enfants et du tribunal de commerce de La Rochelle, du tribunal administratif et de la cour d'appel de Poitiers. La cour administrative d'appel est à Bordeaux.

### Fiscalité locale
| Taxe                                                | part communale | Part intercommunale | Part départementale | Part régionale |
| --------------------------------------------------- | -------------- | ------------------- | ------------------- | -------------- |
| Taxe d'habitation (TH)                              | 12,20 %        | 0,00 %              | 7,12 %              | 0,00 %         |
| Taxe foncière sur les propriétés bâties (TFPB)      | 22,99 %        | 0,00 %              | 14,01 %             | 3,32 %         |
| Taxe foncière sur les propriétés non bâties (TFPNB) | 66,29 %        | 0,00 %              | 29,17 %             | 8,63 %         |
| Cotisation foncière des entreprises (CFE)           | 0,00 %         | 22,54 %             | 0,00 %              | 0,00 %         |

La part régionale de la taxe d'habitation n'est pas applicable.
La taxe professionnelle est remplacée en 2010 par la cotisation foncière des entreprises (CFE) portant sur la valeur locative des biens immobiliers et par la contribution sur la valeur ajoutée des entreprises (CVAE) (les deux formant la contribution économique territoriale (CET) qui est un impôt local instauré par la loi de finances pour 2010).

### Jumelage et coopération
- Kembs (France)
- Tenkodogo (Burkina Faso)

## Population et société

### Démographie

#### Évolution démographique
L'évolution du nombre d'habitants est connue à travers les recensements de la population effectués dans la commune depuis 1793. Pour les communes de moins de 10 000 habitants, une enquête de recensement portant sur toute la population est réalisée tous les cinq ans, les populations de référence des années intermédiaires étant quant à elles estimées par interpolation ou extrapolation. Pour la commune, le premier recensement exhaustif entrant dans le cadre du nouveau dispositif a été réalisé en 2004.

En 2022, la commune comptait 2 763 habitants, en évolution de +15,22 % par rapport à 2016 (Charente-Maritime : +4,04 %, France hors Mayotte : +2,11 %).
| 1793 | 1800 | 1806 | 1821 | 1831 | 1836 | 1841 | 1846 | 1851 |
| ---- | ---- | ---- | ---- | ---- | ---- | ---- | ---- | ---- |
| 666  | 684  | 679  | 688  | 864  | 848  | 858  | 856  | 922  |

| 1856  | 1861  | 1866  | 1872  | 1876  | 1881  | 1886  | 1891  | 1896  |
| ----- | ----- | ----- | ----- | ----- | ----- | ----- | ----- | ----- |
| 1 001 | 1 056 | 1 050 | 1 036 | 1 013 | 1 107 | 1 162 | 1 178 | 1 098 |

| 1901  | 1906  | 1911  | 1921  | 1926 | 1931 | 1936  | 1946 | 1954  |
| ----- | ----- | ----- | ----- | ---- | ---- | ----- | ---- | ----- |
| 1 131 | 1 160 | 1 115 | 1 005 | 970  | 946  | 1 035 | 962  | 1 127 |

| 1962  | 1968  | 1975  | 1982  | 1990  | 1999  | 2004  | 2006  | 2009  |
| ----- | ----- | ----- | ----- | ----- | ----- | ----- | ----- | ----- |
| 1 290 | 1 295 | 1 262 | 1 316 | 1 413 | 1 587 | 1 931 | 2 090 | 2 282 |

| 2014  | 2019  | 2022  | - | - | - | - | - | - |
| ----- | ----- | ----- | - | - | - | - | - | - |
| 2 350 | 2 618 | 2 763 | - | - | - | - | - | - |

#### Pyramide des âges
La population de la commune est relativement âgée.
En 2018, le taux de personnes d'un âge inférieur à 30 ans s'élève à 26,3 %, soit en dessous de la moyenne départementale (29 %). À l'inverse, le taux de personnes d'âge supérieur à 60 ans est de 41,8 % la même année, alors qu'il est de 34,9 % au niveau départemental.
En 2018, la commune comptait 1 211 hommes pour 1 335 femmes, soit un taux de 52,44 % de femmes, légèrement supérieur au taux départemental (52,15 %).
Les pyramides des âges de la commune et du département s'établissent comme suit.
| Hommes | Classe d’âge | Femmes |
| ------ | ------------ | ------ |
| 1,3    | 90 ou +      | 3,4    |
| 9,7    | 75-89 ans    | 12,9   |
| 27,8   | 60-74 ans    | 28,5   |
| 17,9   | 45-59 ans    | 17,6   |
| 14,5   | 30-44 ans    | 13,7   |
| 13,3   | 15-29 ans    | 11,8   |
| 15,5   | 0-14 ans     | 12,2   |

| Hommes | Classe d’âge | Femmes |
| ------ | ------------ | ------ |
| 1,1    | 90 ou +      | 2,6    |
| 10,1   | 75-89 ans    | 12,6   |
| 22     | 60-74 ans    | 23,2   |
| 20,1   | 45-59 ans    | 19,7   |
| 16,1   | 30-44 ans    | 15,6   |
| 15,2   | 15-29 ans    | 12,7   |
| 15,4   | 0-14 ans     | 13,6   |

### Enseignement
Étaules dépend de l'académie de Poitiers, en zone A. La commune compte une école maternelle et une école primaire.
L'école maternelle, située rue Charles-Hervé (principal axe du centre-ville), compte trois classes : petite, moyenne et grande section. Ses effectifs étaient de 65 enfants pendant l'année scolaire 2011-2012. Trois professeurs, trois agents territoriaux spécialisés des écoles maternelles et une auxiliaire de vie scolaire encadrent les enfants. Lieu d'éveil, l'école maternelle accueille une salle d'activités (dotée d'un sol amortissant). Des ateliers sensibilisant les plus petits aux autres cultures sont organisées ponctuellement, de même que des spectacles éducatifs. De nouveaux jeux ont été installés dans la cour de récréation par les ateliers communaux au mois d'août 2010. Des tapis amortissants ont été mis en place afin de sécuriser encore plus ces espaces de jeu.

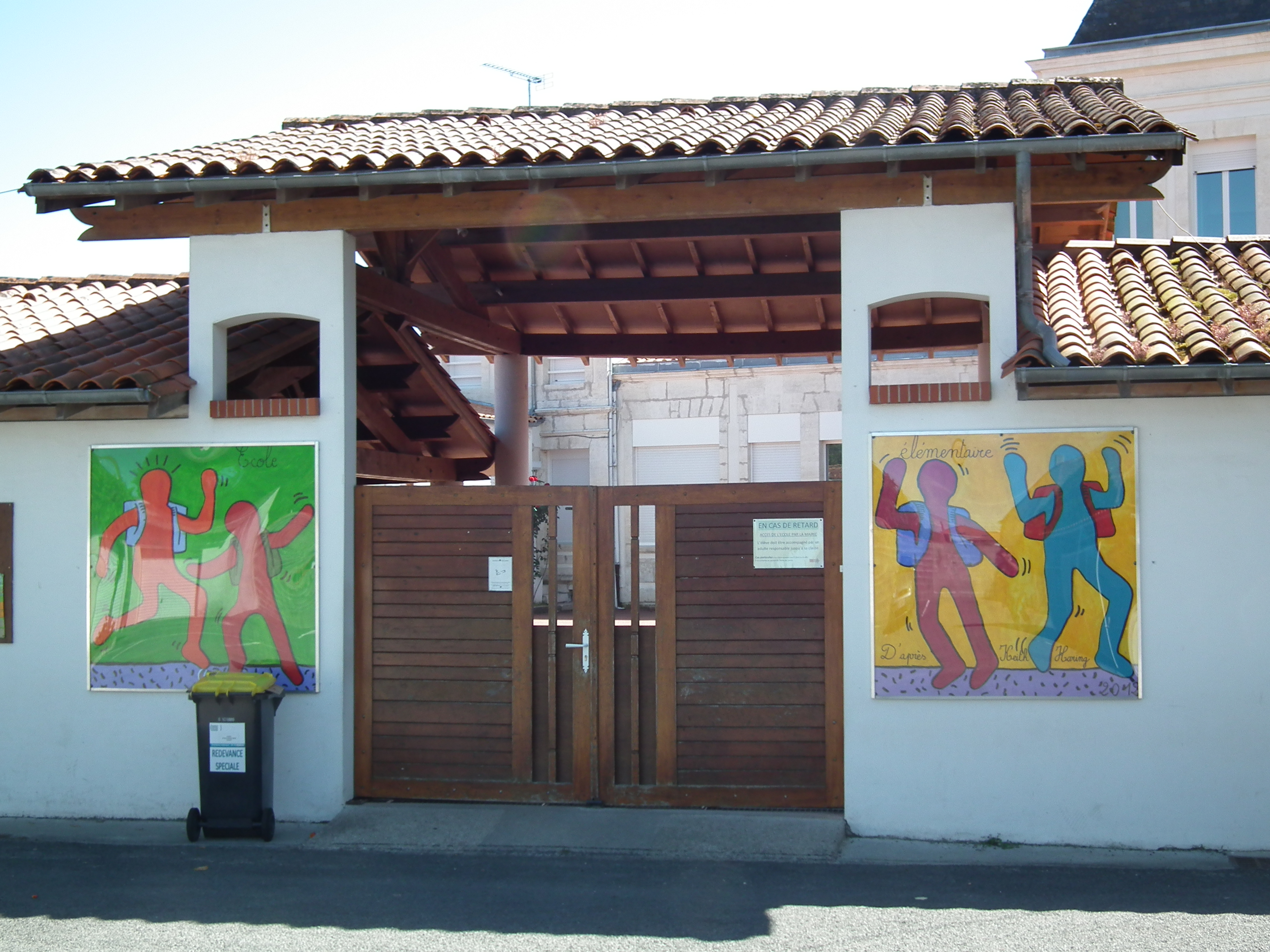
L'école élémentaire compte cinq classes et une centaine d'élèves. (Les fresques à l'entrée sont un hommage à Keith Haring).

L'école élémentaire, située rue des Écoles, compte cinq classes : CP, CE1, CE1/CE2, CM1 et CM2. Ses effectifs étaient de 124 élèves pendant l'année scolaire 2011-2012. Le corps enseignant est composé de cinq professeurs, assistés par un employé de vie scolaire. L'école organise des activités sportives tout au long de l'année, parmi lesquelles des cours de natation à la piscine de Saujon et des stages de voile à la base nautique de Ronce-les-Bains. Comme pour l'école maternelle, de nouveaux jeux et agrès ont été mis en place dans la cour de récréation en 2010, avec le concours de la société OCE Loisir. Parmi ceux-ci figurent notamment un portique sécurisé offrant espaliers verticaux, espaliers horizontaux, échelle à grimper, filet à grimper renforcé, corde lisse, barre fixe et une paire d’anneaux de gymnastique. Le tout est protégé par des tapis amortissants.
L'école dispose d'un nouveau restaurant scolaire, mis en service en 2011. Un service d'aide aux devoirs (contrat local d'accompagnement à la scolarité) a été mis en place pour les élèves de l'école élémentaire. En partenariat avec un employé communal et en partenariat avec le relais assistantes maternelles de Royan, des bénévoles se chargent, deux soirs par semaine (lundi et jeudi) d'apporter leur concours aux enfants, mais aussi de les encadrer pour des ateliers (lecture, bricolage, etc.) ou des activités diverses ; le but de ces dispositifs étant « de favoriser le bien-être et la réussite de chaque enfant mais également de soutenir les familles ». Enfin, un service d'accueil périscolaire est ouverte aux enfants scolarisés dans la commune, chaque jour de l'année scolaire, de 7 heures 45 à 9 heures le matin et de 16 heures 45 à 18 heures 15 le soir.

Le collège Fernand-Garandeau de La Tremblade accueille environ 500 élèves issus de tout le « grand ouest » royannais (canton de La Tremblade).

Les élèves du second cycle sont dirigés vers le collège Fernand-Garandeau de La Tremblade, Étaules dépendant du secteur scolaire de cette ville. Les lycées les plus proches sont situés à Royan. Le réseau de transports urbains Cara'Bus est chargé du transport des élèves. Les circuits 1,3 et 6 permettent de rejoindre le collège de La Tremblade depuis le centre-ville (station : office du tourisme) et les quartiers de L'Île d'Étaules, de La Pirouette et du Maine-Giraud. Les lignes 101, 103 et 114 permettent aux élèves de la commune de rejoindre le lycée Cordouan et le lycée de l'Atlantique de Royan depuis le centre-ville (stations : Étaules-Église, Étaules-Cimetière, Étaules-Office du tourisme) ou les quartiers de La Pirouette-Île d'Étaules et Le Maine-Giraud.

#### Réforme des rythmes scolaires
Comme toutes les communes du Sivom de La Tremblade, Étaules adopte les nouveaux rythmes scolaires à la rentrée 2013. Elle se distingue de la plupart des communes de l'agglomération (Semussac exceptée) par la demande aux parents d'élèves d'une participation financière fixée à 2,50 € par enfant et par semaine, avec une pénalité de 5 € par enfant en cas d'absence injustifiée aux ateliers.
Les ateliers proposés se décomposent en trois grandes thématiques :
- activités sportives (acrosport, athlétisme, rollers, tir à l'arc, sports collectifs) ;
- découvertes culturelles (bande dessinée, jeux autour des mots, musique, jardins des arts, lecture, photographie, kamishibai, jeux de société et de collaboration) ;
- citoyenneté (prévention et développement durable).

### Politique jeunesse
La politique jeunesse est pensée à l'échelle du canton de La Tremblade. Elle est gérée par un Sivom (Syndicat intercommunal à vocations multiples) et a pour vocation d'accueillir les enfants en dehors des périodes scolaires. Il se compose de trois pôles : petite enfance, enfance (3/12 ans) et jeunesse (13/18 ans).

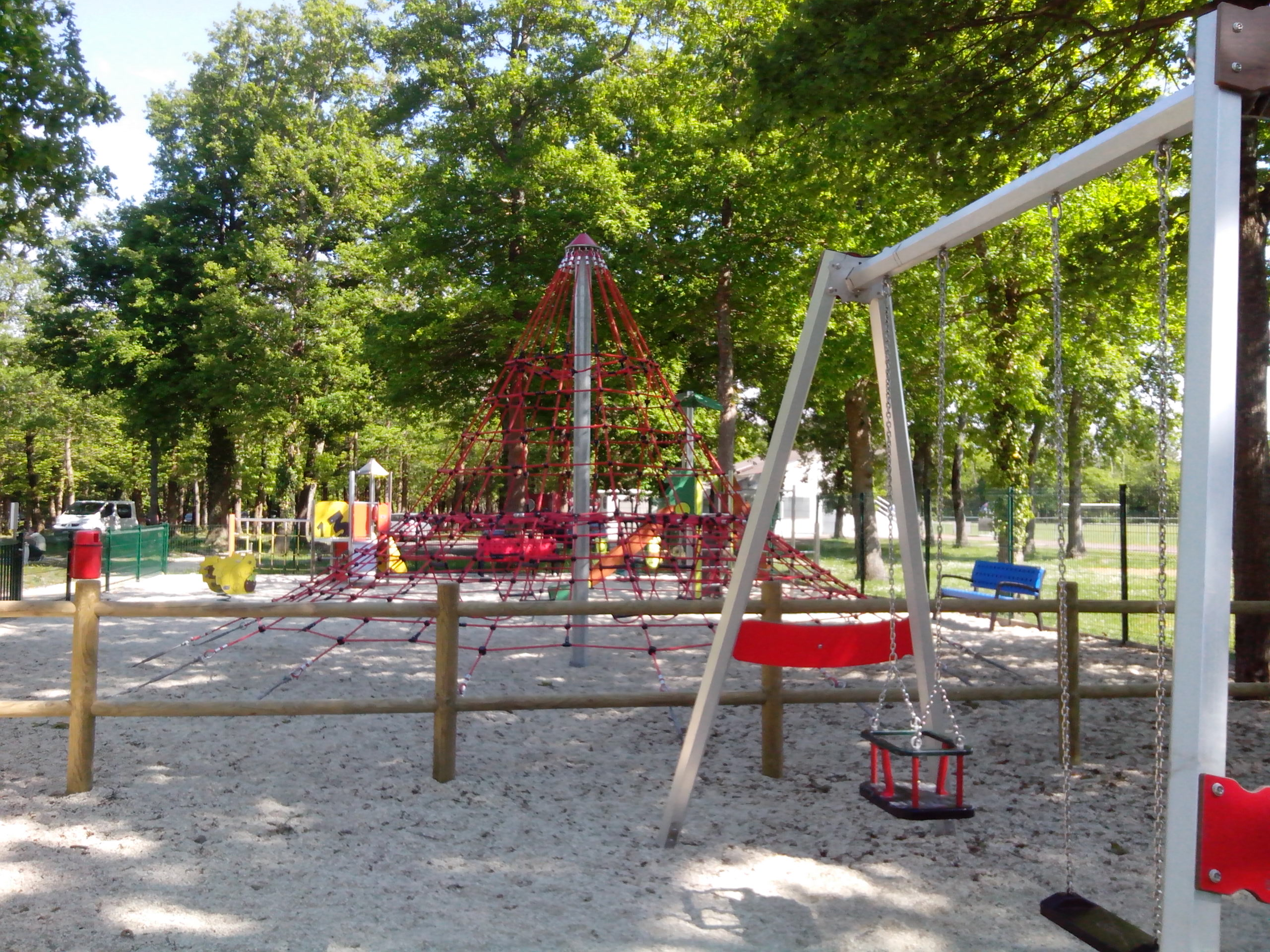
L'aire de jeux du chemin de Sable, aménagée près du complexe sportif en 2014.

Trois crèches sont ouvertes aux enfants du canton : « La Farandole » et « Pirouettes Cacahuètes », à Arvert, et « Les petites goules » à La Tremblade. Une salle de motricité pour les jeunes enfants est présente à Arvert, ainsi qu'un relais d'assistantes maternelles. Le centre de loisirs cantonal, également à Arvert, est ouvert aux enfants à partir de 3 ans. C'est un centre de loisirs sans hébergement proposant des activités manuelles, des ateliers d'expression, des jeux ou des sorties (accro-branche, piscine, équitation, etc.). Des mini-camps sont organisés pendant l'été.
La « Maison de La Treille », à La Tremblade, est ouverte aux jeunes de 13 à 18 ans. Elle propose des activités sportives, des ateliers, des sorties (surf, paint-ball, plongée, etc.) et offre une salle avec des jeux vidéo et un accès internet. Les jeunes peuvent également soumettre leurs propres projets.
La commune compte depuis le mois de décembre 2013 sur la présence d'une aire de jeux destinée aux enfants de 1 à 12 ans. Conçu comme un « espace multiloisirs », il est situé à proximité immédiate du stade et des principales infrastructures sportives de la commune (skate-park, parcours sportif). Aménagé avec le concours de la société « Quali-Cité Atlantique », qui s'est chargée de la fabrication et de la mise en place, il se compose de six structures différentes : un jeu a ressort « écureuil » (de 1 à 6 ans), une balancelle (de 2 à 8 ans), une structure « château » (échelles, filet à grimper, tunnel et toboggan — de 2 à 6 ans), d'une structure « palmier » (filet à grimper, mât de descente, toboggan — de 2 à 12 ans), d'une structure « pyramide » (filet à grimper — à partir de 6 ans) et d'un portique comprenant deux balançoires.
Cet espace de détente pour les enfants vient renforcer l'offre existante dans les communes voisines et notamment à Arvert, qui possède également un « parc de loisirs » pourvu d'équipements à destination des plus jeunes.

### Santé et sécurité
La commune dispose de deux cabinets de médecine généraliste, d'un kinésithérapeute, de plusieurs infirmiers, d'une auxiliaire de vie, d'un podologue-pédicure, d'une pharmacie et d'une maison de retraite (plate-forme gérontologique Darcy-Brun). Cette dernière a été agrandie en 2015 avec la mise en place d'une unité spécialisée dans la prise en charge des personnes atteintes de la maladie d'Alzheimer.

Le pôle-santé de la place de Verdun, inauguré en 2015.

Un nouveau « pôle-santé » regroupant la plupart des services médicaux a été inauguré en 2015. Construit en plein centre-ville, en bordure de la place de Verdun et de la rue Charles-Hervé, il regroupe une pharmacie de près de 240 mètres carrés et une antenne paramédicale regroupant infirmiers, podologue et kinésithérapeute. Sa réalisation a été confiée à l'architecte Iléana Popéa — qui avait déjà réalisé le réaménagement de la place de Verdun quelques années plus tôt — afin de favoriser l'unité architecturale de l'ensemble. Les travaux de terrassement préalables ont débuté au mois de mars 2014 et le gros-œuvre a été achevé au printemps 2015.
Les villes voisines de La Tremblade, Arvert ou Royan offrent une palette de soins plus étendue, avec la présence de nombreux spécialistes, d'un centre hospitalier disposant d'un service d'urgences et de deux cliniques privées à Royan.
Le maintien de l'ordre public et l'exécution des arrêtés de police du maire sont assurés par un fonctionnaire de police territorial. Bien qu'Étaules soit désormais une commune urbaine (c'est-à-dire forte de plus de 2 000 habitants) située au sein d'une conurbation de plus de 10 000 habitants, ce dernier exerce la fonction de garde champêtre, fonction normalement dévolue spécifiquement aux petites communes rurales. La sécurité des biens et des personnes est assurée quant à elle par la brigade de gendarmerie de La Tremblade. Cette ville accueille également un centre de secours des sapeurs-pompiers, tout comme la commune voisine de Saint-Palais-sur-Mer.

### Politique sociale
Dans le contexte de l'aggravation de la crise migratoire qui secoue l’Europe au cours de l’année 2015, et à la suite de l'appel du Président de la République François Hollande en faveur de l’accueil de 24 000 réfugiés sur l’ensemble du territoire français, le Conseil municipal, lors de sa réunion du 10 septembre 2015, vote par 18 voix pour et 1 voix contre en faveur de l’installation d’une vingtaine de réfugiés dans la commune. Le 7 mars 2016, ce sont finalement quatorze réfugiés (dont quatre enfants) qui s'installent dans les locaux de La Granderie, en centre-ville, sous la supervision de la Fondation des Œuvres et Institutions des Diaconesses de Reuilly, dont la fondation est gestionnaire. Quelques semaines plus tard, la fondation fait part de sa volonté de pérenniser l'accueil des réfugiés et de demander le classement de La Granderie en centre d'accueil de demandeurs d'asile en France (CADA), projet auquel la municipalité apporte son soutien moral au cours du conseil municipal du 23 juin 2016.

### Sports

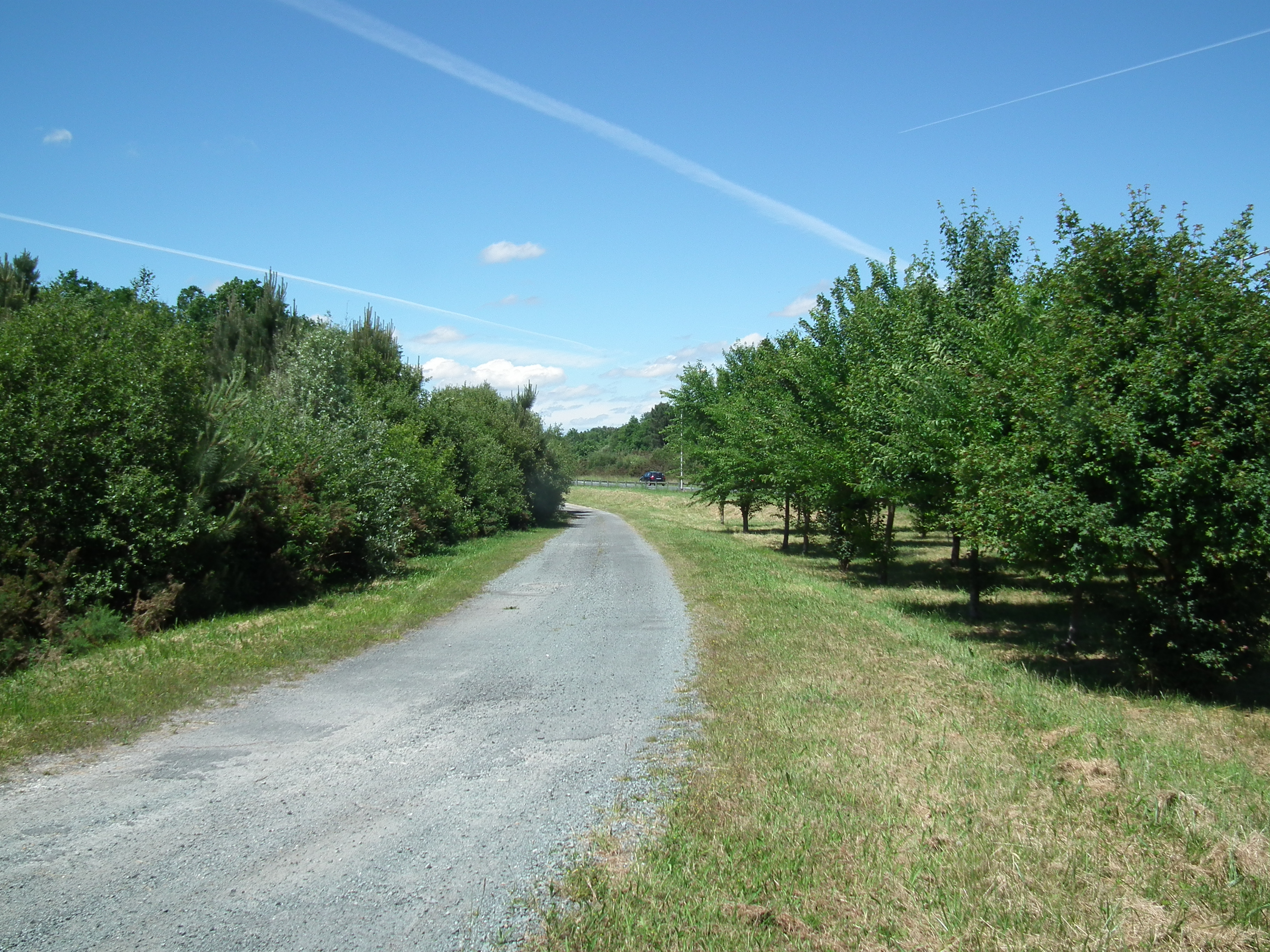
Piste cyclable en lisière des bois des Clônes et de Chassagne, en direction de Chaillevette.

La commune dispose d'un petit complexe sportif (complexe sportif du chemin de Sable) comprenant notamment un stade municipal (stade Émilien Rouffineau) avec gradins couverts. L'équipe locale de football, le Presqu’île d’Arvert Football Club (Ligue de football Nouvelle-Aquitaine), qui regroupe plusieurs communes proches (Arvert, Chaillevette et La Tremblade), y évolue régulièrement. Parmi les autres infrastructures de ce complexe figurent une salle omnisports, une aire de fitness en plein air et en libre accès comprenant cinq modules d'entraînement cardiovasculaire et de musculation, un skatepark (rampe et lanceur courbe intégré, bi box, curb, barre de glisse et flat muret), trois courts de tennis et un boulodrome, avec aire de pique-nique et tables de ping pong attenantes. Un parcours sportif comprenant divers agrès (barres d’étirements, de tractions, planches à abdos, portion de vitesse, barres parallèles et espaliers, etc.) a été aménagé à côté du stade, dans un petit bois.
Un court de tennis est situé entre l'avenue Darcy et la ruelle des Gabelous, et un deuxième boulodrome a été aménagé en centre-ville, sur la place du Champ de Foire. Plusieurs parcours VTT/VTC et pistes cyclables permettent en outre de découvrir la commune et ses alentours.
Des randonnées VTT sont organisées les 14 juillet et 15 août. La randonnée du 14 juillet, dite « rando des huîtres » consiste en une randonnée pédestre de 8 et 12 kilomètres et une randonnée VTT de 15 et 55 kilomètres, avec arrêt dans les ports ostréicoles (pot de l'amitié, dégustation d'huîtres et de produits du terroir).
Clubs et associations sportives disposent depuis 2019 d'une salle de réunion — « Le Relais » — implantée dans le complexe sportif du chemin de Sable. Les principales sont : Athlétisme Marennes-Presqu'île d'Arvert, Avenir Cycliste Étaulais, club VTT : « Les ragondins de la Presqu'île », Football Presqu'île d'Arvert ou encore le Tennis Club Étaulais. Le foyer rural permet de pratiquer badminton, marche, pétanque et gymnastique.

### Médias

#### Télévision
En réception aérienne, les émetteurs de référence pour la réception des chaînes de la télévision numérique terrestre sont Royan 1 (situé à Vaux-sur-Mer) et Royan 2 (situé à la limite entre Saint-Georges-de-Didonne et Meschers-sur-Gironde).

Logo de France 3 Nouvelle-Aquitaine.

Le premier couvre la quasi-totalité du territoire communal (99 %) tandis que la réception du second est plus difficile (9 %) et varie en fonction des endroits. La réception de l’émetteur de Niort-Maisonnay est très aléatoire (2 %). Ces trois émetteurs reprennent le signal de l'antenne locale de France 3 Nouvelle-Aquitaine — France 3 Poitou-Charentes — ainsi que le décrochage France 3 Atlantique, centré sur l'actualité du littoral charentais-maritime.
La réception de l’émetteur de Lesparre, qui reprend le signal de France 3 Aquitaine et la chaîne locale bordelaise TV7 Bordeaux est particulièrement difficile (à peine supérieure à 0 %) et ne concerne que les hauteurs de La Passe.

#### Radio
La plupart des radios nationales présentes dans le département peuvent être écoutées dans la commune. Les informations départementales sont relayées par la station de radio publique France Bleu La Rochelle.
Les stations de radio locales pouvant être écoutées dans la commune sont principalement Vogue Radio (radio locale émettant à destination des agglomérations de La Tremblade et de Marennes), Demoiselle FM (généraliste, émettant depuis Rochefort, et disposant de studios à Saint-Georges-de-Didonne), Terre Marine FM (techno et musiques électroniques, émettant depuis Fouras), Mixx radio (techno, dance et musiques électroniques, émettant depuis Cognac et reprise par le réémetteur de Saintes), et RCF Accords Charente-Maritime (religieuse, émettant depuis La Rochelle). Wit FM (généraliste, émettant depuis Bordeaux) peut parfois être captée, mais de façon plus aléatoire, en fonction des conditions climatiques.

#### Presse
La presse locale est représentée par le quotidien Sud Ouest, dont le siège est à Bordeaux, et qui dispose d'une rédaction locale à Royan, et par l'hebdomadaire Le Littoral de la Charente-Maritime, dont le siège est à Marennes. La commune possède aussi son propre magazine d'information municipale, « Étaules Magazine », qui paraît quatre fois par an.

#### Application mobile
La commune a développé une application mobile (iPhone et Android), disponible gratuitement sur App Store et Google Play depuis le mois d'avril 2016. Elle permet de suivre les événements organisés par la ville (manifestations, fêtes, animations diverses) et plus généralement, de se tenir informé sur l’actualité municipale.
Un système d'alertes par SMS est mis en place via cette application, en cas de travaux, d'intempéries ou d’alertes de Météo France ; de même, il est possible d'alerter les services de la mairie sur les éventuels dysfonctionnements rencontrés dans la commune (pannes de lampadaires, nids de poule, etc.) avec une fonction permettant d'envoyer une photo afin de résoudre les problèmes dans les meilleures conditions.

#### Internet haut débit
Deux répartiteurs téléphoniques sont implantés dans les communes voisines d'Arvert et de Chaillevette. En 2013, ils sont dégroupés par plusieurs opérateurs alternatifs (SFR, Free et Bouygues Telecom), en plus de l'opérateur historique, Orange. ADSL, ADSL2+, Re-ADSL 2 et la télévision par ADSL sont disponibles dans la commune.

### Cultes
Étaules appartient au diocèse catholique de La Rochelle et Saintes, lui-même subdivision de la province ecclésiastique de Poitiers depuis 2002 (de la province ecclésiastique de Bordeaux avant cette date) et au doyenné de Royan. La paroisse est comprise dans le secteur pastoral de la presqu'île d'Arvert, centré sur La Tremblade. La messe est célébrée le deuxième et le quatrième samedi du mois à 18 heures 30. En juillet-août, elle est célébrée chaque semaine. En outre, des messes sont célébrées régulièrement à la maison de retraite Darcy-Brun. La messe est également célébrée toute l'année, chaque dimanche à 11 heures à La Tremblade, et chaque samedi soir 18 heures 30 à Arvert.
Le culte protestant est célébré à l'Église Protestante Unie, certains dimanches à 10 heures 30, en alternance avec d'autres temples du secteur paroissial (Arvert, Chaillevette, La Tremblade, L'Éguille, Marennes, Mornac, Nieulle sur Seudre, St Pierre d'Oléron). Le culte est également célébré à la maison de retraite Darcy-Brun, tous les jeudis à 16 heures 30.
Les autres confessions ne disposent pas de lieu de culte dans la commune.

### Associations
Le tissu associatif de la commune est constitué d'organisations œuvrant dans les domaines sportifs, culturels, économiques ou caritatifs. On dénombre ainsi une association de commerçants et d'artisans (Étaules économie), un groupe d'échange avec la ville de Tenkodogo, au Burkina Faso (L'arbre vert), une association communale de chasse agréée, un club d'anglais (Europe 92), une association des parents et amis des écoles d'Étaules, un club de l'âge d'or, une association nationale des usagers de la route (Anuar), un système d'échange local (SEL), un collectif caritatif du canton de La Tremblade, une association de lutte contre le cancer, une association catholique (Notre-Dame de l'Isle) et une antenne du secours catholique.

### Marché
Depuis 2015, le marché se tient tous les jeudis matin sur la place du Champ de Foire (auparavant, il avait lieu sur la place de Verdun). Il rassemble chaque semaine une dizaine de producteurs (poissonnier, primeur, fromager, boucher, produits régionaux, fleuriste, etc.). Tous les quinze jours, s'ajoutent aux produits alimentaires mercerie et vêtements.

## Culture locale et patrimoine

### Lieux et monuments

#### Église Notre-Dame
Peu avant l'an mil, l'église primitive s'élevait au-dessus des marais sur un îlot nommé Le Paradis. En effet, des marins en perdition au large de la Coubre réussirent à trouver abri au fond du golfe de Barbareu, sur les rives d'une île qu'ils appelleront l'île de Paradis. En remerciement, la chapelle Notre-Dame-de-Paradis (ou Notre-Dame-de-l'Isle) y fut édifiée.

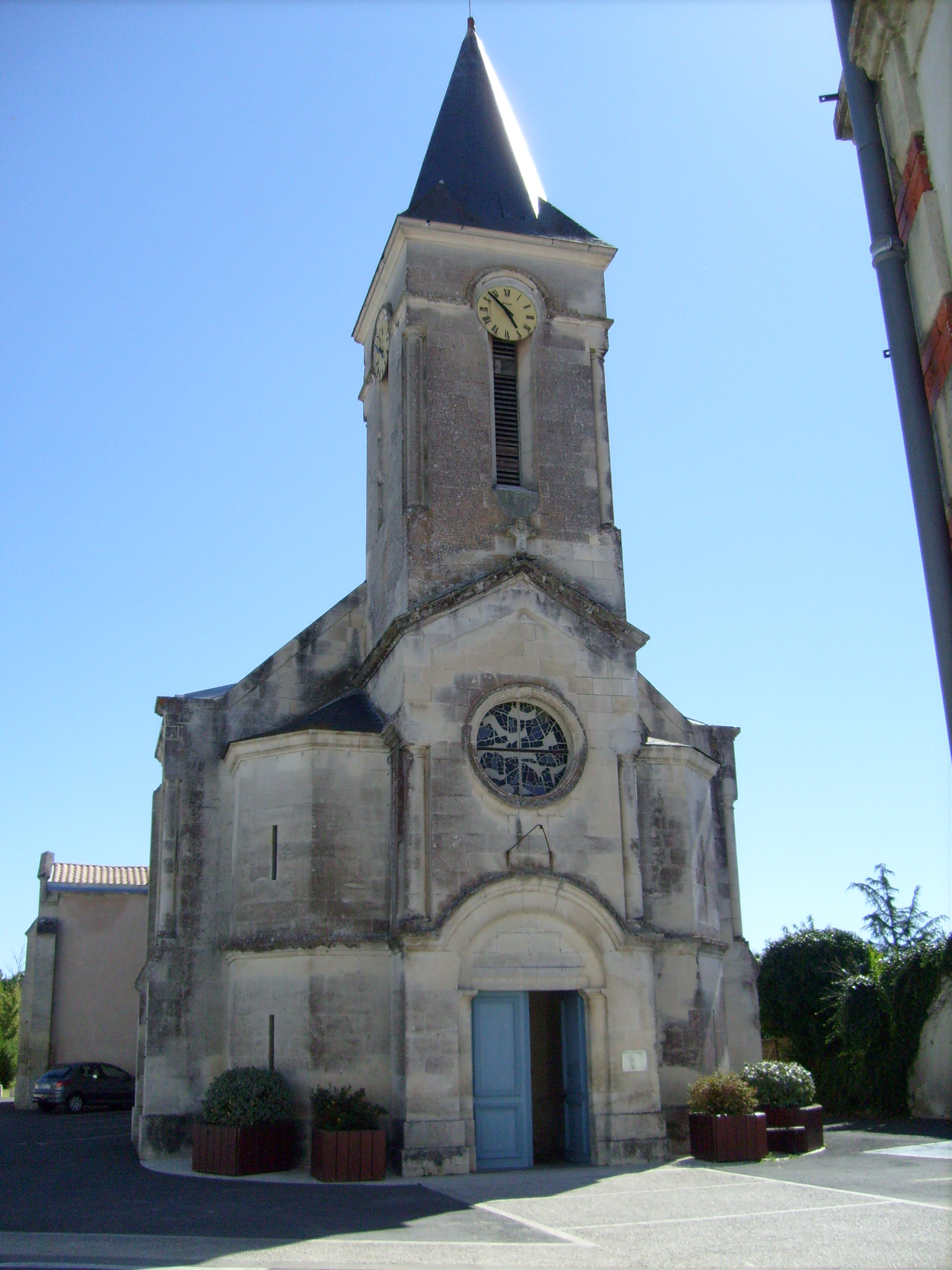
Façade de l'église Notre-Dame (XVIIIe siècle).

Dans l'espoir d'accéder justement au paradis, de nombreux haut personnages vinrent s'y faire enterrer et le prieuré qui dépendait de Cluny devint un lieu de pèlerinage. Des fouilles sur les décombres de l'ancienne église ont prouvé l'existence de ces tombes.
L'église fut endommagée par les Huguenots pendant les guerres de religion, puis dévastée par un incendie au XVIIIe siècle. En 1722, Jacques Easme de la Croix décide de reconstruire une église au centre d'Étaules, après avoir obtenu la permission et les subventions du roi Louis XV. Des pierres prises dans les ruines de l'ancienne église entreront dans la construction de l'église actuelle, qui fut achevée le 23 novembre 1723.
Le 1er avril 1855, l'église est rebaptisée Notre-Dame-de-la-Nativité. En 1878 l'église fut agrandie, et en 1882 des vitraux sur le thème de la vie de la Vierge furent installés : le chœur et le transept, témoins de cette époque, les ont conservés (5 dans le chœur et 4 dans le transept, œuvres du maître verrier Dagrand). Détérioré par les bombardements de 1945, l’édifice a bénéficié de dommages de guerre pour sa reconstruction et le décor mobilier (dont les vitraux). La nef et la façade d’entrée ont été largement reconstruites dans les années 1950 et 10 vitraux ont été réalisés en 1963 par le peintre verrier toulousain Henri Guérin (8 fenêtres dans la nef et le narthex, 1 dans la sacristie et la rosace de la tribune).
À voir à l'intérieur : une chaire en chêne sculptée, un tableau de l'Annonciation (1957-58, Huile sur Toile, Louis Berthomme Saint-André) et un tableau représentant la Sainte Famille, offert par le peintre Michel Genty en 2014 à l'occasion de ses cinquante ans de carrière.

#### Temple protestant
Si la communauté protestante est établie de longue date dans la presqu'île d'Arvert, qui a été un des principaux « foyers » huguenots dès le XVIe siècle, Étaules est longtemps une des rares communes des environs à ne pas posséder son propre temple. Les fidèles doivent se rendre alors se rendre à ceux de Paterre (Chaillevette) ou d'Avallon (Arvert). Devant cette situation jugée inacceptable par les nombreux Protestants que compte la commune, une pétition est lancée sous l'impulsion de l'ancien maire Alfred Chevallier en 1853. La décision de construire un temple est finalement actée par le conseil municipal, présidé par un maire catholique qui est personnellement opposé au projet, et fait de son mieux pour « faire traîner les choses ». Lorsque Alfred Chevallier est réélu en 1855, il fait de ce dossier une priorité.

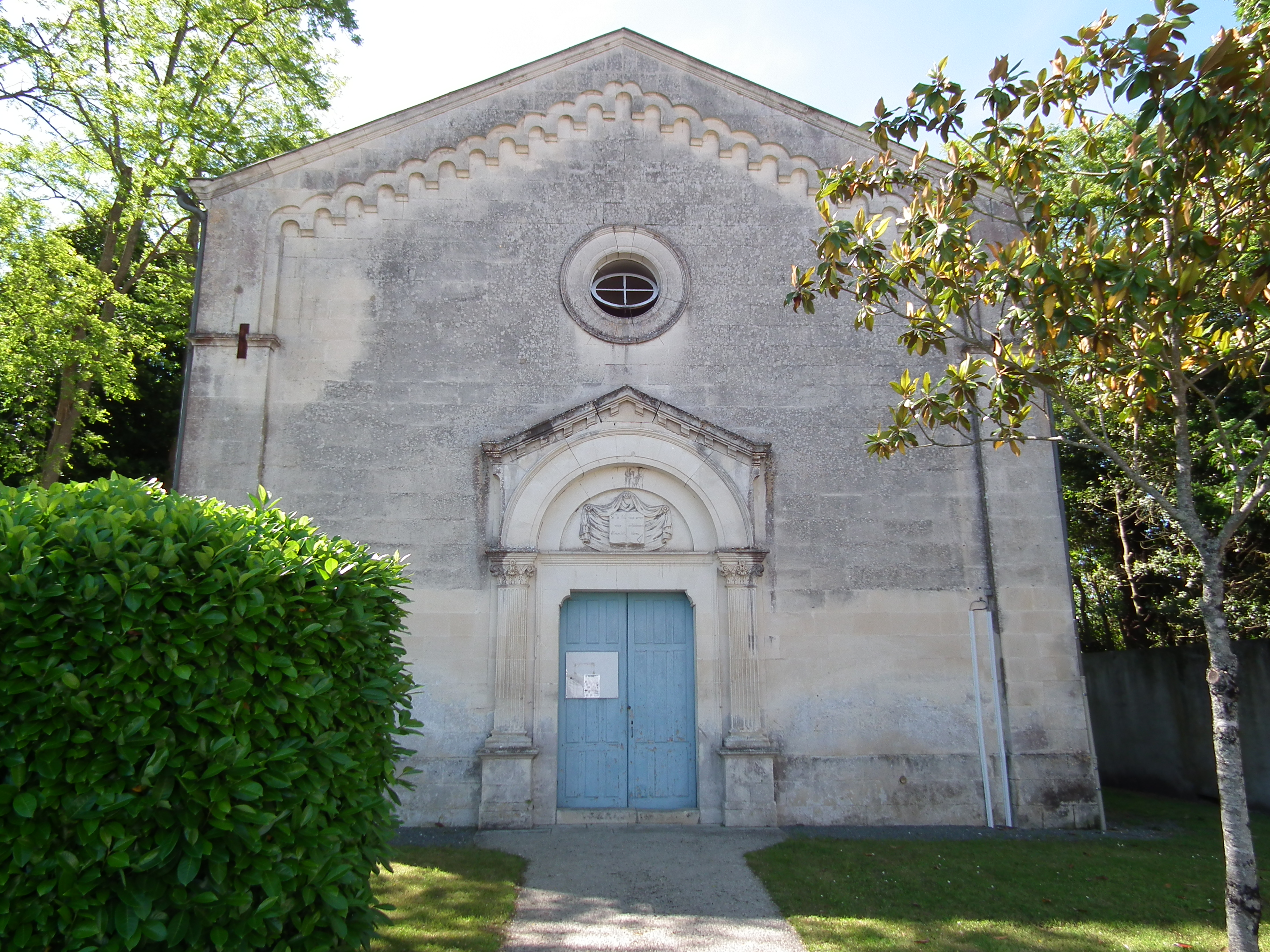
Le temple protestant, achevé en 1864.

Le terrain, au centre du village, est cédé gracieusement par deux fidèles, MM. Gabiou et Gatineau. La commune emprunte 3 224 francs, remboursables sur quatre ans, et en octobre 1859, les travaux commencent, sous la direction de Léon Jossier, architecte parisien également auteur des temples de Chaillevette, Saint-Sulpice-de-Royan ou Exoudun (dans le département des Deux-Sèvres). Le temple est achevé en 1864. Bientôt, des problèmes apparaissent au grand jour : erreur de devis (2 541 francs supplémentaires sont réclamés à la commune), lézardes dans le plafond en 1882… Des travaux sont réalisés dans l'urgence en 1883 et 1885. En 1905, le pasteur Ballande demande une aide au gouvernement afin de réparer une nouvelle fois l'édifice. Les grilles qui l'entouraient sont ôtées en 1940. En 1945, il subit d'importants dégâts à la suite des bombardements de la libération de la poche de Royan, tout comme l'église et plusieurs maisons.
Architecturalement parlant, le temple d'Étaules se caractérise par sa sobriété. D'inspiration classique, il forme une nef rectangulaire éclairée par de grandes baies en plein cintre. Comme au temple de Médis, situé à une dizaine de kilomètres de là, la façade intègre une bible ouverte. On peut y lire « Si le fils vous affranchit, vous serez véritablement libres » (Jean 8:36-46).

#### Hôtel de Ville
La mairie-écoles fut achevée en 1903. Elle comprenait, outre la mairie, une école pour 80 filles, une pour 96 garçons et un logement de fonction pour les maîtres.

#### Logis de La Granderie
Le logis de La Granderie fut bâti au XVIIIe siècle. Le corps de logis, bâtiment bas au toit de tuiles, est entouré de deux pavillons recouverts d'ardoises, ouvrant chacun sur une aile en retour.
Le domaine appartenait à la famille Des Brosses, puis, par alliance, à la famille Gabiou (trois générations de maires d'Étaules). Cette famille est également connue pour avoir inventé l'ostréiculture moderne sur le domaine maritime alors qu'auparavant les huîtres sauvages étaient affinées dans les marais salants.

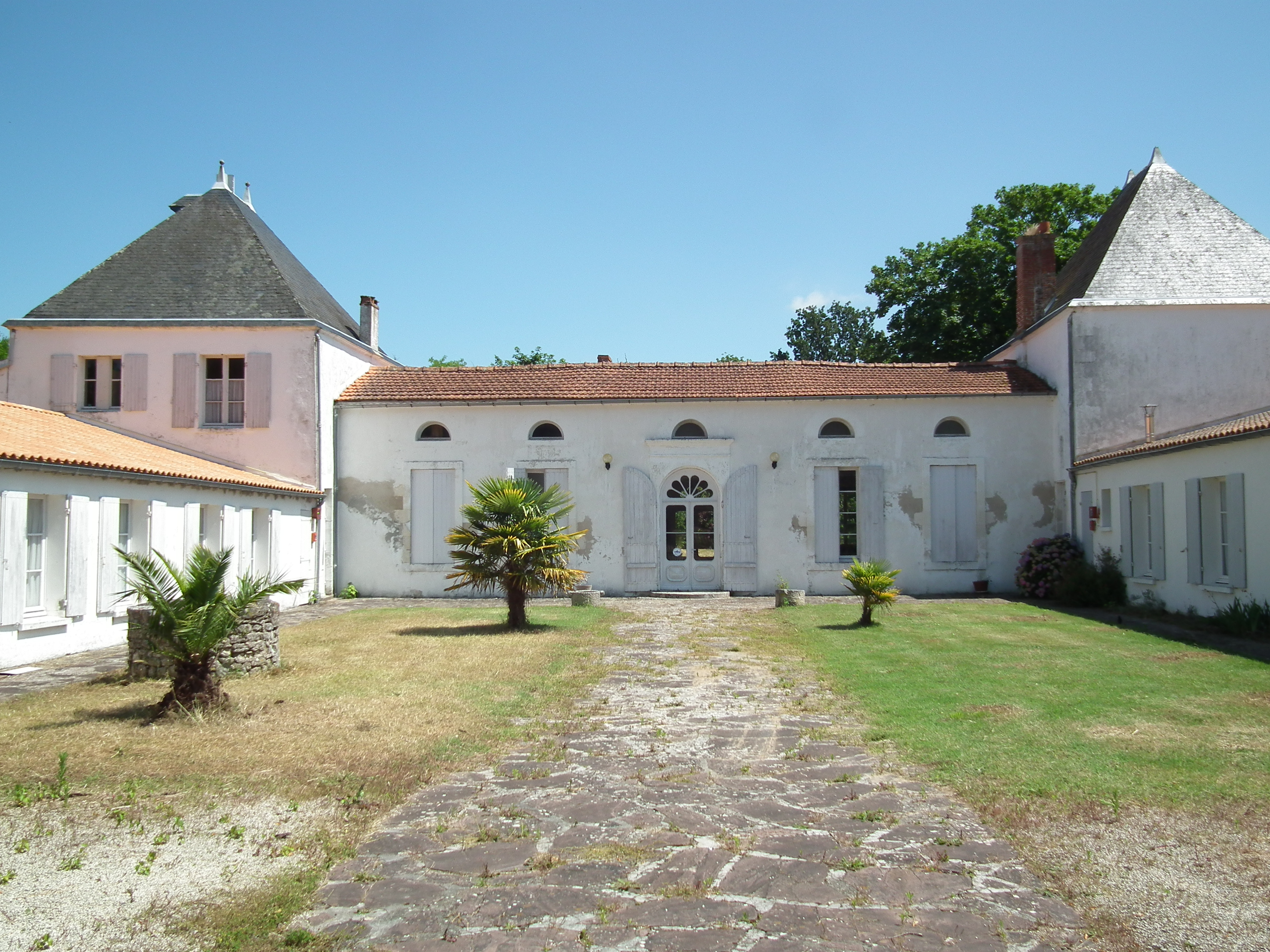
Le logis de La Granderie, demeure bourgeoise édifiée au XVIIIe siècle.

L'ensemble des bâtiments furent légués en 1892 à la paroisse protestante qui en fit un presbytère (le temple étant à côté) jusqu'en 1935.
La Granderie servit de refuge en 1940 à de nombreuses personnes originaires de l'est de la France et fuyant devant l'invasion allemande. Le domaine fut ensuite réquisitionné par l'armée allemande, qui fit détruire le porche à l'entrée pour permettre aux charriots d'approvisionnement de passer. Durant toute la guerre, les bâtiments subirent plusieurs bombardements.
Ce n'est qu'en 1952 que le logis commença à être restauré grâce aux dommages de guerre finançant un chantier de travail de jeunes français et allemands. La Granderie va ainsi devenir un centre de vacances d'été puis une Maison Familiale de Vacances.
En 1975, lors de la crise des Boat-people, en coopération avec l'association France terre d'asile, la Granderie fut un centre d'accueil et d'intégration pour des réfugiés du sud-est asiatique. En 2015, lors de la crise migratoire, elle retrouve ce rôle en accueillant de nouveau une vingtaine de réfugiés.
Aujourd'hui, La Granderie est la propriété de la Fondation du Protestantisme Français et est gérée par l'association locale la Salicorne.

#### Plate-forme gérontologique Darcy-Brun
Le domaine, appelé Maine-de-Vaulx, date de la fin du XVIIe siècle. La porte à chambranle moulurée du logis est datée quant à elle de 1789. Le bâtiment fut la propriété de nombreuses familles bourgeoises, depuis la famille De Vaulx jusqu'au docteur Darcy au XIXe siècle.
En 1898, Jean Pierre Édouard Darcy légua l'ensemble de ses biens des communes d’Arvert, d’Étaules et de Saint-Palais-sur-Mer à l’institution des Diaconesses de Reuilly (sœurs protestantes), à charge à la communauté de fonder dans sa propriété du Maine-de-Vaulx « un asile pour les Protestants âgés de l’un ou l’autre sexe ».
La grande guerre passa et ce n'est qu'en 1920 que sœur Meyer décida des premiers aménagements.
Les logis furent restaurés après la Seconde Guerre mondiale, et, dans les années 1950, la biscuiterie Brun fera un don important qui permettra réellement à la maison de retraite de fonctionner pleinement. Chose étonnante, ce don fut accompagné de deux clauses qui furent acceptées : la première, que la maison s’appelle Darcy-Brun ; la seconde, d’accepter dans ses murs des résidents catholiques.
Aujourd'hui la maison de retraite privée à but non lucratif accueille 80 résidents au sein d'un parc de 4 hectares.

#### Aux alentours
En plein cœur de la presqu'île d'Arvert, la commune jouit d'une situation géographique privilégiée qui la place à une dizaine de kilomètres des principales stations balnéaires de la côte de Beauté (Royan, bien sûr, classée ville d'art et d'histoire, mais aussi La Palmyre et son parc zoologique, Saint-Palais-sur-Mer, Vaux-sur-Mer, Saint-Georges-de-Didonne).

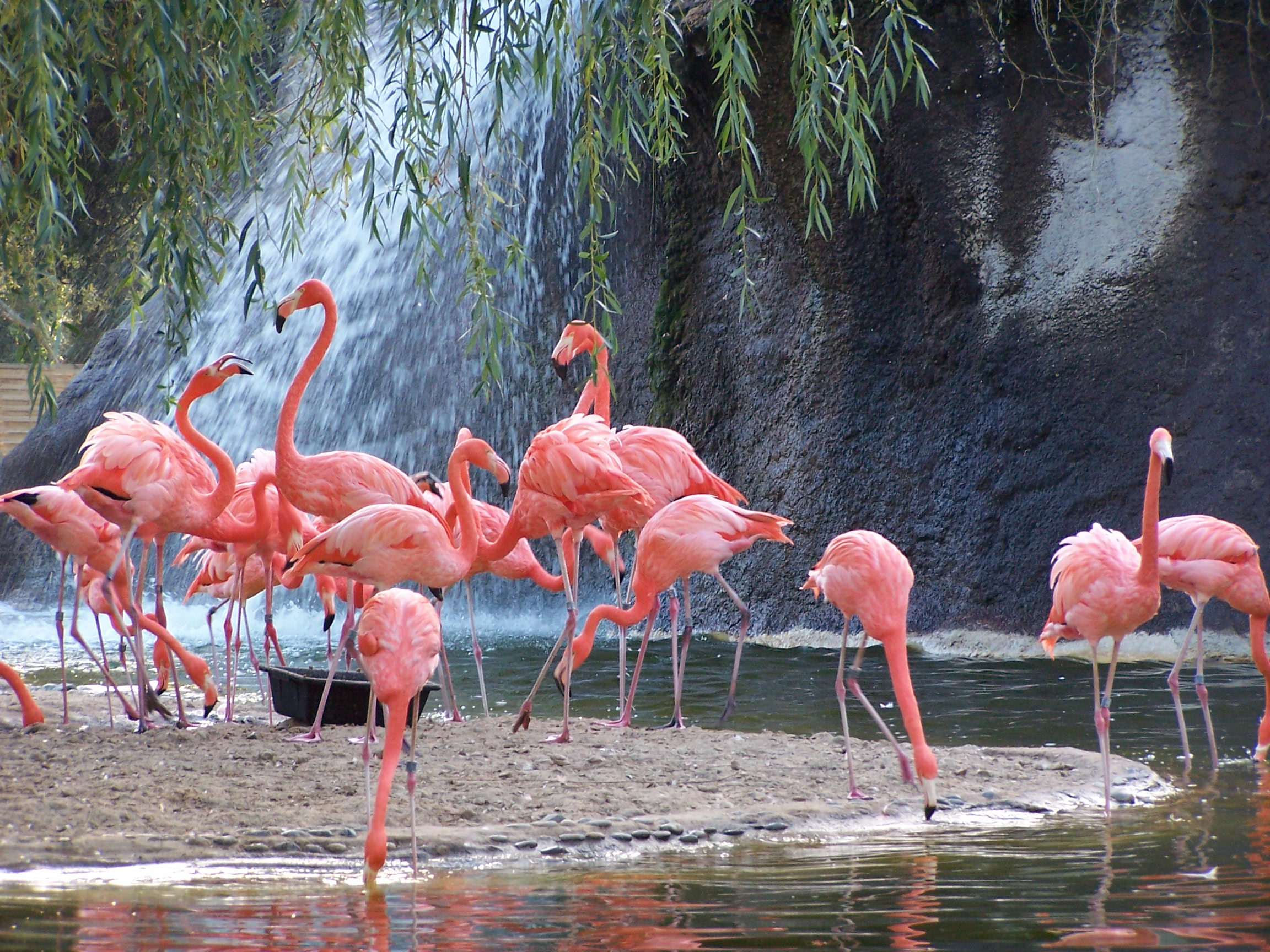
Le zoo de la Palmyre, plus grand parc zoologique privé d'Europe, n'est qu'à un peu moins de sept kilomètres du centre-ville.

Orientées plein ouest, les plages de la côte sauvage, au pied des dunes et du phare de la Coubre (le plus haut du département), sont réputées pour leurs violents rouleaux qui en font un spot de surf fréquenté, où des compétitions sont organisées régulièrement.
Un peu plus à l'est, la station balnéaire de Ronce-les-Bains, abritée des courants, fait face aux côtes de l'île d'Oléron et à Saint-Trojan-les-Bains, station balnéaire et climatique. La forêt domaniale de la Coubre et la forêt des Combots d'Ansoine, à quelques kilomètres du centre-ville, font partie des principaux poumons verts de l'agglomération royannaise. Elles s'intègrent à un vaste ensemble forestier de près de 10000 hectares, constitué en grande partie de pins maritimes (pinède) et de chênes verts, où de nombreux sentiers de randonnée ont été aménagés.
Près de l'estuaire de la Seudre, plusieurs petits ports ostréicoles rappellent qu'une partie de la presqu'île appartient au bassin de Marennes-Oléron. Mornac-sur-Seudre, petit bourg médiéval posté au milieu des marais de la Seudre, bénéficiant du label Les Plus Beaux Villages de France, compte sur des ruelles sinueuses plantées de roses trémières et des maisons blanchies à la chaux.
Enfin, en s'enfonçant dans l'arrière-pays, la ville de Marennes possède une église dotée du plus haut clocher du département (85 mètres), Saujon est une station thermale fréquentée, et une multitude de petites églises de campagne rappellent les grandes heures du style roman saintongeais (Breuillet, Saint-Sulpice-de-Royan ou encore Médis).

### Culture

#### Équipements culturels
La commune compte sur la présence d'une médiathèque, située 3 rue de la poste, en centre-ville. Elle accueille ponctuellement des expositions thématiques, des conférences et des salons de lecture. Le bibliobus fait étape en ville régulièrement. Une boîte à livres a été installée par la municipalité au mois de décembre 2021. Située sous le porche de la salle municipale de la rue William Jonka, elle permet à chacun de déposer et/ou de prendre des ouvrages gratuitement.
Située aux abords du complexe sportif et de loisirs du chemin de Sable, la salle multiculturelle « La Pléiade » a été inaugurée au mois de juillet 2022. Elle remplace l'ancienne salle municipale de la rue William Jonka, dont les dimensions étaient devenues inadaptées à la croissance de la population. Réalisée par l'architecte Ileana Popea, très active dans la commune (elle y a notamment réalisé les immeubles de la place de Verdun et le pôle-santé), cette structure contemporaine s'intègre dans un environnement boisé, sur une parcelle de 730 mètres carrés. La salle multiculturelle a été pensée pour permettre la tenue de spectacles, de pièces de théâtre, de concerts et de projection de films (cinéma); elle se veut un « espace de rencontres et de partage » utilisé, notamment, par des associations communales. Comme la salle « La Chênaie » de Breuillet, elle propose une offre culturelle variée grâce à un partenariat avec l'association CREA de Saint-Georges-de-Didonne, avec pour ambition de rayonner sur la partie ouest de la presqu'île d'Arvert. Sa conception a coûté 2,09 millions d'euros.

#### Foyer rural
Le foyer rural propose des activités tant sportives que culturelles (scrapbooking, informatique, généalogie, peinture, jeux de réflexion, théâtre, danse folk, etc.).

#### Événements touristiques

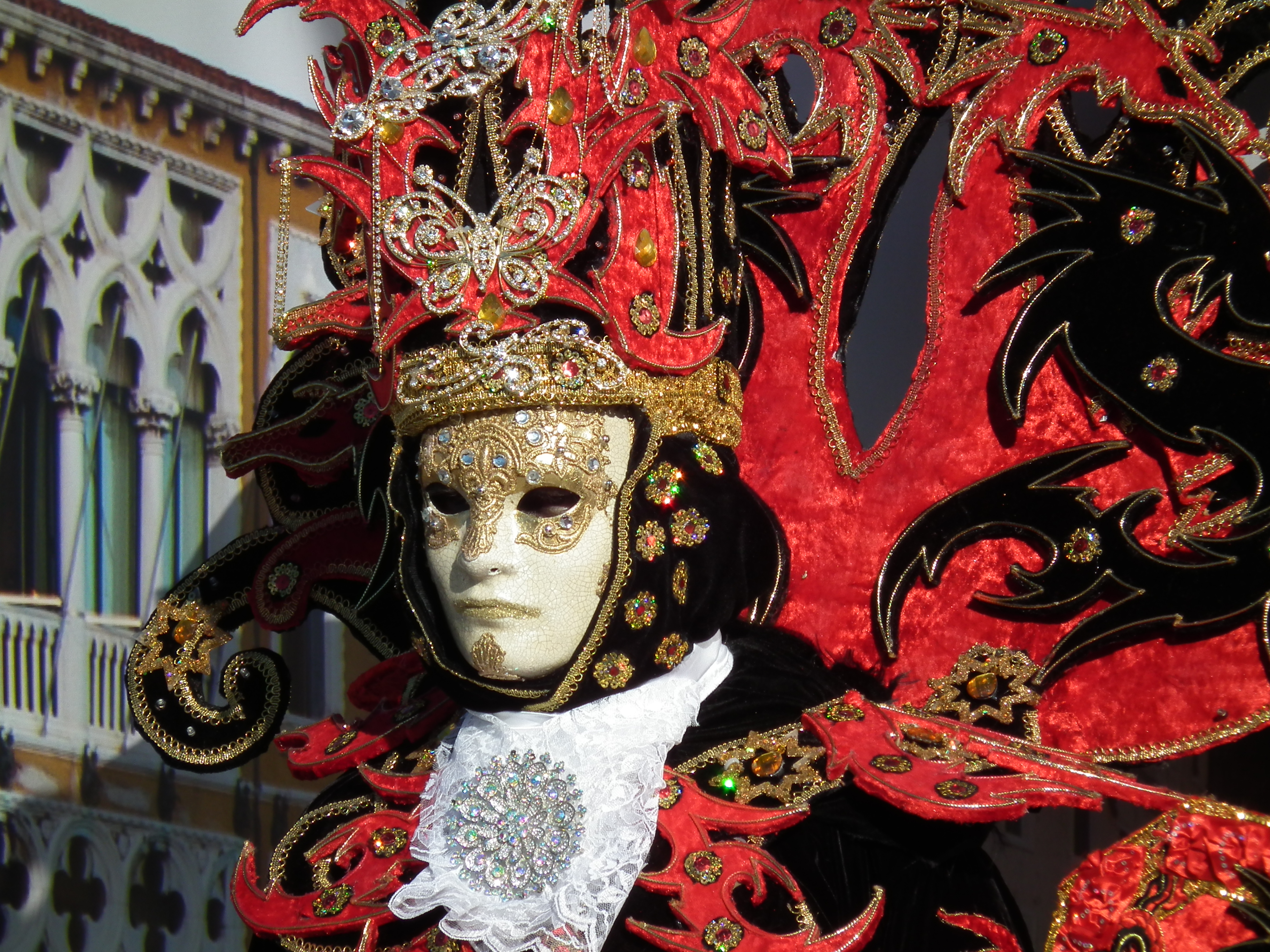
Un participant de l'édition 2014 du carnaval vénitien d'Étaules.

Le carnaval vénitien, organisé chaque année au mois de mars depuis 2009, consiste en une parade costumée sur une thématique « vénitienne » parcourant le centre-ville, au son d'une fanfare. Depuis 2022, la manifestation s'étale sur trois jours (déambulation nocturne, défilés, séances photos en divers lieux de la ville, dégustation et vente de produits italiens ou de spécialités locales — chocolat chaud et merveilles sont devenus une tradition) et culmine avec la présentation des costumes sur la place de Verdun le dernier jour. Cet événement, très populaire en Pays Royannais, est organisé par le foyer rural (qui se charge de la confection d'une partie des costumes) et l'association « féerie vénitienne ».
La fête nationale du 14-Juillet est célébrée chaque année avec des randonnées cyclistes et pédestres, une kermesse (pendant l'après-midi), et en soirée, un repas, un concert, un feu d'artifice et un bal. Elle est précédée, le 13 juillet, par un défilé aux lampions suivi d'un spectacle pyrotechnique.
Des animations ont lieu tous les mercredis pendant la saison estivale : ce sont « Les mercredis d'Étaules ». Ils peuvent consister en concerts, barbecues géants, sardinades, éclades, rassemblement de voitures anciennes ou de motos, brocantes, etc. Ces animations se tiennent sur la place de Verdun, la place du Champ-de-Foire ou au stade.
La remontée de la Seudre, organisée chaque année à la fin du mois d'août ou au début du mois de septembre par la station nautique de la communauté d'agglomération Royan Atlantique, rassemble près d'un millier de participants. Remontant le fleuve dans des embarcations de toutes sortes (du chaland ou du vieux gréément en passant par le simple kayak), mais aussi, sur les berges, à vélo, à cheval, en calèche ou à pied, la manifestation est ponctuée d'arrêts-dégustation et d'animations diverses. Le port de départ (et d'arrivée) comme le circuit changent chaque année.

### Patrimoine culturel

#### Langue saintongeaise

Aire linguistique du saintongeais.

La commune est située dans l'aire linguistique du saintongeais, un dialecte faisant partie de la famille des langues d’oïl, branche des langues romanes, qui comprend également le français, l’angevin le picard et le poitevin avec lequel il est souvent regroupé dans un domaine plus vaste, le poitevin-saintongeais.
Le saintongeais (saintonjhais) est la langue vernaculaire parlée en Saintonge ainsi que dans une partie de l'Aunis, de l'Angoumois, mais aussi dans quelques enclaves de Guyenne (Pays Gabay ou Grande Gavacherie, Petite Gavacherie autour de Monségur dans l'Entre-deux-Mers et enclave du Verdon, en Médoc). On l’appelle parfois aussi le charentais ou encore le patois charentais. Les locuteurs sont dits patoisants.
Le saintongeais a fortement influencé l’acadien et en conséquence, par ricochet, le cadien ; quant au québécois, il a été influencé par les parlers tels que le normand, le francien et le saintongeais.
La langue saintongeaise présente de nombreux traits communs avec des langues telles que le cadien ou l'acadien, ce qui s'explique par les origines saintongeaises d'une partie des émigrants vers la Nouvelle-France au XVIIe siècle.

#### Gastronomie
La gastronomie saintongeaise est principalement axée sur trois types de produits : les produits de la terre, les produits de la mer et les produits de la vigne.
Les préparations à base de viande de porc occupent une place prépondérante dans la cuisine régionale : ainsi des gratons ou des grillons, sortes de rillettes à base de viandes rissolées et confites dans leur graisse, du gigourit, un civet mêlant sang, gorge, foie et oignons, ou de la sauce de pire, à base de fressure, d'oignons et de vin blanc de pays.

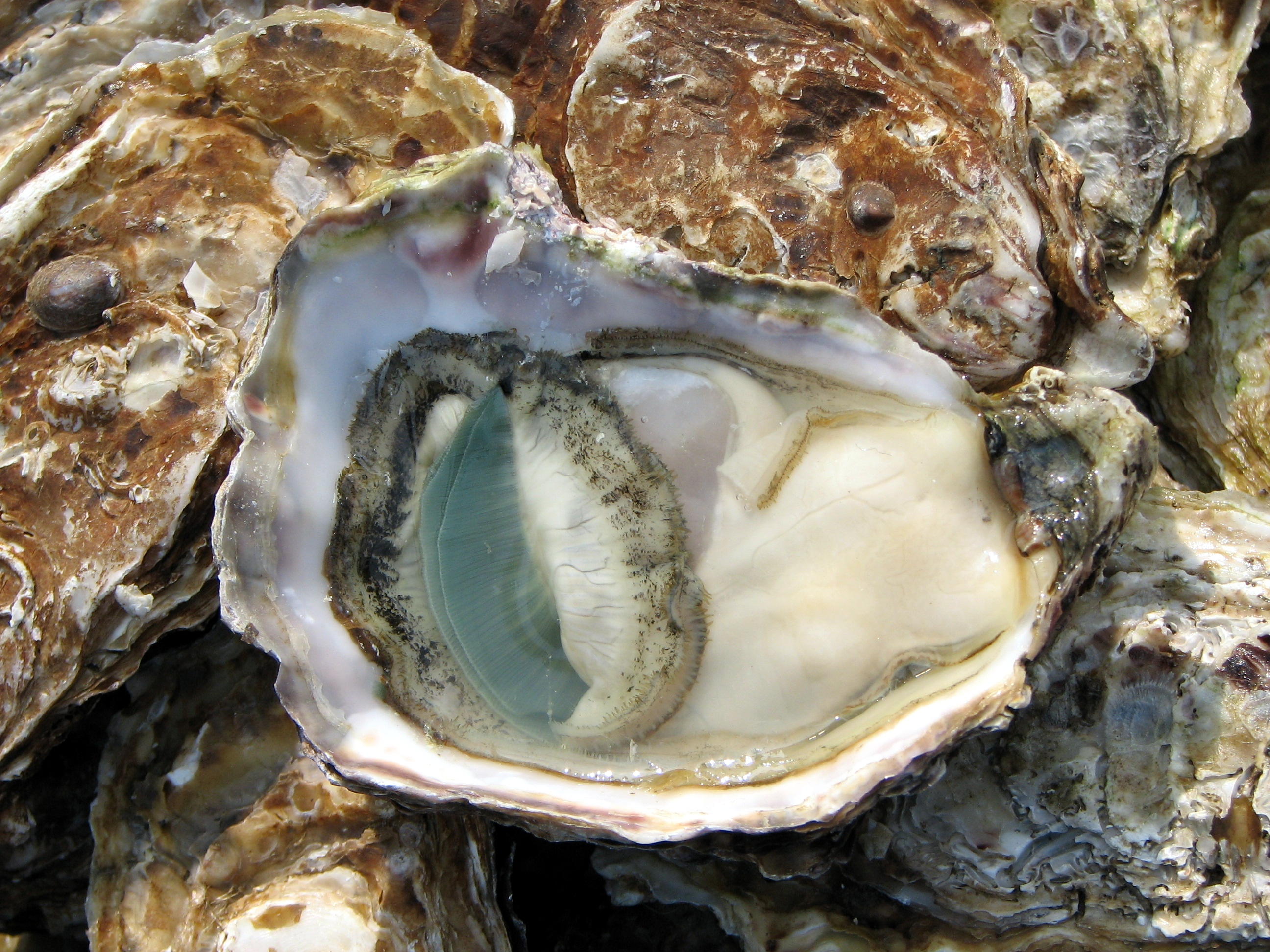
Les huîtres de Marennes-Oléron sont une spécialité réputée de la région. Étaules est une importante commune ostréicole.

La cuisine saintongeaise intègre tout naturellement de nombreuses recettes à base de « cagouilles », le nom local de l'escargot petit-gris. Animal tutélaire de la Saintonge, il est notamment cuisiné « à la charentaise », c'est-à-dire cuit dans un court-bouillon agrémenté de vin blanc, d'ail et de mie de pain.
Parmi les autres spécialités locales, il convient de noter également les pibales (alevins d'anguille pêchés dans la Gironde, spécialité de Mortagne et de Blaye), les sardines de Royan, les « thyeusses de gueurnouilles » (cuisses de grenouilles), la sanglette, une galette préparée à base de sang de poulet et d'oignons cuits, le farci saintongeais (variante du farci poitevin), le lapin au pineau, le foie gras ou encore les confits. La grande spécialité de la presqu'île d'Arvert est cependant l'huître de Marennes-Oléron, de renommée internationale. Sans oublier les deux spécialités à base de moules, l'éclade  (moules placées, soit en plusieurs couches ou disposées de manière à former une pyramide, sur un lit de petites branches et d'aiguilles de pin, auquel on met le feu. Feu que l'on alimente jusqu'à ce que les moules ouvrent leurs coquilles) et la mouclade (moules cuisinées avec de la crème fraîche).
Les desserts traditionnels sont issus de la cuisine paysanne : millas (gâteau à la farine de maïs, qu'on retrouve dans une grande partie du sud-ouest de la France), galette charentaise, au beurre Charentes-Poitou, ou encore « merveilles » (beignets).
Les vignes de la région servent à la confection d'eaux-de-vie réputées, telles que le pineau des Charentes et plus encore, le cognac. La commune d'Étaules est ainsi intégralement située dans la zone de production des « bois communs ».

## Personnalités liées à la commune
- Charles Adolphe Ballande (1878-1915), officier de marine, est né à Étaules.
- Dominique Rocheteau, ancien footballeur français, originaire de la commune.
- Jean-Paul Jaud, réalisateur, est né à Étaules.
- Michel Genty, artiste-peintre ayant installé son atelier dans la commune.

## Héraldique
| Blason de Étaules | Blason  | De sinople au bateau de deux mâts d’argent, équipé de sable, habillé de trois focs et de deux voiles majeurs aussi d’argent, voguant sur des ondes alésées d’azur, accompagné de trois fleurs de lys d’argent, au comble cousu d’azur chargé de l’inscription « ETAULES » en lettres capitales aussi d’argent. Devise / CriTempus omnia vincit (Le temps triomphe toujours). |
| Blason de Étaules | Détails | Le statut officiel du blason reste à déterminer. |